# Liste der Kulturdenkmale in Halle (Saale)/Nördliche Innenstadt
In der Liste der Kulturdenkmale in Halle (Saale)/Nördliche Innenstadt sind alle Kulturdenkmale der kreisfreien Stadt Halle (Saale) des Stadtteils Nördliche Innenstadt aufgelistet. Grundlage ist das Denkmalverzeichnis des Landes Sachsen-Anhalt, das auf Basis des Denkmalschutzgesetzes des Landes Sachsen-Anhalt vom 21. Oktober 1991 durch das Landesamt für Denkmalpflege und Archäologie Sachsen-Anhalt erstellt und seither laufend ergänzt wurde (Stand: 31. Dezember 2023). Die Grabmale des Stadtgottesackers wurden in eine separate Liste der Kulturdenkmale in Halle (Saale)/Stadtgottesacker ausgelagert.

## Kulturdenkmale nach Stadtteilen

### Nördliche Innenstadt
| Lage | Bezeichnung                                             | Beschreibung | Erfassungs- nummer | Ausweisungsart                                           | Bild |
| --- | ------------------------------------------------------- | --- | ------------------ | -------------------------------------------------------- | --- |
| Adam-Kuckhoff-Straße 1, 2, 3, 4, 5, 6, 11, 12, 13, August-Bebel-Straße 1, 2, 3, 4, 5, 6, 7, 8, 53, 54, 55, 56, 57, 58, 59, 60, 65, 66, 69, 70, Joliot-Curie-Platz 26, 27, 28, Kapellengasse, Luckengasse, Marthastraße 3, 12, 13, 14, 15, 16, 19, 20, 27, Universitätsring 12, 13, 14, 15, 19, 20, 21, 22, 23, 24, 25, Unterberg 1, 2, 3, 7, 9, 11, 13, Weidenplan 15, 16, 17, 18, 19, 20, 21, 22, 25, 26, 27, 28, 29, 30 | Vorstadt Petersberg                                     | Vorstadt | 107 25045          | Denkmalbereich                                           | |
| Adam-Kuckhoff-Straße 1 bis 6, 11, 12, 13; westliche Straßenzeile im südlichen Abschnitt des Straßenzuges (Karte) | Straßenzeile                                            | Straßenzeile Ehemalige Sophienstraße, Straßenraum mit weitgehend erhaltener, repräsentativer, meist spätklassizistischer bis neubarocker Wohnhausbebauung, die südliche Hälfte um das Stadtgymnasium zu großzügigem Platz erweitert, im Wesentlichen bebaut zwischen circa 1870–1885. Zeitweise, noch mit den Hausnummern 15, 16, 17, 17a, 17b, 18 bis 25, 25a, 26 bis 29, 29a, 30 bis 37, 41 und Emil-Abderhalden-Straße 10, 28, unter 094 15169 als eigener Denkmalbereich geführt.                                                                 | 107 25045 001      | Teilobjekt eines Denkmalbereichs                         | Weitere Bilder |
| August-Bebel-Straße 1 bis 11, 11a, 12, 13, 13a, 13b, 13c, 14 bis 48, 48a, 49, 50, 50a, 51 bis 60, 65, 66, 69, 70, südlicher Abschnitt der August-Bebel-Straße (Karte) | Straßenzug                                              | Straßenzug Ehemalige Friedrichstraße, im Zuge der gründerzeitlichen nördlichen Stadterweiterungen ab 1873 angelegt, anspruchsvolle Mietshausbebauung, meist in Neurenaissance- und Neubarockformen. Zeitweise unter 094 75005 als eigener Denkmalbereich geführt. | 107 25045 002      | Teilobjekt eines Denkmalbereichs                         | Weitere Bilder |
| Kapellengasse (Karte) | Gasse                                                   | Gasse Nach der 1875 abgerissenen Kapelle St. Peter benannter schmaler, dem ansteigenden Gelände folgender Weg der ehemaligen Petersberger Vorstadt, die Südseite beherrscht vom Bau des Stadttheaters. Zeitweise unter 094 96885 als eigener Denkmalbereich geführt. | 107 25045 003      | Teilobjekt eines Denkmalbereichs                         | Weitere Bilder |
| Luckengasse (Karte) | Gasse                                                   | Gasse Eine der vorstädtischen Gassen der Petersberger Vorstadt; benannt nach der dortigen, ehemaligen sumpfigen Niederung, der Lucke; der historische Gassenverlauf noch erkennbar an Pflaster und Bordsteinen. Zeitweise unter 094 04477 als eigener Denkmalbereich geführt. | 107 25045 004      | Teilobjekt eines Denkmalbereichs                         | Weitere Bilder |
| Marthastraße 3, 12, 13, 14, 15, 16, 19, 20, 27 (Karte) | Straßenzug                                              | Straßenzug Bis 1900 „Brunnengasse“, eine der alten Gassen der ehemaligen halleschen Vorstadt Petersberg, Verlauf an historischer Pflasterung noch zu erkennen, die nördliche Straßenhälfte mit städtebaulich bemerkenswerter, die Gassenstruktur nachzeichnender Jugendstilbebauung des frühen 20. Jahrhunderts. Zeitweise unter 094 04478 als eigener Denkmalbereich geführt. | 107 25045 005      | Teilobjekt eines Denkmalbereichs                         | Weitere Bilder |
| Universitätsring 12, 13, 14, 15, 19, 20, 22, 23, 24, 25, nordöstliche Straßenzeile | Straßenzeile                                            | Straßenzeile | 107 25045 006      | Teilobjekt eines Denkmalbereichs                         | |
| Universitätsring 21, Unterberg 1, 2, 3, 7, 9, 11, 13 (Karte) | Straßenzug                                              | Straßenzug Gasse der ehemaligen Vorstadt Petersberg zu Füßen des Kapellenberges, städtebaulich beherrscht von der Weidenplanschule und drei- bis viergeschossigen gründerzeitlichen Wohnhäusern, der alte vorstädtische Gassencharakter noch lebendig in zwei winzigen Häuschen. Zeitweise, noch mit sämtlichen Hausnummern zwischen 1 und 13 und ohne Universitätsring 21, unter 094 12782 als eigener Denkmalbereich geführt. | 107 25045 007      | Teilobjekt eines Denkmalbereichs                         | Weitere Bilder |
| Universitätsring 21, Weidenplan 15, 16, 17, 18, 19, 20, 21, 22, 25, 26, 27, 28, 29, 30, südliche Straßenzeile des Straßenzuges Weidenplan (Karte) | Straßenzeile                                            | Straßenzeile Ehemals vorstädtische Straße der Petersberger Vorstadt, Straßenbild heute geprägt von früh- und hochgründerzeitlichen Häusern sowie den repräsentativen Bauten des ehemaligen Städtischen Lyzeums und der Heilanstalt. Zeitweise, noch mit sämtlichen Hausnummern zwischen 1 und 30 und ohne Universitätsring 21, unter 094 13049 als eigener Denkmalbereich geführt. |                    | Teilobjekt eines Denkmalbereichs                         | Weitere Bilder |
| Adam-Kuckhoff-Straße 15, 16, 17, 17a, 17b, 18, 19, 20, 21, 22, 23, 24, 25, 25a, 26, 27, 28, 29, 30, 31, 32, 34, 35, 36, August-Bebel-Straße 9, 10, 11, 11a, 12, 13, 13a, 13b, 13c, 14, 15, 16, 17, 18, 19, 20, 21, 22, 23, 24, 25, 26, 27, 28, August-Bebel-Platz 1, 2, 3, 4, 5, 6, 8, 9, Bernburger Straße 16, Emil-Abderhalden-Straße 8, 9, 10, 16, 17, 18, 19, 20, 21, 22, 23, 24, 28, 30, 31, 32, 33, 34, 35, 36, 37, Franz-Andres-Straße 2, 3, 4, 5, 6, 7, 8, 9, 10, 11, 12, 13, 15, Gütchenstraße 1, 3, 4, 5, 6, 7, 8, 9, 10, 11, 12, 13, 14, 15, 16, 17, 18, 19, 20, 20a, 20b, 21, Heinrich-und-Thomas-Mann-Straße 17, 19, 21, 22, 23, 24, 25, 26, 27, 28, 29, 31, Johann-Andreas-Segner-Straße 6, 7, 8, 9, 10, 11, 11a, 12, Kardinal-Albrecht-Straße 36, Ludwig-Stur-Straße 2, 4, 4b, 6, Ludwig-Wucherer-Straße 1, 1a, 2, 3, 4, 5, 8, 9, 10, 11, 12, 13, 14, 16, 17, 18, 19, 20, 21, 22, 23, 24, 25, 26, 27, 28, 29, Luisenstraße 1, 2, 2a, 3, 4, 5, 6, 7, 8, 9, 10, 11, Martha-Brautzsch-Straße 1, 2, 3, 4, 5, 6, 7, 8, 9, 10, 11, 12, 13, 14, 15, 16, 17, 18, 19, Puschkinstraße 8, 9, 10, 11, 12, 13, 14, 15, 16, 17, 18, 19, 20, 21, 22, 23, 24, 25, 26, 27, 28, 28a, 29, 30, 35, Weidenplan 1, 2, 3, 4, 5, 6, 11, 12, 13, 14 | ehemaliges Friedrichstraßenviertel                      | Stadterweiterung | 107 25060          | Denkmalbereich                                           | |
| Adam-Kuckhoff-Straße 15, 16, 17, 17a, 17b, 18, 19, 20, 21, 22, 23, 24, 25, 25a, 26, 27, 28, 29, 30, 31, 32, 34, 35, 36, Emil-Abderhalden-Straße 10, 28; nördlicher Abschnitt und östliche Straßenzeile im südlichen Abschnitt der Adam-Kuckhoff-Straße (Karte) | Straßenzug                                              | Straßenzug | 107 25060 001      | Teilobjekt eines Denkmalbereichs                         | [[Vorlage:Bilderwunsch/code!/C:51.490319,11.972081!/D:Adam-Kuckhoff-Straße 15, 16, 17, 17a, 17b, 18, 19, 20, 21, 22, 23, 24, 25, 25a, 26, 27, 28, 29, 30, 31, 32, 34, 35, 36, Emil-Abderhalden-Straße 10, 28; nördlicher Abschnitt und östliche Straßenzeile im südlichen Abschnitt der Adam-Kuckhoff-Straße,!/\|BW]] |
| August-Bebel-Straße 9, 10, 11, 11a, 12, 13, 13a, 13b, 13c, 14, 15, 16, 17, 18, 19, 20, 21, 22, 23, 24, 25, 26, 27, 28, 2 nördlicher Abschnitt der August-Bebel-Straße (Karte) | Straßenzug                                              | Straßenzug | 107 25060 002      | Teilobjekt eines Denkmalbereichs                         | BW |
| August-Bebel-Platz 1 bis 6, 8, 9, Kardinal-Albrecht-Straße 36, Martha-Brautzsch-Straße 1, Puschkinstraße 8, 35 (Karte) | Platz                                                   | Platz Ehemaliger Friedrichsplatz, Bebauung ab 1880, Sternplatz, geprägt durch gründerzeitliche Wohnbebauung mit Baumbestand, wichtige Sichtachsenbeziehung zur Pauluskirche. Zeitweise unter der Nummer 094 75004 als eigener Denkmalbereich geführt. | 107 25060 003      | Teilobjekt eines Denkmalbereichs                         | Weitere Bilder |
| Bernburger Straße 16, Ludwig-Wucherer-Straße 1, 1a, 2 bis 43 (Karte) | Straßenzeile                                            | Straßenzeile Ehemalige alte Heerstraße nach Magdeburg, seit 1864 benannt nach dem verdienten Stadtrat Ludwig Wucherer (1790–1861), eindrucksvolles Straßenbild wegen schnurgeraden Verlaufes durch weite Talsenke, geprägt durch geschlossene Bebauung mit früh- und hochgründerzeitlichen Mietshäusern im spätklassizistischen, neubarocken und Neurenaissancestil. Zeitweise unter der Nummer 094 18773 als eigener Denkmalbereich geführt. | 107 25060 004      | Teilobjekt eines Denkmalbereichs                         | Weitere Bilder |
| Emil-Abderhalden-Straße 16 bis 24; nordöstlicher Abschnitt des Straßenzuges (Karte) | Straßenzeile                                            | Straßenzeile Ehemalige Wilhelmstraße im Denkmalbereich Ehemaliges Friedrichstraßenviertel, vielfältige Bebauung ab 1866 mit freistehenden, vorwiegend spätklassizistischen Villen, Mietshäusern in Blockrandbebauung und den heutigen Institutsbauten des Steintor-Campus'. Zeitweise unter der Nummer 094 56683 als eigener Denkmalbereich geführt. | 107 25060 005      | Teilobjekt eines Denkmalbereichs                         | Weitere Bilder |
| Emil-Abderhalden-Straße 9, 30 bis 37; westlicher Abschnitt der Emil-Abderhalden-Straße (Karte) | Straßenzug                                              | Straßenzug Zeitweise unter der Nummer 094 80152 als eigener Denkmalbereich geführt. | 107 25060 006      | Teilobjekt eines Denkmalbereichs                         | Weitere Bilder |
| Franz-Andres-Straße 2, 3, 4, 5, 6, 7, 8, 9, 10, 11, 12, 13, 15 (Karte) | Straßenzug                                              | Straßenzug | 107 25060 007      | Teilobjekt eines Denkmalbereichs                         | BW |
| Gütchenstraße 1 bis 20, 20a, 20b, 21 (Karte) | Straßenzug                                              | Straßenzug Bereits im 15. Jahrhundert genannter vorstädtischer Straßenzug mit geschlossener historischer Mietshausbebauung der Gründerzeit, zum Teil repräsentativen Charakters, gelegen im Ehemaligen Friedrichstraßenviertel. | 107 25060 008      | Teilobjekt eines Denkmalbereichs                         | Weitere Bilder |
| Heinrich-und-Thomas-Mann-Straße 17, 19, 21 bis 31 (Karte) | Straßenzug                                              | Straßenzug Ehemalige Karlsstraße, ab 1873 bebaut mit repräsentativen gründerzeitlichen Mietshäusern herrschaftlichen Anspruchs, mit eingefriedeten Vorgärten und Universitätsinstitutsgebäuden inmitten von Gärten. Zeitweise unter der Nummer 094 12587 als eigener Denkmalbereich geführt. | 107 25060 009      | Teilobjekt eines Denkmalbereichs                         | Weitere Bilder |
| Johann-Andreas-Segner-Straße 6 bis 11, 11a, 12 (Karte) | Straßenzeile                                            | Straßenzeile Frühere Hedwigstraße, im Denkmalbereich Ehemaliges Friedrichstraßenviertel nur südseitig bebaute Wohnstraße mit frühgründerzeitlichen Wohnhäusern mit schlichten, spätklassizistischen Putzfassaden. Zeitweise unter der Nummer 094 70070 als eigener Denkmalbereich geführt. | 107 25060 010      | Teilobjekt eines Denkmalbereichs                         | Weitere Bilder |
| Ludwig-Stur-Straße 1, 2, 4 bis 6 (Karte) | Straßenzug                                              | Straßenzug Frühere Margarethenstraße im Denkmalbereich Ehemaliges Friedrichstraßenviertel (um die heutige August-Bebel-Straße), straßenbildprägend die ehemalige Feuerwache und Jugendstilhäuser, bebaut Ende 19./Anfang 20. Jahrhundert. Zeitweise unter der Nummer 094 96928 als eigener Denkmalbereich geführt. | 107 25060 011      | Teilobjekt eines Denkmalbereichs                         | Weitere Bilder |
| Luisenstraße 1, 2, 2a, 3 bis 12 (Karte) | Straßenzeile                                            | Straßenzeile Ehemaliges Friedrichstraßenviertel: Im Denkmalbereich des Ehemaligen Friedrichstraßenviertels gelegene Villenstraße mit Vorgärten; nur Nordseite bebaut mit anspruchsvollen Wohnhäusern des Klassizismus, der Neugotik und der Neurenaissance. Zeitweise unter der Nummer 094 70066 als eigener Denkmalbereich geführt. | 107 25060 012      | Teilobjekt eines Denkmalbereichs                         | Weitere Bilder |
| Martha-Brautzsch-Straße 1 bis 19 (Karte) | Straßenzug                                              | Straßenzug Ehemalige Heinrichstraße, 1873 angelegt als Verbindung zwischen August-Bebel-Platz (ehemaliger Friedrichplatz) und Rathenauplatz (ehemaliger Kaiserplatz) mit Pauluskirche als Point de vue in beherrschender Höhenlage. Zeitweise unter der Nummer 094 70166 als eigener Denkmalbereich geführt. | 107 25060 013      | Teilobjekt eines Denkmalbereichs                         | Straßenzug |
| Puschkinstraße 8 bis 35 (Karte) | Straßenzug                                              | Straßenzug Ehemalige Albrechtstraße im Denkmalbereich Ehemaliges Friedrichstraßenviertel (um die heutige August-Bebel-Straße), bebaut ca. 1875–1885 mit reich dekorierten gründerzeitlichen Mietshäusern in spätklassizistischen und Neurenaissanceformen. Zeitweise unter der Nummer 094 14887 als eigener Denkmalbereich geführt. | 107 25060 014      | Teilobjekt eines Denkmalbereichs                         | Weitere Bilder |
| Weidenplan 1, 2, 3, 4, 5, 6, 11, 12, 13, 14; nördliche Straßenzeile des Straßenzuges (Karte) | Straßenzeile                                            | Straßenzeile | 107 25060 015      | Teilobjekt eines Denkmalbereichs                         | BW |
| Adam-Kuckhoff-Straße 1 (Karte) | Wohnhaus                                                | Erbaut Anfang des 20. Jh., straßenbildprägender viergeschossiger Putzbau mit Erkern, Zwerchhäusern und geschwungenem Giebel in schlichten Jugendstilformen | 094 04080          | Baudenkmal                                               | Wohnhaus |
| Adam-Kuckhoff-Straße 2 (Karte) | Wohnhaus                                                | Erbaut 1870/80, viergeschossiger Ziegelbau mit eklektizistischem Putzdekor, spätklassizistisch und in Neurenaissanceformen | 094 04079          | Baudenkmal                                               | Wohnhaus |
| Adam-Kuckhoff-Straße 4 (Karte) | Wohnhaus                                                | Erbaut ca. 1870/80, dreigeschossiger Putzbau mit sehr schlichter spätklassizistischer Fassadengliederung | 094 04176          | Baudenkmal                                               | Wohnhaus |
| Adam-Kuckhoff-Straße 5 (Karte) | Hospiz                                                  | Stiftung Marthahaus, seit 1891 Sitz der 1885 gegründeten Vorbildungsanstalt für weibliche Dienstboten, aus vorhandener Bausubstanz durch Umbau 1905/1906 geschaffener und 1914 erweiterter dreigeschossiger Putzbau mit neubarocker Fassadengliederung in platzbildprägender Lage, Architekten: Reinhold Knoch und Friedrich Kallmeyer | 094 75038          | Baudenkmal                                               | Weitere Bilder |
| Adam-Kuckhoff-Straße 12 (Karte) | Wohnhaus                                                | Erbaut ca. 1880, dreigeschossiger Ziegelbau mit Putzgliederung in Ecklage, Seitenrisalit mit repräsentativem Giebel, in der Beletage reich stuckierte Fensterbekrönungen in neubarocken Formen | 094 75039          | Baudenkmal                                               | Wohnhaus |
| Adam-Kuckhoff-Straße 13 (Karte) | Wohnhaus                                                | Erbaut 1890, viereinhalbgeschossiger Ziegelbau mit Putzdekor in Ecklage, aufwendiges Fassadenbild mit Erkern, mächtig betonter Gesimszone und reichem neubarockem Stuckdekor | 094 04313          | Baudenkmal                                               | Wohnhaus |
| Adam-Kuckhoff-Straße 17 (Karte) | Schule                                                  | Erbaut ca. 1860, ehemalige Vorschule und Progymnasium des Stadtgymnasiums; dreieinhalbgeschossiger, klassizistisch schlicht gegliederter Putzbau mit Souterrain in Ecklage | 094 04111          | Baudenkmal                                               | Schule |
| Adam-Kuckhoff-Straße 17b (Karte) | Verbindungshaus                                         | Verbindungshaus der Turnerschaft Saxo-Thuringia, erbaut 1930, zweigeschossiger Putzbau auf hohem Souterrain, vertikale und horizontale Fensterbänder sowie Eingangsbereich mit Backsteinfriesen in expressionistischer Formensprache, jüngstes Beispiel des Bautypus Verbindungshaus in Halle, Architekt E. Wagenmann | 094 95486          | Baudenkmal                                               | Verbindungshaus |
| Adam-Kuckhoff-Straße 18 (Karte) | Wohnhaus                                                | Erbaut 1878, zweieinhalbgeschossiger Ziegelbau mit schönem neubarocken Stuckdekor | 094 04473          | Baudenkmal                                               | Wohnhaus |
| Adam-Kuckhoff-Straße 19 (Karte) | Wohnhaus                                                | Erbaut 1878, repräsentativer dreigeschossiger Putzbau mit Seitenrisalit, mächtig betonter Gesimszone und reichem Stuckdekor in Formen des Spätklassizismus und der Neurenaissance | 094 04475          | Baudenkmal                                               | Wohnhaus |
| Adam-Kuckhoff-Straße 20 (Karte) | Wohnhaus                                                | Erbaut 1875, dreigeschossiger Putzbau in straßenbildprägender Ecklage mit schlichter spätklassizistischer Fassadengliederung | 094 04476          | Baudenkmal                                               | Wohnhaus |
| Adam-Kuckhoff-Straße 22 (Karte) | Wohnhaus                                                | Erbaut 1875, dreigeschossiger Putzbau mit gut gegliederter spätklassizistischer Fassade | 094 14028          | Baudenkmal                                               | Wohnhaus |
| Adam-Kuckhoff-Straße 23 (Karte) | Wohnhaus                                                | Erbaut 1870er Jahre, dreigeschossiger Putzbau mit gut gegliederter spätklassizistischer Fassade | 094 14027          | Baudenkmal                                               | Wohnhaus |
| Adam-Kuckhoff-Straße 24 (Karte) | Kindergarten                                            | Erbaut 1889, Sitz der ältesten, 1837 gegründeten „Kinderbewahranstalt“ Halles, zweigeschossiger Backsteinbau mit Mittelrisalit und Rundbogenfenstern im Obergeschoss in Anlehnung an die italienische Villenarchitektur der Renaissance in geschützter Hoflage, Beispiel einer großstädtischen Sozialeinrichtung der Gründerzeit | 094 13236          | Baudenkmal                                               | Kindergarten |
| Adam-Kuckhoff-Straße 25 (Karte) | Wohnhaus                                                | Erbaut 1890/93, viergeschossiger Ziegelbau mit reicher Putzgliederung im Neurenaissancestil, Entwurf Wilhelm Pfeiffer | 094 14026          | Baudenkmal                                               | Wohnhaus |
| Adam-Kuckhoff-Straße 25a (Karte) | Wohnhaus                                                | Erbaut 1898/99, viergeschossiger Ziegelbau mit Putzgliederung in straßenbildprägender Ecklage, Fassadendekor mit Jugendstilelementen | 094 14025          | Baudenkmal                                               | Wohnhaus |
| Adam-Kuckhoff-Straße 26 (Karte) | Wohnhaus                                                | Erbaut 1879, dreigeschossiger, repräsentativer Putzbau mit Mittelrisalit in Ecklage, reicher spätklassizistischer Fassadendekor, Entwurf Friedrich Kuhnt | 094 14017          | Baudenkmal                                               | Wohnhaus |
| Adam-Kuckhoff-Straße 27 (Karte) | Wohnhaus                                                | Erbaut 1875, dreigeschossiger Putzbau mit schlichter spätklassizistischer Fassadengliederung, Entwurf Friedrich Kuhnt | 094 75037          | Baudenkmal                                               | Wohnhaus |
| Adam-Kuckhoff-Straße 30 (Karte) | Wohnhaus                                                | Erbaut 1876, viergeschossiger Putzbau in straßenbildprägender Ecklage, im vierten Obergeschoss Rundbogenfenster mit Okuli, Fassadendekor im Neurenaissancestil, aufgestockt 1881 | 094 14022          | Baudenkmal                                               | Wohnhaus |
| Adam-Kuckhoff-Straße 31 (Karte) | Wohnhaus                                                | Erbaut 1870/80er Jahre, viergeschossiger Ziegelbau mit Putzgliederung in straßenbildprägender Ecklage mit Figurennische an der Stirnseite, eklektizistischer Fassadendekor in Neurenaissance- und Neubarockformen | 094 14089          | Baudenkmal                                               | Wohnhaus |
| Adam-Kuckhoff-Straße 35 (Karte) | Institutsgebäude                                        | Institut für Tierzucht, Hörsaalbau; erbaut 1913/14, Putzbau mit polygonalem Treppenturm, steilem Satteldach und Portalvorbau mit riesigen Voluten in schlichten, teils jugendstilnahen, teils barockisierenden Formen des Heimatstils, Architekt: Wilhelm Aries | 094 56681          | Baudenkmal                                               | Institutsgebäude |
| Adam-Kuckhoff-Straße 35a hinter dem Institut für Tierzucht (Nr. 35), auf dem ehemaligen Gelände des Landwirtschaftlichen Instituts (Karte) | Stall                                                   | Ehemaliger Rinderstall des Landwirtschaftlichen Institutes, errichtet 1884, letztes bauliches Zeugnis des berühmten Haustiergartens von Julius Kühn, heute Museum für Haustierkunde Julius Kühn | 094 56682          | Baudenkmal                                               | Stall |
| Adam-Kuckhoff-Straße 36 (Karte) | Gedenktafel                                             | Gedenktafel für Gustav Warneck | 094 04314          | Kleindenkmal                                             | Gedenktafel |
| Adam-Kuckhoff-Straße 37 ehemals Luckenviertel; früher Sophienstraße 11 (Karte) | Schule                                                  | Ehemaliges Stadtgymnasium, erbaut 1867–1868, imposante Dreiflügelanlage mit breitem Mittelrisalit, flachen Walmdächern und eindrucksvollem Innenhof, Architekt Karl Friedrich Wilhelm Driesemann; heute Integrierte Gesamtschule | 094 04538          | Baudenkmal                                               | Weitere Bilder |
| Am Kirchtor 1, 3, Neuwerk 21 (Karte) | Botanischer Garten                                      | Botanischer Garten Universitätsgebäude von 1842–1844, Observatorium von 1788, Hofanlage aus dem Ende des 18. Jh. und Mitte des 19. Jahrhunderts, Gewächshaus von 1872/1873 | 094 71186          | Baudenkmal                                               | Weitere Bilder |
| Am Kirchtor 1 | Institutsgebäude                                        | Institutsgebäude | 094 71186 001      | Teilobjekt eines Baudenkmals                             | |
| Am Kirchtor 3, im Botanischen Garten | Observatorium                                           | Observatorium | 094 71186 002      | Teilobjekt eines Baudenkmals                             | |
| Am Kirchtor 3, im Botanischen Garten | Wirtschaftsgebäude                                      | Wirtschaftsgebäude | 094 71186 003      | Teilobjekt eines Baudenkmals                             | |
| Neuwerk 21, am Botanischen Garten | Villa                                                   | Villa | 094 71186 004      | Teilobjekt eines Baudenkmals                             | |
| Am Kirchtor 3, im Botanischen Garten | Gewächshaus                                             | Gewächshaus | 094 71186 005      | Teilobjekt eines Baudenkmals                             | |
| Am Kirchtor 2 (Karte) | Neumarktkirche St. Laurentius                           | Kirche | 094 04552          | Baudenkmal                                               | Weitere Bilder |
| Am Kirchtor 5 (Karte) | Villa                                                   | „Rive-Haus“, erbaut letztes Viertel des 19. Jahrhunderts, Beispiel für ein herrschaftliches vorstädtisches Wohnhaus der frühen Gründerzeit, Wohnhaus des halleschen Bürgermeisters Richard Robert Rive (1864–1947) | 094 04553          | Baudenkmal                                               | Villa |
| Am Kirchtor 8a (Karte) | Wohnhaus                                                | Erbaut Anfang des 20. Jh., repräsentativer Ziegelbau mit Putzgliederung und breitem Ziergiebel, bewegte Fassadengestaltung durch polygonale und runde Türme, originelle Formenmischung aus Neurenaissance und Jugendstil, Park und Umfassungsmauer | 094 12574          | Baudenkmal                                               | Wohnhaus |
| Am Kirchtor 9 (Karte) | Villa                                                   | Erbaut Anfang des 20. Jh., repräsentativer Putzbau in schlichten Jugendstilformen auf Bruchsteinsockel | 094 12560          | Baudenkmal                                               | Villa |
| Am Kirchtor 10 (Karte) | Villa                                                   | Ehemaliges Wohnhaus des Fabrikanten und Ehrenbürgers Louis Jentzsch (1815–1904), spätklassizistischer Putzbau, erbaut drittes Viertel des 19. Jh., Beispiel für herrschaftliches vorstädtisches Wohnen der frühen Gründerzeit | 094 12573          | Baudenkmal                                               | Weitere Bilder |
| Am Kirchtor 11 (Karte) | Villa                                                   | Villa Brandenstein, erbaut 1923 durch Hermann Frede, querrechteckiger Putzbau an städtebaulich exponierter Stelle in neoklassizistisch geprägten Formen des Art déco | 094 80076          | Baudenkmal                                               | Weitere Bilder |
| Am Kirchtor 17 (Karte) | Wohnhaus                                                | Erbaut 1903, bewegte Fassadengestaltung mit Erker und Veranden, Giebeln und Turm; qualitätsvoller großflächiger Stuckdekor im Jugendstil | 094 12559          | Baudenkmal                                               | Wohnhaus |
| Am Kirchtor 18 (Karte) | Wohnhaus                                                | Erbaut 1870/80, zweigeschossiger Ziegelbau in Ecklage, mit Putzgliederung im Stil des späten Klassizismus mit Erker, Mezzanin und stuckiertem Traufgesims, Garten mit schmiedeeiserner Einfassung | 094 12576          | Baudenkmal                                               | Wohnhaus |
| Am Kirchtor 19 (Karte) | Wohnhaus                                                | Erbaut drittes Viertel des 19. Jh., flachgedeckter Putzbau mit Mittelrisalit und Attikageschoss im Stil der Neurenaissance | 094 12572          | Baudenkmal                                               | Wohnhaus |
| Am Kirchtor 20, 20a, 20b, 21, Ulestraße 10a, 10b, 10c, 10d, 10e, 10f (Karte) | Gefängnis                                               | Strafvollzugsanstalt „Roter Ochse“, ehemalige Königliche Strafanstalt der Provinz Sachsen, erbaut 1839 bis 1842, erweitert zwischen 1845 und 1854, Architekt Friedrich Wilhelm Ernst Steudener | 094 04554          | Baudenkmal                                               | Weitere Bilder |
| Am Kirchtor 22 (Karte) | Wohnhaus                                                | Repräsentativer Putzbau mit reich stuckiertem Polygonalerker im Stil des Neubarock | 094 12578          | Baudenkmal                                               | Wohnhaus |
| Am Kirchtor 23 (Karte) | Wohnhaus                                                | Erbaut drittes Viertel 19. Jh., spätklassizistischer Putzbau mit zurückhaltendem Stuckdekor, stuckiertes Traufgesims mit Okuli | 094 12579          | Baudenkmal                                               | Wohnhaus |
| Am Kirchtor 24 (Karte) | Wohnhaus                                                | Erbaut drittes Viertel 19. Jh., dreigeschossiger, repräsentativer Putzbau des Spätklassizismus mit schlichtem Stuckdekor, Ecken durch Seitenrisalite hervorgehoben | 094 12581          | Baudenkmal                                               | Wohnhaus |
| Am Kirchtor 28a (Karte) | Wohnhaus                                                | Erbaut 1929, viergeschossiger, expressionistischer Backsteinbau in straßenbildprägender Ecksituation mit halbrundem Eckerker zur Straßenkreuzung, Architekt Hermann Pfeiffer | 094 12585          | Baudenkmal                                               | Wohnhaus |
| Am Kirchtor 29 (Karte) | Villa                                                   | Villa Roß, eines der wichtigsten Zeugnisse für den frühen halleschen Villenbau, errichtet 1853–54 im Stil des Klassizismus für Ludwig Ross, Inhaber des Lehrstuhls für Archäologie an der halleschen Universität vom Architekten Hermann Weise | 094 04555          | Baudenkmal                                               | Weitere Bilder |
| Am Leipziger Turm 3 (Karte) | Wohn- und Geschäftshaus                                 | Erbaut ca. 1870er Jahre; vierstöckiges, aufwendig im Schweizer Stil gestaltetes Fachwerkhaus auf annähernd quadratischem Grundriss über massivem Sockel mit sorgfältig gearbeiteten Holzerkern, Giebelhäusern und Satteldach | 094 04918          | Baudenkmal                                               | Wohn- und Geschäftshaus |
| Am Steintor 3 (Karte) | Wohn- und Geschäftshaus                                 | Erbaut letztes Viertel des 19. Jh. im spätklassizistischen und Neurenaissancestil | 094 01790          | Baudenkmal                                               | Wohn- und Geschäftshaus |
| Am Steintor 6 (Karte) | Wohnhaus                                                | Erbaut spätes 18./frühes 19. Jh., städtebauliches Relikt der alten, im 13. Jh. zuerst erwähnten Steintorvorstadt | 094 08023          | Baudenkmal                                               | Wohnhaus |
| Am Steintor 10 (Karte) | Theater                                                 | Steintor-Varieté, ehemals „Süßmilchs Walhalla-Theater“, 1888 durch Umbau einer 1868 eröffneten Reitbahn entstanden, das heutige Erscheinungsbild geprägt durch die Umgestaltungen der 1920er Jahre | 094 08021          | Baudenkmal                                               | Weitere Bilder |
| Am Steintor 11 (Karte) | Wohn- und Geschäftshaus                                 | Erbaut ca. 1890, viergeschossiger Ziegelbau mit repräsentativer Putzgliederung der Neurenaissancefassade | 094 96018          | Baudenkmal                                               | Wohn- und Geschäftshaus |
| Am Steintor 12 (Karte) | Wohn- und Geschäftshaus                                 | Erbaut 1894, fünfgeschossiger, repräsentativer Ziegelbau mit reich dekorierter neubarocker Putzgliederung | 094 96019          | Baudenkmal                                               | Wohn- und Geschäftshaus |
| Am Steintor 13 (Karte) | Wohnhaus                                                | Erbaut ca. 1905, Putzbau mit schlichter, elegant proportionierter und stark vertikalbetonter Jugendstilfassade in straßenbildprägender Ecklage | 094 08073          | Baudenkmal                                               | Wohnhaus |
| Am Steintor 14 (Karte) | Verwaltungsgebäude                                      | Erbaut 1929/1930 als Arbeitsamt, Klinkerbau mit drei asymmetrisch um Innenhof gruppierte flachgedeckte Flügel mit vorgelegtem eingeschossigen Trakt auf viertelkreisförmigem Grundriss, in der Manier der expressionistischen Backsteinbaukunst ornamental strukturiertes Mauerwerk, Architekt: Albert Langenbach | 094 08024          | Baudenkmal                                               | Weitere Bilder |
| Am Steintor 20 (Karte) | Wohn- und Geschäftshaus                                 | Wohn- und Geschäftshaus, am 21. Juli 2015 als Denkmal ausgewiesen |                    | Baudenkmal                                               | Wohn- und Geschäftshaus |
| An der Hulbe, Ankerstraße, Franz-Schubert-Straße, Mansfelder Straße, Packhofstraße, Pfälzer Straße, Robert-Franz-Ring, Tuchrähmen westlich der Altstadt (Karte) | Vorstadt                                                | Vorstadt Klaustorvorstadt, vor den Toren des alten Halle inselartig zwischen zwei Saalearmen gelegene Vorstadt mit barocken Ausspannhöfen an der Mansfelder Straße, daneben Gewerbeeinrichtungen des 19. Jahrhunderts, einzige in ihrer vorgründerzeitlichen Struktur noch intakte Vorstadt, nördlich anschließend Viertel mit bürgerlichen Mietshäusern im Stil des Neubarock, der Neurenaissance und des Jugendstils in geschlossener Bebauung | 094 56562          | Denkmalbereich                                           | Vorstadt |
| An der Hulbe, Klaustorvorstadt (Karte) | Gasse                                                   | Gasse | 094 56562 001      | Teilobjekt eines Denkmalbereichs                         | BW |
| An der Schwemme 1, 1a, 3, 4, 5, 6, Klaustorvorstadt (Karte) | Straßenzeile                                            | Straßenzeile | 094 56562 002      | Teilobjekt eines Denkmalbereichs                         | BW |
| Ankerstraße 2, 2a, 2b, 3, 3a, 3b, 3c, 3d, 3e, 3f, 4, 6, 7, 8, 9, 11, 12, 13, 14, 15, Klaustorvorstadt (Karte) | Straßenzug                                              | Straßenzug | 094 56562 003      | Teilobjekt eines Denkmalbereichs                         | BW |
| Franz-Schubert-Straße 1, 2, 3, 4, 5, 6, 6a, 7, 8, 9, 10, 11, Klaustorvorstadt (Karte) | Straßenzug                                              | Straßenzug | 094 56562 004      | Teilobjekt eines Denkmalbereichs                         | BW |
| Mansfelder Straße 1, 2, 3, 4, 5, 6, 7, 8, 9, 10, 11, 12, 13, 57, 58, 59, 60, 66, Klaustorvorstadt (Karte) | Straßenzug                                              | Straßenzug | 094 56562 005      | Teilobjekt eines Denkmalbereichs                         | BW |
| Packhofgasse 1, Klaustorvorstadt (Karte) | Gasse                                                   | Gasse | 094 56562 006      | Teilobjekt eines Denkmalbereichs                         | BW |
| Pfälzer Straße 1, 2, 3, 4, 5, 6, 7, 8, 9, 10, 11, 12, 13, 15, 16, 18, 19, 20, 21, 22, 23, 24, Robert-Franz-Ring 14, Klaustorvorstadt | Straßenzug                                              | Straßenzug | 094 56562 007      | Teilobjekt eines Denkmalbereichs                         | |
| Robert-Franz-Ring 1a, 1b, 1c, 2, 2a, 3, 4, 5, 6, 7, 8, 9, 9a, 9b 10, 10a, 11, 12, 13, 13a, 14, 18, 19, 20, Klaustorvorstadt | Straßenzug                                              | Straßenzug | 094 56562 008      | Teilobjekt eines Denkmalbereichs                         | |
| Tuchrähmen | Straßenzug                                              | Straßenzug | 094 56562 009      | Teilobjekt eines Denkmalbereichs                         | |
| Herrenstraße 13, 14, 15, 16, 17, 18 | Straßenzeile                                            | Straßenzeile | 094 56562 010      | Teilobjekt eines Denkmalbereichs                         | |
| An der Schwemme 1, 1a (Karte) | Brauerei                                                | Brauhaus Zum Pelikan, auch Schwemme-Brauerei, 1718 gegründet; langgestreckter, verputzter Fachwerkbau (z. T. Geschossbau) auf massivem Untergeschoss, Steinrelief mit Wahrzeichen der Brauerei, bedeutsamer Rest der historischen Bebauung der Klaustorvorstadt | 094 04563          | Baudenkmal                                               | Weitere Bilder |
| An der Schwemme 4, 5 (Karte) | Häusergruppe                                            | | 094 66103          | Denkmalbereich                                           | Häusergruppe |
| An der Schwemme 4, 5 (Karte) | Häusergruppe                                            | | 094 66102          | Denkmalbereich                                           | Häusergruppe |
| Ankerstraße zwischen Mühlgraben und Schiffersaale in der ehemaligen Klaustorvorstadt (Karte) | Brücke                                                  | Ankerbrücke; überspannt in der Ankerstraße neben dem Hauptzollamt den Flutgraben, einen Querarm zwischen Mühlgraben und Schiffersaale | 094 96839          | Baudenkmal                                               | Weitere Bilder |
| Ankerstraße 2a (Karte) | Speicher                                                | | 094 14832          | Baudenkmal                                               | Speicher |
| Ankerstraße 2 (Karte) | Verwaltungsgebäude                                      | Erbaut 1901/02, ehemaliges Königliches Hauptzollamt, dreigeschossiger, schlichter, aber stattlicher und straßenbildbeherrschender, verputzter Neurenaissancebau mit geschwungenen Giebeln, Architekten Johannes Matz und Busse | 094 04564          | Baudenkmal                                               | Verwaltungsgebäude |
| Ankerstraße 3, 3a, 3b, 3c, 3d, 3e, 3f (Karte) | Packhof                                                 | Ehemalige Spedition von August Mann, erbaut 1892, zweieinhalbgeschossiges, herrschaftliches Wohn- und Verwaltungsgebäude, Speicherbauten aus gemauertem Fachwerk und Porphyr, Architekten Albert und Ernst Giese | 094 04565          | Baudenkmal                                               | Weitere Bilder |
| Ankerstraße 7 (Karte) | Wohnhaus                                                | Erbaut letztes Drittel 19. Jh., dreigeschossiger Ziegelbau mit Putzgliederung im Rundbogenstil mit klassizistischem Stuck, Seitenrisalit | 094 14986          | Baudenkmal                                               | Wohnhaus |
| Ankerstraße 9 (Karte) | Wohnhaus                                                | Erbaut ca. 1880/90, dreigeschossiger, flachgedeckter Putzbau in reichen Neurenaissanceformen mit Mezzanin, in straßenbildprägender Ecklage | 094 14988          | Baudenkmal                                               | Wohnhaus |
| Ankerstraße 15 (Karte) | Wohnhaus                                                | Ehemalige Posthalterei, zweieinhalbgeschossiger Putzbau mit Schweifgiebel in schlichten Formen barockisierenden Jugendstils, Umgestaltung um 1904 | 094 04566          | Baudenkmal                                               | Wohnhaus |
| August-Bebel-Platz (Karte) | Gedenkstein                                             | 1946 von Richard Horn geschaffene Porphyrstele mit Bronzerelief August Bebels und Inschrift: August Bebel, dem großen Wortführer des schaffenden Volkes. Dem mutigen Kämpfer für Freiheit und Recht 22.2.1840 – 13.8.1913. Der Sozialismus ist eine große Kulturbewegung, die von Jahr zu Jahr immer weiter sich ausdehnt und allmählich alle Länder der kultivierten Erde umfaßt. Reichstagsrede Februar 1888 | 094 04567          | Kleindenkmal                                             | Gedenkstein |
| August-Bebel-Platz 8 (Karte) | Wohn- und Geschäftshaus                                 | Erbaut 1901/02, viergeschossiger Backsteinbau mit Kalksteinverblendungmit Mittelerker und Zwerchgiebel, Neurenaissancefassade mit gotisierenden Vorhangbögen, Architekt Oskar Peger | 094 13205          | Baudenkmal                                               | Wohn- und Geschäftshaus |
| August-Bebel-Straße 3 (Karte) | Wohnhaus                                                | Erbaut 1883, dreieinhalbgeschossiger Neurenaissanceklinkerbau mit Seitenrisalit und zurückhaltendem Fassadendekor, Entwurf Louis Salzer | 094 75020          | Baudenkmal                                               | Wohnhaus |
| August-Bebel-Straße 4 (Karte) | Wohnhaus                                                | heute August-Bebel-Straße 3, erbaut 1883, dreigeschossiger Klinkerbau in der Formensprache der Renaissance mit Rundbogenfries im Traufbereich sowie großer Doppelarkade im Erdgeschoss | 094 75019          | Baudenkmal                                               | Wohnhaus |
| August-Bebel-Straße 5 (Karte) | Wohnhaus                                                | heute August-Bebel-Straße 4, erbaut 1882, repräsentativer dreigeschossiger Neurenaissanceklinkerbau mit reichem Formsteindekor, im Erdgeschoss Rundbogenfenster, symmetrisch mit Nummer 6 (heute Nr. 5), Entwurf Louis Salzer | 094 75018          | Baudenkmal                                               | Wohnhaus |
| August-Bebel-Straße 6 (Karte) | Wohnhaus                                                | heute August-Bebel-Straße 5, erbaut 1882, dreigeschossiger Neurenaissanceklinkerbau mit reichem Formsteindekor, im Erdgeschoss große Rundbogenarkaden, symmetrisch mit Nummer 5 (heute Nr. 4), Architekt Carl Herr | 094 75017          | Baudenkmal                                               | Wohnhaus |
| August-Bebel-Straße 7 (Karte) | Wohnhaus                                                | heute August-Bebel-Straße 6, dreigeschossiges Wohn- und Geschäftshaus mit gediegen ausgeführter Klinkerfassade, im Erdgeschoss Ladenzone mit gotisierenden Dreiviertelsäulen, Architekt Carl Herr | 094 08263          | Baudenkmal                                               | Wohnhaus |
| August-Bebel-Straße 9 (Karte) | Wohnhaus                                                | Erbaut ca. 1880/90, viergeschossiger Klinkerbau der Neurenaissance in straßenbildprägender Ecklage, zurückhaltende ornamentale Ausstattung | 094 14076          | Baudenkmal                                               | Wohnhaus |
| August-Bebel-Straße 10 (Karte) | Wohnhaus                                                | Erbaut ca. 1820, zweigeschossiger Putzbau biedermeierlich schlichten Charakters von fünf Fensterachsen Breite, hohes Walmdach, Relikt der vorgründerzeitlichen Bebauung in vorstädtischer Gegend | 094 14077          | Baudenkmal                                               | Wohnhaus |
| August-Bebel-Straße 11 (Karte) | Wohnhaus                                                | Erbaut 1882, zweieinhalbgeschossiger Klinkerbau mit durch Treppengiebel überhöhtem Mittelrisalit, gotisierende und romanisierende Bauzier, Architekt Carl Herr | 094 14079          | Baudenkmal                                               | Wohnhaus |
| August-Bebel-Straße 11a (Karte) | Wohnhaus                                                | Erbaut Anfang d. 20. Jh., repräsentativer dreieinhalbgeschossiger Putzbau mit Erker und Zwerchhaus, qualitätvolle Jugendstilstuckornamente | 094 14078          | Baudenkmal                                               | Wohnhaus |
| August-Bebel-Straße 12 (Karte) | Wohnhaus                                                | Erbaut ca. 1870/80, viergeschossiger, spätklassizistischer Putzbau mit seitlichem Risalit in straßenbildprägender Ecklage | 094 14080          | Baudenkmal                                               | Wohnhaus |
| August-Bebel-Straße 13 (Karte) | Verwaltungsgebäude                                      | Universitäts- und Landesbibliothek Sachsen-Anhalt, erbaut 1882–1884 als Oberbergamt Halle, monumentaler Klinkerbau und imposante schlossartige Dreiflügelanlage im Stil der italienischen Renaissance, Architekt Albert Kiss | 094 04568          | Baudenkmal                                               | Weitere Bilder |
| August-Bebel-Straße 13a (Karte) | Wohnhaus                                                | Erbaut 1895, zweigeschossiger, repräsentativer Ziegelbau mit Erker und hohem Ziergiebel in straßenbildprägender Ecklage, reicher eklektizistischer Putzdekor in Renaissance- und Barockformen | 094 08027          | Baudenkmal                                               | Wohnhaus |
| August-Bebel-Straße 13b (Karte) | Wohnhaus                                                | Erbaut 1895/96, repräsentativer zweigeschossiger Ziegelbau in reicher Werksteingliederung mit Erker und Schweifgiebel im Stil der deutschen Renaissance, Architekt Karl Göhring | 094 08028          | Baudenkmal                                               | Wohnhaus |
| August-Bebel-Straße 13c (Karte) | Wohnhaus                                                | Erbaut 1897, repräsentativer Putzbau in Ecklage mit hohem Schweifgiebel, Erkern, Eckturm und gartenseitiger Loggia, reiche Werksteingliederung in aufwendigen Formen der deutschen Renaissance, Architekten Fritz Schönemann & Schwarz | 094 08029          | Baudenkmal                                               | Wohnhaus |
| August-Bebel-Straße 16 (Karte) | Wohnhaus                                                | Erbaut 1878, Ziegelbau mit Putzgliederung, Rundbogenfenster, harmonisch proportionierte Fassade im Stil der italienischen Renaissance, Entwurf Friedrich Kuhnt | 094 14042          | Baudenkmal                                               | Wohnhaus |
| August-Bebel-Straße 17 (Karte) | Villa                                                   | Villa Tiedemann, 1877 erbautes Wohnhaus des Universitätsarchitekten Ludwig von Tiedemann, Entwurf Ludwig von Tiedemann und Friedrich Kuhnt, palazzoartiger Ziegelbau in Anlehnung an Renaissanceformen mit farbig abgesetztem Ziegelmauerwerk | 094 14041          | Baudenkmal                                               | Weitere Bilder |
| August-Bebel-Straße 19 (Karte) | Wohnhaus                                                | Erbaut ca. 1870/80, repräsentativer viergeschossiger Putzbau im Stil der Neurenaissance, Betonung des ersten und zweiten Obergeschosses durch Dreiecks- bzw. Segmentbogengiebel | 094 75023          | Baudenkmal                                               | Wohnhaus |
| August-Bebel-Straße 20 (Karte) | Wohnhaus                                                | Erbaut 1887, dreigeschossiger, neubarocker Putzbau mit Seitenrisalit, Beletage durch Stuckornamentik herausgehoben | 094 75022          | Baudenkmal                                               | Wohnhaus |
| August-Bebel-Straße 21 (Karte) | Wohnhaus                                                | Erbaut 1887, repräsentativer, viergeschossiger, spätklassizistischer Putzbau mit Seitenrisalit | 094 75021          | Baudenkmal                                               | Wohnhaus |
| August-Bebel-Straße 22 (Karte) | Wohnhaus                                                | Erbaut ca. 1870/80, repräsentativer, viergeschossiger Putzbau mit Seitenrisalit, Dreiecks- und Segmentgiebeln, Fassadendekor in spätklassizistischen und neubarocken Formen | 094 75006          | Baudenkmal                                               | Wohnhaus |
| August-Bebel-Straße 23 (Karte) | Wohnhaus                                                | Erbaut ca. 1870/80, repräsentativer, viergeschossiger Neurenaissanceputzbau mit markanter Fassadengliederung, Seitenrisaliten und Rundbogenfenstern im dritten Obergeschoss | 094 75007          | Baudenkmal                                               | Wohnhaus |
| August-Bebel-Straße 25 (Karte) | Wohnhaus                                                | Erbaut ca. 1870/80, viergeschossiger Putzbau spätklassizistischen Gepräges mit Seitenrisalit und Betonung der Beletage durch stuckierte Dreiecksgiebel | 094 75008          | Baudenkmal                                               | Wohnhaus |
| August-Bebel-Straße 26 (Karte) | Wohnhaus                                                | Erbaut ca. 1870/80, repräsentativer, viergeschossiger, im Stil der Neurenaissance gestalteter Putzbau mit Seitenrisaliten und Mezzanin | 094 75009          | Baudenkmal                                               | Wohnhaus |
| August-Bebel-Straße 27 (Karte) | Wohnhaus                                                | Erbaut ca. 1880, dreigeschossiger Putzbau, aufwendige Fassadengliederung mit Neurenaissanceelementen | 094 75010          | Baudenkmal                                               | Wohnhaus |
| August-Bebel-Straße 28 (Karte) | Wohnhaus                                                | Erbaut ca. 1880, dreigeschossiger Putzbau mit Mezzanin und Seitenrisalit, repräsentative Fassade mit spätklassizistischen und neubarocken Elementen | 094 75011          | Baudenkmal                                               | Wohnhaus |
| August-Bebel-Straße 29 (Karte) | Wohnhaus                                                | Erbaut ca. 1870/80, dreieinhalbgeschossiger, spätklassizistischer Putzbau, repräsentative Fassade | 094 75012          | Baudenkmal                                               | Wohnhaus |
| August-Bebel-Straße 33 (Karte) | Wohnhaus                                                | Erbaut ca. 1870/80, zwei- bis dreigeschossiger, spätklassizistischer Putzbau mit reich stuckiertem Traufgesims | 094 75013          | Baudenkmal                                               | Wohnhaus |
| August-Bebel-Straße 34 (Karte) | Wohnhaus                                                | Erbaut ca. 1890, viergeschossiger Ziegelbau mit Polygonalerker, üppige neubarocke Putzgliederung der Fassade und reiche Deckenmalereien im Vestibül | 094 08026          | Baudenkmal                                               | Wohnhaus |
| August-Bebel-Straße 35 (Karte) | Wohnhaus                                                | | 094 18537          | Baudenkmal                                               | BW |
| August-Bebel-Straße 36 (Karte) | Wohnhaus                                                | viergeschossiger, schlichter Ziegelbau mit barockisierenden Fenstergewänden, bedeutsam für die Geschlossenheit des Straßenbildes | 094 75014          | Baudenkmal                                               | Wohnhaus |
| August-Bebel-Straße 41 (Karte) | Wohnhaus                                                | Erbaut 1884, viereinhalbgeschossiger Putzbau mit Mittelrisalit und Mezzanin mit Okuli im Stil der italienischen Hochrenaissance, eines der anspruchsvollsten herrschaftlichen Mietshäuser des gründerzeitlichen Halle, Architekt Karl Hoene | 094 08025          | Baudenkmal                                               | Wohnhaus |
| August-Bebel-Straße 43 (Karte) | Wohnhaus                                                | Erbaut 1883, dreigeschossiger, spätklassizistischer Putzbau mit repräsentativem Stuckdekor aus Giebeln, ionischen Dreiviertelsäulen, Pilastern und Porträtmedaillons | 094 75016          | Baudenkmal                                               | Wohnhaus |
| August-Bebel-Straße 47 (Karte) | Wohnhaus                                                | | 094 66076          | Baudenkmal                                               | Wohnhaus |
| August-Bebel-Straße 48 (Karte) | Wohnhaus                                                | schlichter zweigeschossiger Ziegelbau in Neurenaissanceformen mit Mezzanin und weit vorkragendem Dach, sparsamer Putz- und Stuckdekor | 094 14039          | Baudenkmal                                               | Wohnhaus |
| August-Bebel-Straße 48a (Karte) | Villa                                                   | Villa, 2018 als Baudenkmal ausgewiesen | 094 56720          | Baudenkmal                                               | Villa |
| August-Bebel-Straße 49 (Karte) | Wohnhaus                                                | Erbaut 1895, Verbindungshaus der ATV Gothia Halle, repräsentativer Ziegelbau mit Giebeln, Erkern und Balkon in Formen der deutschen Renaissance, Architekten Reinhold Knoch und Friedrich Kallmeyer | 094 04570          | Baudenkmal                                               | Wohnhaus |
| August-Bebel-Straße 50 (Karte) | Bibliothek                                              | Universitäts- und Landesbibliothek Sachsen-Anhalt, erbaut 1878–1880 von Ludwig von Tiedemann, erste Magazinbibliothek Deutschlands | 094 04571          | Baudenkmal                                               | Weitere Bilder |
| August-Bebel-Straße 50a (Karte) | Bibliothek                                              | Erbaut 1903/05 von Albert Kortüm als Bibliotheksgebäude der Deutschen Akademie der Naturforscher Leopoldina, dreigeschossiger Ziegelbau mit großen steinernen Kreuzstockfenstern in den Obergeschossen in strengen Neurenaissanceformen | 094 04572          | Baudenkmal                                               | Weitere Bilder |
| August-Bebel-Straße 53 (Karte) | Wohn- und Geschäftshaus                                 | Erbaut 1882/83, dreigeschossiger, straßenbildprägender Backsteinbau mit zum Teil giebelbekrönten Risaliten, architektonische Anklänge an die Romanik und Renaissance | 094 75002          | Baudenkmal                                               | Wohn- und Geschäftshaus |
| August-Bebel-Straße 55 (Karte) | Wohnhaus                                                | Erbaut 1882/83, dreigeschossiger Neurenaissancebacksteinbau mit stark reliefierter Fassade, Mittelrisalit, wuchtigem Erker, Zahnschnittfries und Zwischengesimsen aus floral gestalteter Keramik | 094 14043          | Baudenkmal                                               | Wohnhaus |
| August-Bebel-Straße 56 (Karte) | Wohnhaus                                                | Erbaut 1885, viergeschossiger Neurenaissancebacksteinbau mit reich gegliederter Fassade, Mittelrisalit und ausgeprägt profiliertem Zwischengesims, Architekt Louis Salzer | 094 96703          | Baudenkmal                                               | Wohnhaus |
| August-Bebel-Straße 57 (Karte) | Werkstattgebäude                                        | | 094 80189          | Baudenkmal                                               | BW |
| August-Bebel-Straße 70 (Karte) | Wohnhaus                                                | | 094 75025          | Baudenkmal                                               | Wohnhaus |
| Augustastraße 18 (Karte) | Wohnhaus                                                | | 094 14737          | Baudenkmal                                               | BW |
| Berliner Straße 2 (Karte) | Turnhalle                                               | Ehemalige Städtische Turnhalle, erbaut 1863, langgestreckter eingeschossiger Ziegelbau mit Satteldach, harmonische Fassadengliederung mit Rundbogenfenstern, | 094 96719          | Baudenkmal                                               | Weitere Bilder |
| Berliner Straße 244 (Karte) | Wohnhaus                                                | Erbaut ca. 1880/90, viergeschossiger Ziegelbau mit repräsentativer Werksteingliederung, im Erdgeschoss Rundbogenfenster, Neurenaissance | 094 96721          | Baudenkmal                                               | Wohnhaus |
| Berliner Straße 245 (Karte) | Wohnhaus                                                | Erbaut ca. 1880/90, fünfgeschossiger Putzbau mit reich stuckierter neubarocker Fassade | 094 96722          | Baudenkmal                                               | Wohnhaus |
| Berliner Straße 247 (Karte) | Wohnhaus                                                | Erbaut ca. 1880/90, viereinhalbgeschossiger Putzbau in straßenbildprägender Ecklage, im Erdgeschoss Rundbogenfenster, repräsentative neubarocke Fassade mit reichem Stuckdekor und Figurennischen | 094 96723          | Baudenkmal                                               | Wohnhaus |
| Bernburger Straße 2 (Karte) | Wohnhaus                                                | Erbaut 1876, spätklassizistischer Putzbau mit turmartigem Seitenrisalit, besonders auffällig durch nahezu komplette ursprüngliche Fassade, schöner Stuckdekor | 094 14380          | Baudenkmal                                               | Wohnhaus |
| Bernburger Straße 6 (Karte) | Wohnhaus                                                | Erbaut 1870er Jahre, spätklassizistischer Putzbau mit Mezzanin, Seitenrisalit mit großer Tordurchfahrt, polygonaler Erker mit floralem Stuckdekor | 094 14402          | Baudenkmal                                               | Wohnhaus |
| Bernburger Straße 8 (Karte) | Wohnhaus                                                | Erbaut 1873/1874, repräsentativer dreigeschossiger Putzbau in Ecklage mit Seitenrisalit, Eingangsloggia und Treppenturm in reichen neubarocken Formen, Umbau 1895–1897, Architekten Fritz Schönemann & Schwarz | 094 14411          | Baudenkmal                                               | Weitere Bilder |
| Bernburger Straße 18 (Karte) | Wohnhaus                                                | Erbaut 1888, repräsentativer dreigeschossiger Putzbau mit reichem neubarocken Fassadendekor in gediegener Ausführung | 094 12977          | Baudenkmal                                               | Wohnhaus |
| Bernburger Straße 25 (Karte) | Wohnhaus                                                | Erbaut 1864–66, zweigeschossiger, spätklassizistischer Putzbau villenartigen Charakters mit neubarocken Elementen und übergiebeltem Mittelrisalit in straßenbildprägender Ecklage, Fassadenumgestaltung ca. 1880/90 | 094 13062          | Baudenkmal                                               | Wohnhaus |
| Bernburger Straße 25a (Karte) | Postamt                                                 | Ehemaliges Postamt, erbaut 1905/1906, zweigeschossiger Ziegelbau mit Werksteinverblendung, schweifgiebelbekröntem Mittelrisalit zwischen turmartig überhöhten Portalbauten, Fassadengliederung in Jugendstilformen mit Sprossenfenstern, Architekten Reinhold Knoch und Friedrich Kallmeyer | 094 04586          | Baudenkmal                                               | Postamt |
| Bernburger Straße 27 (Karte) | Wohnhaus                                                | Erbaut Ende des 19. Jh., repräsentativer, dreigeschossiger, straßenbildprägender Ziegelbau mit aufwendigem Putz- und Stuckdekor aus Pilastern und Lisenen | 094 13284          | Baudenkmal                                               | Wohnhaus |
| Bernburger Straße 28 (Karte) | Wohn- und Geschäftshaus                                 | Erbaut um 1900, viergeschossiger Putzbau im Neurenaissancestil mit bemerkenswert gestaltetem Portalbereich (Supraporte mit Muschelmotiv, Säulenstellungen, Kartusche) | 094 75103          | Baudenkmal                                               | Wohn- und Geschäftshaus |
| Bernburger Straße 29 (Karte) | Wohn- und Geschäftshaus                                 | Erbaut um 1900, viergeschossiger Putzbau mit Zwerchhaus und auffallend reich im Stil der Neurenaissance gestaltetem Portalbereich | 094 75104          | Baudenkmal                                               | Wohn- und Geschäftshaus |
| Bernburger Straße 30, 31 (Karte) | Häusergruppe                                            | Erbaut um 1900, viergeschossige Putzbauten mit originellen Jugendstilfassaden, schwach ausschwingenden Erkern, Keramikverkleidungen und sehr schönen Portalen, Architekt Otto Schnartz | 094 04587          | Baudenkmal                                               | Weitere Bilder |
| Bernburger Straße 31 (Karte) | Wohn- und Geschäftshaus                                 | Wohn- und Geschäftshaus, am 21. November 2016 als Denkmal ausgewiesen |                    | Baudenkmal                                               | Wohn- und Geschäftshaus |
| Blumenstraße 1 bis 8, 8a, 9 bis 19 (Karte) | Straßenzug                                              | Straßenzug 1875 als Blumenstraße benannte, im Denkmalbereich Mühlwegviertel gelegene anspruchsvolle Wohnstraße mit Vorgärten und aufwendig dekorierten bürgerlichen Mietshäusern, zumeist mit Neurenaissanche- und Neubarockfassaden, Bebauung ca. 1885 abgeschlossen. Gehört als Teilobjekt zum unter Giebichenstein geführten Mühlwegviertel. Zeitweise wurde der Straßenzug unter 094 75124 als eigener Denkmalbereich geführt. | 107 25053 002      | Teilobjekt eines Denkmalbereichs                         | Weitere Bilder |
| Georg-Cantor-Straße 1, 3 bis 21, 21a, 22 bis 40 (Karte) | Straßenzug                                              | Straßenzug Ehemalige Henriettenstraße, umbenannt 1975 nach dem Mathematiker Georg Cantor (1845-1918), der südliche Teil um 1875 bis 1880 mit meist schlichten spätklassizistischen Mietshäusern bebaut, die nördliche Hälfte nach 1880 mit aufwendiger Mietshausbebauung vorwiegend im Stil der Neurenaissance, mit Vorgärten. Gehört als Teilobjekt zum unter Giebichenstein geführten Mühlwegviertel. Zeitweise wurde der Straßenzug unter 094 75155 als eigener Denkmalbereich geführt.                                                            | 107 25053 003      | Teilobjekt eines Denkmalbereichs                         | Weitere Bilder |
| Hermannstraße 1 bis 10, 12 bis 14, 16 bis 19, 24 bis 38 (Karte) | Straßenzug                                              | Straßenzug Von der Geiststraße nach Westen führende, dann nach Süden abknickende, Verbindung zur Straße Am Kirchtor im Denkmalbereich Mühlwegviertel, bebaut in der Gründerzeit mit zum Teil repräsentativen Mietshäusern mit Vorgärten, städtebaulich beherrscht von der Neumarktschule. Gehört als Teilobjekt zum unter Giebichenstein geführten Mühlwegviertel. Zeitweise wurde der Straßenzug unter 094 12467 als eigener Denkmalbereich geführt.                                                                                                 | 107 25053 007      | Teilobjekt eines Denkmalbereichs                         | Weitere Bilder |
| Karl-Liebknecht-Straße 1 bis 23, 23a, 23b, 23c, 24, 24a, 25 bis 38 (Karte) | Straßenzug (Häuser Nr. 1 bis 28 siehe Stadtbezirk Nord) | Straßenzug Ehemalige Wettiner Straße, bebaut seit 1880 bis ca. 1910 mit repräsentativen, teilweise villenähnlichen Mietshäusern mit eingefriedeten Vorgärten. Gehört als Teilobjekt zum unter Giebichenstein geführten Mühlwegviertel. Zeitweise wurde der Straßenzug unter 094 15137 als eigener Denkmalbereich geführt. | 107 25053 008      | Teilobjekt eines Denkmalbereichs                         | Weitere Bilder |
| Laurentiusstraße 1 bis 19 (Karte) | Straßenzug                                              | Straßenzug Zum Denkmalbereich Mühlwegviertel gehörende baumlose Wohnstraße mit weitgehend geschlossener gründerzeitlicher Bebauung des Spätklassizismus und der Neurenaissance, bebaut im dritten und letzten Viertel des 19. Jahrhunderts. Gehört als Teilobjekt zum unter Giebichenstein geführten Mühlwegviertel. Zeitweise wurde der Straßenzug unter 094 15253 als eigener Denkmalbereich geführt. | 107 25053 010      | Teilobjekt eines Denkmalbereichs                         | Weitere Bilder |
| Ulestraße 1, 2, 3, 4, 6, 7, 8, 9, 10, 10a, 10b, 10c, 10d, 10e, 10f, 11, 12, 13, 14, 15, 16, 17, 18, 19, 20 | Straßenzug                                              | Straßenzug Gehört als Teilobjekt zum unter Giebichenstein geführten Mühlwegviertel. | 107 25053 016      | Teilobjekt eines Denkmalbereichs                         | |
| Neuwerk 1, 1a, 1b, 1c, 2 bis 7, 10, 11, 16 bis 22 (Karte) | Straßenzug                                              | Straßenzug Nach dem mittelalterlichen Kloster Neuwerk benannte Allee mit Villen herrschaftlichen Anspruchs vor allem des frühen 20. Jahrhundert, in landschaftlich reizvoller Hanglage über dem Mühlgraben. Gehört als Teilobjekt zum unter Giebichenstein geführten Mühlwegviertel. Zeitweise wurde der Straßenzug unter 094 75159 als eigener Denkmalbereich geführt. | 107 25053 021      | Teilobjekt eines Denkmalbereichs                         | Weitere Bilder |
| Am Kirchtor 1 bis 8, 8a, 9, 10, 11, 16 bis 20, 20a, 20b, 21 bis 28, 28a, 29, 29a (Karte) | Straßenzug                                              | Straßenzug Baumbestandene Straße mit herrschaftlichen Villen, vor allem des Spätklassizismus und des Jugendstils, geprägt von der Strafanstalt und den begrünten Freiflächen des Laurentiuskirchhofes und des Botanischen Gartens, im Wesentlichen bebaut Mitte 19. bis Anfang 20. Jahrhundert. Gehört als Teilobjekt zum unter Giebichenstein geführten Mühlwegviertel. Zeitweise wurde der Straßenzug unter 094 15242 als eigener Denkmalbereich geführt.                                                                                           | 107 25053 022      | Teilobjekt eines Denkmalbereichs                         | Weitere Bilder |
| Geiststraße 15 bis 49; westliche Straßenzeile nördlicher Abschnitt (Karte) | Straßenzug                                              | Straßenzug Nach der ehemals hier gelegenen Heilig-Geist-Kapelle benannter Straßenzug, heute Blockrandbebauung mit repräsentativen gründerzeitlichen Wohn- und Geschäftshäusern, in ihrer baulichen Geschlossenheit eine der eindrucksvollsten gründerzeitlichen Straßen Halles, bebaut ab ca. 1870 bis Anfang 20. Jahrhundert. Gehört als Teilobjekt zum unter Giebichenstein geführten Mühlwegviertel. Zeitweise wurde der Straßenzug, noch auch das Haus Kardinal-Albrecht-Straße 48 umfassend, unter 094 75142 als eigener Denkmalbereich geführt. | 107 25053 023      | Teilobjekt eines Denkmalbereichs                         | Weitere Bilder |
| Breite Straße 3, 4, 10, 11, 15 bis 23, 23a, 24, 28 bis 32, 32a, 33 bis 35 (Karte) | Straßenzug                                              | Straßenzug Gehört als Teilobjekt zum unter Giebichenstein geführten Mühlwegviertel. Zeitweise wurde der Straßenzug unter 094 66089 als eigener Denkmalbereich geführt. | 107 25053 024      | Teilobjekt eines Denkmalbereichs                         | Weitere Bilder |
| 2, 3, 4, 5, 6, 7, 8, 9; westliche Straßenzeile südlicher Abschnitt (Karte) | Straßenzug                                              | Straßenzug In Richtung Bernburg führende nördliche Ausfallstraße Halles im Bereich der nördlichen Stadterweiterungsgebiete der Gründerzeit, das Straßenbild vorwiegend charakterisiert durch gründerzeitliche Miets- und Geschäftshausbebauung repräsentativ-großstädtischen Charakters. Gehört als Teilobjekt zum unter Giebichenstein geführten Mühlwegviertel. Zeitweise wurde der Straßenzug, mit deutlich größerem Umfang, unter 094 75102 als eigener Denkmalbereich geführt.                                                                   | 107 25053 025      | Teilobjekt eines Denkmalbereichs                         | Weitere Bilder |
| Blumenstraße 1 (Karte) | Wohnhaus                                                | Erbaut 1877, Ziegelbau spätklassizistischen Gepräges mit Putzgliederung und kuppelbekröntem Eckturm, in straßenbildprägender Ecklage zur Bernburger Straße, aufwendiger Reliefschmuck und Skulpturennischen | 094 12517          | Baudenkmal                                               | Wohnhaus |
| Blumenstraße 3 (Karte) | Wohnhaus                                                | Erbaut 1874, repräsentativer, zweigeschossiger Putzbau der Neurenaissance mit Mittel- und Seitenrisalit, Beispiel anspruchsvollen frühgründerzeitlichen Hausbaus, Entwurf Friedrich Kuhnt | 094 12515          | Baudenkmal                                               | Wohnhaus |
| Blumenstraße 4 (Karte) | Wohnhaus                                                | Erbaut um 1880, ansehnlicher, dreigeschossiger, spätklassizistischer Ziegelbau mit Mezzanin und vorkragendem Dach | 094 12514          | Baudenkmal                                               | Wohnhaus |
| Blumenstraße 5 (Karte) | Wohnhaus                                                | Erbaut um 1875, straßenbildprägender, die umliegenden Gebäude um ein Geschoss überragender, dreigeschossiger Putzbau mit Mansarddach in markanter Ecklage, aufwendige spätklassizistische Fassade | 094 12527          | Baudenkmal                                               | Wohnhaus |
| Blumenstraße 6 (Karte) | Wohnhaus                                                | Erbaut ca. 1880, dreigeschossiger Ziegelbau mit Putzgliederung und giebelbekröntem Mittelrisalit in repräsentativen Neurenaissanceformen | 094 12529          | Baudenkmal                                               | Wohnhaus |
| Blumenstraße 7 (Karte) | Wohnhaus                                                | Erbaut um 1875, dreigeschossiger, spätklassizistischer Putzbau mit Seitenrisalit, repräsentatives Ädikulaportal mit ionischen Pilastern | 094 12528          | Baudenkmal                                               | Wohnhaus |
| Blumenstraße 9 (Karte) | Wohnhaus                                                | Erbaut 1886, repräsentativer viergeschossiger Ziegelbau mit herrschaftlichem Anspruch, Putzdekor im Stil der Neurenaissance, zum Teil Segment- und Dreiecksgiebel am Erker | 094 12526          | Baudenkmal                                               | Wohnhaus |
| Blumenstraße 10 (Karte) | Villa                                                   | Erbaut ca. 1880/1890, straßenbildprägender, zweigeschossiger, spätklassizistischer Putzbau in Ecklage, mit Erkern und Wintergarten | 094 12525          | Baudenkmal                                               | Villa |
| Blumenstraße 11 (Karte) | Wohnhaus                                                | Dreigeschossiger, schlichter Putzbau mit groteskem Putzdekor (Teufelsfratze) in Jugendstilformen, Fassade um 1900, Bau wohl älter | 094 12524          | Baudenkmal                                               | Wohnhaus |
| Blumenstraße 13 (Karte) | Wohnhaus                                                | Erbaut um 1880, dreieinhalbgeschossiger Ziegelbau mit Erker in repräsentativem Putzdekor des Neurenaissancestils, Dreiecksgiebel mit figürlicher Darstellung | 094 12523          | Baudenkmal                                               | Wohnhaus |
| Blumenstraße 14 (Karte) | Wohnhaus                                                | Erbaut 1882 als Wohnhaus des Stadtbaurats Otto Carl Lohausen, repräsentativer, zweieinhalbgeschossiger, neubarocker Ziegelbau in Ecklage mit mächtigem polygonalen Eckturm, Putzgliederung und Mansarddach | 094 12522          | Baudenkmal                                               | Weitere Bilder |
| Blumenstraße 15 (Karte) | Wohnhaus                                                | Erbaut um 1880, dreigeschossiger Ziegelbau in straßenbildprägender Ecklage mit Putzgliederung in Neurenaissanceformen und giebelbekröntem Mittelrisalit | 094 12521          | Baudenkmal                                               | Wohnhaus |
| Blumenstraße 16 (Karte) | Wohnhaus                                                | Erbaut in den 1870er Jahren, palazzoartiger Ziegelbau im spätklassizistischen Rundbogenstil mit weit vorkragendem Flachdach, ausgedehnter Vorgarten mit originalem schmiedeeisernen Zaun | 094 12520          | Baudenkmal                                               | Wohnhaus |
| Blumenstraße 17 (Karte) | Wohnhaus                                                | Erbaut um 1880, dreigeschossiger Ziegelbau im Stil italienischer Landhäuser mit Eckturm als Belvedere und Rundbogenfenstern, großer Vorgarten | 094 12519          | Baudenkmal                                               | Wohnhaus |
| Blumenstraße 18 (Karte) | Wohnhaus                                                | Erbaut zwischen 1875/85, repräsentativer dreigeschossiger Ziegelbau mit hölzerner Loggia in Anklängen an die Renaissance mit dekorativ hervorgehobenem Traufgesims, großer Vorgarten | 094 12518          | Baudenkmal                                               | Wohnhaus |
| Breite Straße 19 (Karte) | Wohnhaus                                                | Erbaut 1890, repräsentativer dreigeschossiger Klinkerbau im Stil des Neubarock mit bemerkenswert gestaltetem Formsteindekor, Architekt: Gustav Zimmermann | 094 12607          | Baudenkmal                                               | Wohnhaus |
| Breite Straße 28 (Karte) | Wohnhaus                                                | Erbaut um 1800, straßenbildprägender dreigeschossiger Fachwerkputzbau mit steilem Satteldach in dominierender Ecklage, Rest der vorgründerzeitlichen Bebauung | 094 12608          | Baudenkmal                                               | Wohnhaus |
| Breite Straße 29 (Karte) | Pfarrhaus                                               | Pfarrhaus der St. Laurentius-Gemeinde, erbaut 1851/1852; zweigeschossiger, schlichter, spätklassizistischer Putzbau in Ecklage mit zweigeschossigem Nebengebäude aus Backstein, Umbau 1882 | 094 12645          | Baudenkmal                                               | Pfarrhaus |
| Breite Straße 35 (Karte) | Wohnhaus                                                | Erbaut Ende des 19. Jh., repräsentativer viergeschossiger Ziegelbau mit übergiebelten Risaliten, Klinker in unterschiedlicher Farbe, Dekor in Anlehnung an die Renaissance | 094 96739          | Baudenkmal                                               | Wohnhaus |
| Charlottenstraße 11 (Karte) | Wohnhaus                                                | Erbaut letztes Viertel d. 19. Jh., repräsentativer viergeschossiger Ziegelbau mit Seitenrisaliten und Fassadendekor aus Formsteinziegelbändern in Anlehnung an die Renaissance | 094 15050          | Baudenkmal                                               | Wohnhaus |
| Charlottenstraße 12 (Karte) | Wohnhaus                                                | Erbaut letztes Viertel d. 19. Jh., repräsentativer dreigeschossiger Ziegelbau mit Seitenrisalit und Mezzanin, jugendstilverwandte Gestaltungselemente | 094 15051          | Baudenkmal                                               | Wohnhaus |
| Charlottenstraße 15 (Karte) | Schule                                                  | Erbaut 1885, ehemalige Martinschule (Knaben-Mittelschule), dreieinhalbgeschossiger, flachgedeckter, Ziegelbau mit Attika und Aulatrakt, Erdgeschoss mit monumentaler Rundbogengliederung, heute Berufsschule | 094 04611          | Baudenkmal                                               | Schule |
| Dorotheenstraße 19, Magdeburger Straße (Karte) | Umspannwerk                                             | Umspannwerk, erbaut 1926 durch Wilhelm Jost, breitgelagerter zweigeschossiger Backsteinbau mit Flachdach im sachlichen Stil des Neuen Bauens mit expressionistischen Elementen | 094 80207          | Baudenkmal                                               | Umspannwerk |
| Emil-Abderhalden-Straße 5 (Karte) | Wohnhaus                                                | Erbaut 1883/84, zweigeschossiger Ziegelbau mit Putzgliederung und giebelbekröntem Erker in spätklassizistischem Stil, Architekt Paul von Kloch | 094 14085          | Baudenkmal                                               | Wohnhaus |
| Emil-Abderhalden-Straße 6 (Karte) | Wohnhaus                                                | Erbaut 1881, repräsentativer, spätklassizistischer Putzbau mit giebelbekröntem Mittelrisalit und Erker, qualitätsvoller vegetabiler und figürlicher Stuck, Architekt Hugo Walter | 094 14084          | Baudenkmal                                               | Wohnhaus |
| Emil-Abderhalden-Straße 8 (Karte) | Villa                                                   | Erbaut ca. 1860/70, ein- bis zweigeschossige, spätklassizistische Villa; schlicht stuckierter, asymmetrischer Baukörper | 094 04631          | Baudenkmal                                               | Villa |
| Emil-Abderhalden-Straße 9 (Karte) | Villa                                                   | Erbaut 1867, ehemals Wohnhaus des berühmten halleschen Chirurgen und Medizinprofessors Richard von Volkmann (1830–1889), zweigeschossige, flachgedeckte Putzbauten in Ecklage, durch verglaste Brücke verbunden, eindrucksvolle Baugruppe im griechisch-klassizistischen Stil der Schinkel-Nachfolge, Architekten: R. Loest und Hermann Henning | 094 04632          | Baudenkmal                                               | Weitere Bilder |
| Emil-Abderhalden-Straße 18 (Karte) | Wohnhaus                                                | Erbaut ca. 1880/90, repräsentativer dreigeschossiger Putzbau mit säulentragendem Balkon, neubarocker Stuckdekor | 094 04434          | Baudenkmal                                               | Wohnhaus |
| Emil-Abderhalden-Straße 19 (Karte) | Wohnhaus                                                | Erbaut ca. 1880/90, repräsentativer dreigeschossiger Ziegelbau mit Putzgliederung und Mezzanin, Seitenrisalit, stuckierte Dreiviertelsäulen und Giebel, weit vorkragendes Dach, mit barockisierendem Dekor | 094 04435          | Baudenkmal                                               | Wohnhaus |
| Emil-Abderhalden-Straße 21 (Karte) | Wohnhaus                                                | Erbaut ca. 1870/80, schlichter, dreigeschossiger, spätklassizistischer Putzbau mit Mezzanin, zurückhaltender Stuckdekor | 094 04437          | Baudenkmal                                               | Wohnhaus |
| Emil-Abderhalden-Straße 22 (Karte) | Wohnhaus                                                | Erbaut ca. 1870/80, repräsentativer dreigeschossiger Ziegelbau mit Putzgliederung und Mezzanin, Baluster und Pilaster aus Stuck, Dreiecks- und Segmentgiebel, Spätklassizismus | 094 04438          | Baudenkmal                                               | Wohnhaus |
| Emil-Abderhalden-Straße 24 (Karte) | Wohnhaus                                                | Erbaut letztes Viertel 19. Jh., schlichter, original erhaltener dreieinhalbgeschossiger Ziegelbau mit Zwerchhaus, Seitenrisalit | 094 06217          | Baudenkmal                                               | Wohnhaus |
| Emil-Abderhalden-Straße 32 (Karte) | Wohnhaus                                                | Erbaut ca. 1870/80, viergeschossiger, spätklassizistischer Putzbau, Seitenrisalit, schlichter Stuckdekor | 094 04426          | Baudenkmal                                               | Wohnhaus |
| Emil-Abderhalden-Straße 35 (Karte) | Wohnhaus                                                | Erbaut ca. 1870/80, ansehnlicher, dreigeschossiger, spätklassizistischer Putzbau mit feinem vegetabilen Stuckdekor, beherbergt das Archiv der Leopoldina | 094 04428          | Baudenkmal                                               | Wohnhaus |
| Emil-Abderhalden-Straße 37 (Karte) | Villa                                                   | Erbaut in den 1870er Jahren, ehemaliges Präsidentenhaus, eineinhalbgeschossiger Putzbau spätklassizistischen Gepräges in Ecklage, früherer Hauptsitz der Deutschen Akademie der Naturforscher Leopoldina, weitere Nutzung durch die Leopoldina | 094 04431          | Baudenkmal                                               | Villa |
| Ernst-Kromayer-Straße 5 bis 31 (Karte) | Straßenzug                                              | Ehemalige Grünstraße, nach dem ehemaligen Gasthof „Grüner Hof“ benannt, bebaut seit 1874, geschlossene gründerzeitliche Mietshausbebauung mit meist üppig gestalteten Fassaden des Neubarock und des Jugendstils | 094 75030          | Denkmalbereich                                           | Weitere Bilder |
| Ernst-Kromayer-Straße 5, 6 (Karte) | Krankenhaus                                             | heute Ernst-Kromayer-Straße 5, Hautklinik der Martin-Luther-Universität, erbaut 1895, repräsentativer Ziegelbau mit Putzgliederung, große barockisierende Stuckkartusche mit Äskulapstab und Jahreszahl | 094 14577          | Baudenkmal                                               | Krankenhaus |
| Ernst-Kromayer-Straße 7, 8 (Karte) | Wohnhaus                                                | heute Ernst-Kromayer-Straße 6, erbaut Ende d. 19. Jh., repräsentativer viergeschossiger Ziegelbau mit reichem Putz- und Stuckdekor in barockisierenden Formen, Erker und Giebel | 094 14574          | Baudenkmal                                               | Wohnhaus |
| Ernst-Kromayer-Straße 9 (Karte) | Wohnhaus                                                | Erbaut ca. 1880/1890, repräsentativer viereinhalbgeschossiger Putzbau in Ecklage mit reichem neubarocken Stuckdekor, Pilastern, Säulen, Segmentbögen und Balustern | 094 14576          | Baudenkmal                                               | Wohnhaus |
| Ernst-Kromayer-Straße 10 (Karte) | Wohnhaus                                                | Erbaut ca. 1880/1890, neubarocker Putzbau mit durch Halbsäulen und Masken aus Stuck reich dekorierter Fassade | 094 75031          | Baudenkmal                                               | Wohnhaus |
| Ernst-Kromayer-Straße 11 (Karte) | Wohnhaus                                                | Erbaut ca. 1880/1890, Ziegelbau mit Seitenrisalit, zurückhaltend gegliederter Putzdekor mit Elementen von Neurenaissance und Neubarock | 094 14831          | Baudenkmal                                               | Wohnhaus |
| Ernst-Kromayer-Straße 12 (Karte) | Wohnhaus                                                | Erbaut ca. 1880/1890, Ziegelbau mit sparsamer Putzgliederung, das Sockelgeschoss mit Putzquaderung und Stuckmasken | 094 75033          | Baudenkmal                                               | Wohnhaus |
| Ernst-Kromayer-Straße 13 (Karte) | Wohnhaus                                                | Erbaut ca. 1880/1890, straßenbildprägender Putzbau in Ecklage mit Mittelrisalit, Neurenaissance- und Neubarockelemente | 094 75034          | Baudenkmal                                               | Wohnhaus |
| Ernst-Kromayer-Straße 26 (Karte) | Wohnhaus                                                | heute Friesenstraße 14, erbaut ca. 1880/1890, Putzbau in straßenbildprägender Ecklage mit reich stuckierter Fassade, Neurenaissance- und Neubarockelementen | 094 96788          | Baudenkmal                                               | Wohnhaus |
| Ernst-Kromayer-Straße 27 (Karte) | Wohnhaus                                                | Erbaut ca. 1880/1890, Putzbau mit reicher eklektizistischer Stuckfassade in Neurenaissance- und Neubarockformen | 094 96789          | Baudenkmal                                               | Wohnhaus |
| Ernst-Kromayer-Straße 30 (Karte) | Wohnhaus                                                | Erbaut ca. 1870, Putzbau mit gut gegliederter und fein stuckierter spätklassizistischer Fassade | 094 96791          | Baudenkmal                                               | Wohnhaus |
| Ernst-Kromayer-Straße 32 (Karte) | Wohnhaus                                                | Erbaut Ende des 19. Jh., Ziegelbau mit reicher Putzgliederung in barockisierenden und Neurenaissanceformen | 094 96792          | Baudenkmal                                               | Wohnhaus |
| Ernst-König-Straße 5 (Karte) | Villa                                                   | Erbaut ca. 1910-1915, straßenbildprägender zweigeschossiger Putzbau mit Walmdach, Doppeltreppe mit reichem barockisierenden Dekor | 094 13239          | Baudenkmal                                               | Villa |
| Ernst-König-Straße 10 (Karte) | Villa                                                   | Erbaut 1920er Jahre, zweigeschossiger Putzbau mit hohem Walmdach, historische Grünfassung und roter Ziegeldekor expressionistischen Gepräges, innen bemerkenswertes Inventar in Art-déco-Formen | 094 13240          | Baudenkmal                                               | Villa |
| Ernst-König-Straße 11 (Karte) | Wohnhaus                                                | Erbaut 1915, neoklassizistischer Putzbau mit kolossaler Säulengliederung in straßenbildbeherrschender Lage als Point de vue der Straße Neuwerk, Architekten Reinhold Knoch und Friedrich Kallmeyer | 094 04630          | Baudenkmal                                               | Wohnhaus |
| Forsterstraße 29 (Karte) | Bürogebäude                                             | Erbaut 1921/22, drei- bis viergeschossiger Putzbau mit flachgeneigtem Pultdach und abgerundeten Ecken, in der plastisch-expressiven Verwendung sachlich moderner Bauformen Zeugnis avantgardistischer Profanarchitektur in Halle, Architekten Martin Knauthe und Alfred Gellhorn | 094 04640          | Baudenkmal                                               | Bürogebäude |
| Forsterstraße 53 (Karte) | Villa                                                   | Erbaut 1888, hochrepräsentativer dreigeschossiger Ziegelbau mit rundem Eckturm, giebelbekröntem Kastenerker und reichem neubarocken Stuckdekor | 094 96798          | Baudenkmal                                               | Villa |
| Franckestraße 1 (Karte) | Gesellschaftshaus                                       | Ehemaliges Gesellschaftshaus der Stadtschützengesellschaft, erbaut 1871, Architekt: Karl Friedrich Wilhelm Driesemann, straßenbildbeherrschender dreigeschossiger Putzbau in Ecklage mit großem vorgelagerten Treppenhaus, 1927 umgebaut, heute Kultur- und Kongresszentrum | 094 96818          | Baudenkmal                                               | Gesellschaftshaus |
| Franckestraße 2 (Karte) | Wohnhaus                                                | Erbaut 1873, dreigeschossiger, straßenbildprägender Putzbau mit helmbekröntem Eckerker, Schweifgiebel und Rundbogenfenstern im zweiten Obergeschoss, Neurenaissance | 094 96819          | Baudenkmal                                               | Wohnhaus |
| Franckestraße 5 (Karte) | Verwaltungsgebäude                                      | Industrie- und Handelskammer, erbaut 1901/02, zweieinhalbgeschossiger Putzbau mit Rustikasockel und reicher Werksteingliederung in gotisierenden Formen, Schweifgiebel mit Erker, im Inneren Sitzungssaal als Beispiel origineller Jugendstilgestaltung, Architekten Reinhold Knoch und Friedrich Kallmeyer | 094 96820          | Baudenkmal                                               | Verwaltungsgebäude |
| Franckestraße 11 (Karte) | Verwaltungsgebäude                                      | Erbaut 1911, Druckerei- und Verlagsgebäude, viergeschossiger Putzbau mit kraftvoll gegliederter, von enggestellten Pilastern und Fensterrippen stark vertikal akzentuierter Fassade, attikaartiges Obergeschoss, markante Jugendstilschöpfung | 094 11577          | Baudenkmal                                               | Verwaltungsgebäude |
| Franckestraße 15, Rudolf-Breitscheid-Straße 10 (Karte) | Portal                                                  | | 094 14172          | Baudenkmal                                               | BW |
| Franz-Andres-Straße 2 (Karte) | Wohnhaus                                                | Erbaut Ende d. 19. Jh., schlichter Ziegelbau mit Mezzanin und Flachdach, im Erdgeschoss Rundbogenfenster, schlichter Stuckdekor im Stil der Neurenaissance | 094 14030          | Baudenkmal                                               | Wohnhaus |
| Franz-Andres-Straße 4 (Karte) | Wohnhaus                                                | Erbaut ca. 1870/80, repräsentativer, spätklassizistischer Putzbau mit Mezzanin und giebelbekröntem Seitenrisalit, Stuckdekorfelder mit vegetabilen und figürlichen Motiven | 094 14031          | Baudenkmal                                               | Wohnhaus |
| Franz-Andres-Straße 5 (Karte) | Wohnhaus                                                | Erbaut ca. 1870/80, schlichter, dreigeschossiger, spätklassizistischer Putzbau mit Betonung der Beletage durch Stuckdekor, mit Vorgarten | 094 14019          | Baudenkmal                                               | Wohnhaus |
| Franz-Andres-Straße 15 (Karte) | Wohnhaus                                                | Erbaut ca. 1870/80, schlichter, spätklassizistischer Putzbau mit Betonung der Beletage durch Stuckdekor im Fensterbereich | 094 06828          | Baudenkmal                                               | Wohnhaus |
| Franz-Schubert-Straße 1 (Karte) | Wohnhaus                                                | Erbaut ca. 1880/90, viergeschossiger Ziegelbau mit anspruchsvoll gestalteter Neurenaissance-Fassade, Anklänge an Gotik im Formsteindekor | 094 04489          | Baudenkmal                                               | Wohnhaus |
| Franz-Schubert-Straße 2 (Karte) | Wohnhaus                                                | Erbaut Ende des 19. Jahrhunderts, neubarocker Ziegelbau mit Putzgliederung, Rundbogenfenster, Stuckdekor als Kartuschen, Köpfe und Voluten | 094 14784          | Baudenkmal                                               | Wohnhaus |
| Franz-Schubert-Straße 3 (Karte) | Wohnhaus                                                | Erbaut Ende des 19. Jahrhunderts, viergeschossiger Ziegelbau in Ecklage, mit Erker und reichem neubarocken Stuckdekor | 094 14667          | Baudenkmal                                               | Wohnhaus |
| Franz-Schubert-Straße 4 (Karte) | Wohnhaus                                                | Erbaut Ende des 19. Jahrhunderts, viergeschossiger imposanter Ziegelbau in Ecklage mit Giebel und Erker, üppiger Stuckdekor | 094 14668          | Baudenkmal                                               | Wohnhaus |
| Franz-Schubert-Straße 5 (Karte) | Wohnhaus                                                | Erbaut Ende des 19. Jahrhunderts, viergeschossiger Ziegelbau mit Mezzanin und Seitenrisalit, floraler Stuckdekor, Neurenaissance | 094 14679          | Baudenkmal                                               | Wohnhaus |
| Franz-Schubert-Straße 7 (Karte) | Wohnhaus                                                | Erbaut Ende des 19. Jahrhunderts, viergeschossiger Ziegelbau in Ecklage mit Fernwirkung zur Saale, gotisierender Formsteindekor in der Beletage | 094 14676          | Baudenkmal                                               | Wohnhaus |
| Franz-Schubert-Straße 10 (Karte) | Wohnhaus                                                | Erbaut 1895, viergeschossiger Ziegelbau mit Mittelrisalit und Altan, neubarocker Stuckdekor | 094 14778          | Baudenkmal                                               | Wohnhaus |
| Franz-Schubert-Straße 11 (Karte) | Wohnhaus                                                | Erbaut Ende des 19. Jahrhunderts, viergeschossiger Ziegelbau mit schlichtem Stuckdekor in Neurenaissanceformen | 094 14788          | Baudenkmal                                               | Wohnhaus |
| Franzosenweg 1, Große Steinstraße 52, Magdeburger Straße 2, 6, 8, 12, 14, 16, 18, 20, 22, 24 (Karte) | Krankenhaus                                             | Ehemaliges Universitätsklinikum, erbaut 1875–1886, ausgedehntes Ensemble pavillonartig angeordneter Fachkliniken, Architekt Ludwig von Tiedemann | 094 04827          | Baudenkmal                                               | Krankenhaus |
| Franzosenweg 1 (Karte) | Universitätsgebäude                                     | Erbaut 1882/83, Institut für Rechtsmedizin, ehemaliges Isolierhaus der Medizinischen Klinik der Martin-Luther-Universität, zweigeschossiger gelb-roter Ziegelbau mit giebelüberhöhtem Mittelrisalit, schön gestaltete schmiedeeiserne Fenstergitter, Architekt Ludwig von Tiedemann | 094 08010          | Baudenkmal                                               | Universitätsgebäude |
| Friesenstraße 9 (Karte) | Wohnhaus                                                | Erbaut Anfang des 20. Jh., fünfgeschossiger Putzbau mit Giebel und bemerkenswertem floralem Jugendstildekor | 094 96807          | Baudenkmal                                               | Wohnhaus |
| Friesenstraße 10 (Karte) | Wohnhaus                                                | Erbaut 1903, fünfgeschossiger Putzbau mit Giebel und bemerkenswertem Jugendstildekor | 094 96808          | Baudenkmal                                               | Wohnhaus |
| Friesenstraße 12 (Karte) | Wohnhaus                                                | Erbaut ca. 1880/1890, dreigeschossiger Ziegelbau mit repräsentativer Putzgliederung in Neurenaissanceformen | 094 96809          | Baudenkmal                                               | Wohnhaus |
| Friesenstraße 15 (Karte) | Wohnhaus                                                | Erbaut Ende d. 19. Jh., viereinhalbgeschossiger neubarocker Putzbau in Ecklage, üppiger Stuckdekor aus Giebel, Voluten, Balustern | 094 75134          | Baudenkmal                                               | Wohnhaus |
| Friesenstraße 16 (Karte) | Wohnhaus                                                | Erbaut Ende des 19. Jh., repräsentativer Putzbau mit Mezzanin, reichem Fassadendekor aus stuckierten Dreiviertelsäulen, Balustern und Diamantierung im Stil der Neurenaissance | 094 75135          | Baudenkmal                                               | Wohnhaus |
| Friesenstraße 19 (Karte) | Wohnhaus                                                | Erbaut Ende des 19. Jh., Ziegelbau mit Putzgliederung, Mittelrisalit und Giebelbekrönung im Stil des Neubarock | 094 75138          | Baudenkmal                                               | Wohnhaus |
| Friesenstraße 20 (Karte) | Wohnhaus                                                | Erbaut Ende des 19. Jh., imposanter Ziegelbau mit breitem Risalit, weit vorkragendem Dach über Konsolen, eingestellte Säulen und Pilaster sowie Neurenaissancestuckdekor | 094 75139          | Baudenkmal                                               | Wohnhaus |
| Friesenstraße 21 (Karte) | Wohn- und Geschäftshaus                                 | Erbaut ca. 1880/1890, Ziegelbau mit Putzgliederung, im dritten Obergeschoss Rundbogenfenster, repräsentative Neurenaissancefassade mit barockisierenden Elementen | 094 96811          | Baudenkmal                                               | Wohn- und Geschäftshaus |
| Friesenstraße 26 (Karte) | Wohnhaus                                                | Erbaut Ende des 19. Jh., straßenbildprägender fünfgeschossiger Ziegelbau in Ecklage mit betonendem Eckrisalit und reichem neubarocken Stuckdekor | 094 75140          | Baudenkmal                                               | Wohnhaus |
| Friesenstraße 3, 4 (Karte) | Schule                                                  | Herder-Gymnasium, ehemaliges Reformrealgymnasium, erbaut 1911-1913, barockisierender Jugendstil, Architekt Heinrich Quambusch | 094 12377          | Baudenkmal                                               | Weitere Bilder |
| Friesenstraße 33 (Karte) | Schule                                                  | Erbaut 1896/1897, ehemalige Friesen-Volksschule, heute Grundschule, stattlicher Backsteinbau in Anlehnung an die norddeutsche Backsteingotik | 094 08002          | Baudenkmal                                               | Schule |
| Geiststraße 1 (Karte) | Wohn- und Geschäftshaus                                 | Erbaut 1911-1913, straßenbildprägender vier- bis fünfgeschossiger Putzbau mit turmartig betonter Ecke und reichem Jugendstildekor | 094 04661          | Baudenkmal                                               | Weitere Bilder |
| Geiststraße 10 (Karte) | Wohn- und Geschäftshaus                                 | Erbaut 1890, viergeschossiger Putzbau mit üppigem neubarockem Stuckdekor aus Giebeln, Säulen, Pilastern und Kartuschen, Mittelrisalit mit turmartiger Bekrönung, Architekten Albert und Ernst Giese | 094 75143          | Baudenkmal                                               | Wohn- und Geschäftshaus |
| Geiststraße 15 (Karte) | Wohn- und Geschäftshaus                                 | Erbaut 1895 anstelle des ehemaligen Rathauses der Amtsstadt Neumarkt, repräsentativer Ziegelbau in Ecklage mit Giebeln, Erkern, Eckturm mit Schweifhaube, im Stil des Neubarock | 094 75144          | Baudenkmal                                               | Weitere Bilder |
| Geiststraße 20 (Karte) | Wohn- und Geschäftshaus                                 | Erbaut Ende des 20. Jh., viergeschossiger Ziegelbau mit repräsentativer Putzgliederung in Neurenaissanceformen | 094 96814          | Baudenkmal                                               | Wohn- und Geschäftshaus |
| Geiststraße 21 (Karte) | Wohn- und Geschäftshaus                                 | Erbaut 1889, Architekt Gustav Zimmermann, viergeschossiger, eklektizistischer Ziegelbau mit reichem Formsteindekor im Stil des Neubarocks | 094 75145          | Baudenkmal                                               | Weitere Bilder |
| Geiststraße 22 (Karte) | Wohn- und Geschäftshaus                                 | Erbaut 1908, schlichter, breit gelagerter, viergeschossiger Putzbau mit Runderkern und Giebel, große Durchfahrt zum Lichthof, sehr schönes Jugendstilgitter | 094 75146          | Baudenkmal                                               | Wohn- und Geschäftshaus |
| Geiststraße 23 (Karte) | Wohn- und Geschäftshaus                                 | Erbaut 1887, straßenbildprägender viergeschossiger Putzbau mit herrschaftlichem Anspruch, üppige Fassadengestaltung mit polygonalen Turmerkern, Säulen, Pilastern, Balustern, Rundbogenfenster und Ganzfiguren in Nischen, Architekten Albert und Ernst Giese | 094 75147          | Baudenkmal                                               | Weitere Bilder |
| Geiststraße 24 (Karte) | Wohn- und Geschäftshaus                                 | Erbaut 1884, schlichter viergeschossiger Ziegelbau, Putzgliederung in schlichter Formensprache der Neurenaissance, mit Mezzanin | 094 75148          | Baudenkmal                                               | Wohn- und Geschäftshaus |
| Geiststraße 26 (Karte) | Wohn- und Geschäftshaus                                 | Erbaut 1883, schlichter dreigeschossiger Ziegelbau auf dem Gelände des ehemaligen deutsch-reformierten Hospitals zur christlichen Liebe, Mittelrisalit, barockisierender Putz- und Stuckdekor aus Balustern, Architekt E. Friedrich | 094 75150          | Baudenkmal                                               | Wohn- und Geschäftshaus |
| Geiststraße 28 (Karte) | Wohn- und Geschäftshaus                                 | Erbaut Anfang des 20. Jh., repräsentativer, viergeschossiger, eklektizistischer Ziegelbau mit Erker und Fachwerkgiebeln, Stuckbänder mit reichem vegetabilem Dekor, Durchfahrt mit Lichthof | 094 75151          | Baudenkmal                                               | Weitere Bilder |
| Geiststraße 29 (Karte) | Wohn- und Geschäftshaus                                 | Erbaut 1905, ehemaliges Vereinshaus des Christlichen Vereins Junger Männer, repräsentativer viergeschossiger Putzbau mit reichem Stuckdekor, Erker mit Rundbogenfenster und Stuckrelief (Pelikan als Symbol christlicher Liebe und vegetabile Formen), Jugendstil | 094 96815          | Baudenkmal                                               | Wohn- und Geschäftshaus |
| Geiststraße 31 (Karte) | Wohn- und Geschäftshaus                                 | Erbaut 1856/57, schlichter, dreigeschossiger, spätklassizistischer Putzbau mit Mezzanin, zurückhaltender Stuckdekor, ältestes Haus des historischen Straßenzuges | 094 75152          | Baudenkmal                                               | Wohn- und Geschäftshaus |
| Geiststraße 32 (Karte) | Wohn- und Geschäftshaus                                 | Erbaut um 1870, zweigeschossiger, spätklassizistischer Putzbau in Ecklage, Hauptfront zur Hermannstraße mit giebelbekröntem Mittelrisalit, zur Geiststraße reicher Fassadenschmuck mit stuckierten Halbsäulen korinthischer Ordnung, Nischen mit Figuren und Medaillons | 094 12655          | Baudenkmal                                               | Wohn- und Geschäftshaus |
| Geiststraße 36 (Karte) | Wohn- und Geschäftshaus                                 | Erbaut Ende des 19. Jh., ansehnlicher fünfgeschossiger Ziegelbau mit kräftigem Putz- und Stuckdekor aus Pilastern und Giebeln im Stil der Neurenaissance | 094 13458          | Baudenkmal                                               | Wohn- und Geschäftshaus |
| Geiststraße 39 (Karte) | Wohn- und Geschäftshaus                                 | Erbaut 1870, dreigeschossiger Putzbau mit Mezzanin, fünffach übergiebelte, reliefgeschmückte und durch dreieckige Wandvorlagen gegliederte expressionistische Fassade, Fassadengestaltung ca. 1925 durch Architekt Richard Schmieder | 094 04662          | Baudenkmal                                               | Wohn- und Geschäftshaus |
| Geiststraße 40 (Karte) | Wohn- und Geschäftshaus                                 | Erbaut 1889/90, viergeschossiger Ziegelbau mit pompöser, säulengeschmückter Neubarockfassade, im Erdgeschoss ehemaliges Café Hohenzollern, repräsentatives Interieur mit prächtigem Stuckdekor, Architekten Albert und Ernst Giese | 094 04663          | Baudenkmal                                               | Wohn- und Geschäftshaus |
| Geiststraße 42 (Karte) | Wohn- und Geschäftshaus                                 | Erbaut 1890/91, viergeschossiger Ziegelbau mit Putzgliederung in Ecklage, mit wuchtigem Stuckdekor aus Säulen, Pilastern und Giebeln über den Fenstern, Fassade symmetrisch bezogen auf Nummer 43, Architekt Paul von Kloch | 094 13459          | Baudenkmal                                               | Wohn- und Geschäftshaus |
| Geiststraße 43 (Karte) | Wohn- und Geschäftshaus                                 | Erbaut 189/91, viergeschossiger Ziegelbau mit Putzgliederung in Ecklage, mit wuchtigem Stuckdekor aus Säulen, Pilastern und Giebeln über den Fenstern, symmetrisches Pendant zu Nummer 42, Architekt Paul von Kloch | 094 13460          | Baudenkmal                                               | Wohn- und Geschäftshaus |
| Geiststraße 49 (Karte) | Wohn- und Geschäftshaus                                 | Erbaut Ende des 19. Jh., viergeschossiger Ziegelbau mit Putzgliederung, kräftig profilierter Stuckdekor in Neurenaissanceformen im Fensterbereich | 094 75154          | Baudenkmal                                               | Wohn- und Geschäftshaus |
| Georg-Cantor-Straße 4 (Karte) | Wohnhaus                                                | Erbaut Ende d. 19. Jh., repräsentativer, viergeschossiger, neubarocker Ziegelbau mit Erker, Stuckdekor, prächtiges Eingangsportal | 094 12601          | Baudenkmal                                               | Weitere Bilder |
| Georg-Cantor-Straße 7 (Karte) | Wohnhaus                                                | Erbaut um 1870/80, viergeschossiger, spätklassizistischer Putzbau mit Mezzanin in straßenbildprägender Ecklage, zurückhaltender Stuckdekor, Traufgesims durch Stuckband mit floralem Motiv betont | 094 12597          | Baudenkmal                                               | Wohnhaus |
| Georg-Cantor-Straße 9 südliches Gebäude der beiden Gebäude Nr. 9 (Karte) | Wohnhaus                                                | Erbaut um 1870/80, dreigeschossiger, spätklassizistischer Putzbau mit Mezzanin, Seitenrisalit, schlichter Stuckdekor | 094 12609          | Baudenkmal                                               | Wohnhaus |
| Georg-Cantor-Straße 10 (Karte) | Wohnhaus                                                | Erbaut um 1870/80, schlichter, dreigeschossiger, spätklassizistischer Ziegelbau mit Mezzanin, Seitenrisalit, schlichter Putz- und Stuckdekor | 094 12610          | Baudenkmal                                               | Wohnhaus |
| Georg-Cantor-Straße 11 (Karte) | Wohnhaus                                                | Erbaut um 1870/80, repräsentativer dreigeschossiger Putzbau mit Mezzanin, weit vorspringender Risalit, spätklassizistische Stuckgliederung | 094 12611          | Baudenkmal                                               | Wohnhaus |
| Georg-Cantor-Straße 12 (Karte) | Wohnhaus                                                | Erbaut Ende d. 19. Jh., ansehnlicher, dreigeschossiger, spätklassizistischer Putzbau mit giebelbekröntem breiten Risalit | 094 12612          | Baudenkmal                                               | Wohnhaus |
| Georg-Cantor-Straße 13 (Karte) | Wohnhaus                                                | Erbaut ca. 1880/90, imposanter dreigeschossiger Ziegelbau mit Mittelrisalit, giebelbekrönten Seitenrisaliten mit freskierten Lünetten, üppiger ornamentaler und figürlicher Stuckdekor in neubarocken Formen | 094 12613          | Baudenkmal                                               | Wohnhaus |
| Georg-Cantor-Straße 14 (Karte) | Wohnhaus                                                | Erbaut letztes Viertel d. 19. Jh., dreigeschossiger, spätklassizistischer Ziegelbau mit Mezzanin, Putzgliederung und repräsentativer Stuckdekor in Neurenaissanceformen | 094 12615          | Baudenkmal                                               | Wohnhaus |
| Georg-Cantor-Straße 15 (Karte) | Wohnhaus                                                | Erbaut 1883, dreigeschossiger Ziegelbau mit Putzgliederung und mächtigem Mittelrisalit, repräsentativer Stuckdekor in Neurenaissanceformen | 094 12616          | Baudenkmal                                               | Wohnhaus |
| Georg-Cantor-Straße 17 (Karte) | Wohnhaus                                                | Erbaut um 1870/80, repräsentativer dreigeschossiger Putzbau mit Mezzanin, giebelbekrönter Mittelrisalit und vorgelagerter Erker, Stuckdekor aus Balustern, Pilastern, Segmentgiebeln und Laubfries | 094 12617          | Baudenkmal                                               | Wohnhaus |
| Georg-Cantor-Straße 18 (Karte) | Wohnhaus                                                | Erbaut um 1870–1880, vornehm-schlichter, zweigeswchossiger spätklassizistischer Putzbau mit giebelbekröntem Risalit, sparsamer Stuckdekor | 094 12618          | Baudenkmal                                               | Wohnhaus |
| Georg-Cantor-Straße 19 (Karte) | Wohnhaus                                                | Erbaut Ende d. 19. Jh., repräsentativer dreigeschossiger Putzbau mit Seitenrisalit und Schweifgiebel, Stuckdekor im Stil der deutschen Renaissance | 094 12620          | Baudenkmal                                               | Wohnhaus |
| Georg-Cantor-Straße 20 (Karte) | Wohn- und Geschäftshaus                                 | Erbaut um 1870–1880, breitgelagerter, dreigeschossiger, spätklassizistischer Putzbau mit feinem Stuckdekor im Fenster- und Traufbereich | 094 12621          | Baudenkmal                                               | Wohn- und Geschäftshaus |
| Georg-Cantor-Straße 21 (Karte) | Wohnhaus                                                | Erbaut um 1870–1880, repräsentativer, dreigeschossiger, spätklassizistischer Ziegelbau mit giebelbekröntem mächtige Mittelrisalit, kräftige Zwischengesimse | 094 12622          | Baudenkmal                                               | Wohnhaus |
| Georg-Cantor-Straße 21a (Karte) | Wohnhaus                                                | Erbaut Ende d. 19. Jh., dreigeschossiger Ziegelbau mit Putzgliederung in Ecklage, mit schlichtem Stuckdekor im Stil der Neurenaissance | 094 75156          | Baudenkmal                                               | Wohnhaus |
| Georg-Cantor-Straße 22 (Karte) | Wohnhaus                                                | Erbaut Ende d. 19. Jh., zweigeschossiger, eklektizistischer Ziegelbau in Ecklage mit spätklassizistischen und barocken Elementen, runder Eckturm mit korinthischen Säulen, Polygonalerker | 094 12624          | Baudenkmal                                               | Wohnhaus |
| Georg-Cantor-Straße 26 (Karte) | Wohnhaus                                                | Erbaut um 1880–1890, schlichter, dreigeschossiger, spätklassizistischer Putzbau mit sparsamem Stuckdekor | 094 12619          | Baudenkmal                                               | Wohnhaus |
| Georg-Cantor-Straße 28 (Karte) | Wohnhaus                                                | Erbaut ca. 1890, repräsentativer Putzbau mit herrschaftlichem Anspruch in Ecklage, durch breite Erker an Seiten und Ecke sowie Altan belebte Fassade, reicher neubarocker Stuckdekor | 094 75157          | Baudenkmal                                               | Wohnhaus |
| Georg-Cantor-Straße 29 (Karte) | Wohnhaus                                                | Erbaut ca. 1870–1880, schlichter, dreigeschossiger, spätklassizistischer Putzbau mit sparsamem Stuckdekor | 094 12614          | Baudenkmal                                               | Wohnhaus |
| Georg-Cantor-Straße 33 (Karte) | Wohnhaus                                                | Erbaut ca. 1870/80, repräsentativer, dreigeschossiger, spätklassizistischer Putzbau mit Mezzanin, Seitenrisalit mit Stuckmedaillons, Mäanderband, Giebeln und halbrunden Säulen | 094 12599          | Baudenkmal                                               | Wohnhaus |
| Georg-Cantor-Straße 34 (Karte) | Kindergarten                                            | Erbaut 1876, ehemalige Kinderbewahranstalt der Neumarkt-Vorstadt, schlichter zwei- bis dreigeschossiger Backsteinbau im Rundbogenstil, sozialgeschichtliches Zeugnis der Gründerzeit | 094 12600          | Baudenkmal                                               | Kindergarten |
| Georg-Cantor-Straße 35 (Karte) | Wohnhaus                                                | Erbaut 1876, ehemaliges Hospital der Domgemeinde für Bedürftige; schlichter, zweigeschossiger, spätklassizistischer Putzbau, sozialgeschichtliches Zeugnis für kirchliche Armenfürsorge in der Gründerzeit | 094 12602          | Baudenkmal                                               | Wohnhaus |
| Gerberstraße 1 (Karte) | Wohn- und Geschäftshaus                                 | | 094 12390          | Baudenkmal                                               | Wohn- und Geschäftshaus |
| Gottesackerstraße auf dem Martinsberg, östlich der Altstadt (Karte) | Stadtgottesacker                                        | Friedhof – zu den einzelnen Grabmalen siehe die separate Liste der Kulturdenkmale in Halle (Saale)/Stadtgottesacker | 094 56692          | Baudenkmal                                               | Weitere Bilder |
| Große Steinstraße Nähe Steintor-Schule | Gedenkstein                                             | Gedenkstein | 094 12647          | Kleindenkmal                                             | |
| Große Steinstraße 21 (Karte) | Wohn- und Geschäftshaus                                 | Erbaut 1903, Ziegelbau mit polygonalen Erkern und geschwungenen Giebeln, origineller Putzdekor in floralen und geometrischen Jugendstilformen | 094 03187          | Baudenkmal                                               | Wohn- und Geschäftshaus |
| Große Steinstraße 22 (Karte) | Wohn- und Geschäftshaus                                 | Erbaut letztes Viertel des 19. Jh., Ziegelbau mit Mansarddach und repräsentativer Putzgliederung in Neurenaissanceformen | 094 03185          | Baudenkmal                                               | Wohn- und Geschäftshaus |
| Große Steinstraße 23 (Karte) | Wohn- und Geschäftshaus                                 | Erbaut 1906, Putzbau mit Mittelerker, Schweifgiebeln und dem Erker asymmetrisch zugeordneten Balkonen, reicher barockisierender Jugendstildekor, Architekten Albert und Ernst Giese | 094 03184          | Baudenkmal                                               | Weitere Bilder |
| Große Steinstraße 24 (Karte) | Gasthaus                                                | Erbaut ca. 1910, ehemalige Hallesche Effecten- und Wechselbank AG, später Medizinische Fachschule, Putzbau neoklassizistischen Gepräges in Ecklage, großzügig angelegtes Zwerchhaus mit Dreiecksgiebel, Architekt W. Thurm | 094 96831          | Baudenkmal                                               | Gasthaus |
| Große Steinstraße 25 (Karte) | Wohnhaus                                                | Erbaut um 1800, dreigeschossiger Putzbau in Fachwerkbauweise, als Gehöft Relikt der vorgründerzeitlichen Bebauung im Bereich der alten Steintorvorstadt | 094 03170          | Baudenkmal                                               | Wohnhaus |
| Große Steinstraße 27, 28 (Karte) | Kino                                                    | Schauburg | 094 96832          | Baudenkmal                                               | Weitere Bilder |
| Große Steinstraße 29 (Karte) | Wohn- und Geschäftshaus                                 | Erbaut 1897, straßenbildprägender fünfgeschossiger Ziegelbau mit Mittelerker und reichem neubarockem Putzdekor, nahezu identisch mit Nummer 29a | 094 02787          | Baudenkmal                                               | Weitere Bilder |
| Große Steinstraße 29a (Karte) | Wohn- und Geschäftshaus                                 | Erbaut 1897, nahezu identisch mit Nummer 29 | 094 02378          | Baudenkmal                                               | Weitere Bilder |
| Große Steinstraße 30 (Karte) | Wohn- und Geschäftshaus                                 | Erbaut 1891, repräsentativer viergeschossiger Ziegelbau mit Mittelerker und reichem barockisierenden Fassadenstuck | 094 02237          | Baudenkmal                                               | Wohn- und Geschäftshaus |
| Große Steinstraße 34 (Karte) | Wohn- und Geschäftshaus                                 | Wohn- und Geschäftshaus von 1898/99, 2017 als Denkmal ausgewiesen | 094 56717          | Baudenkmal                                               | Weitere Bilder |
| Große Steinstraße 52 (Karte) | Institutsgebäude                                        | Anatomisches Institut der Universität, erbaut 1878–1880 von Ludwig von Tiedemann, straßenbildbeherrschender zweieinhalbgeschossiger Ziegelbau mit Flachdach und repräsentative Dreiflügelanlage in italianisierenden Neurenaissanceformen | 094 04703          | Baudenkmal                                               | Institutsgebäude |
| Große Steinstraße 52 | Sammlung                                                | Sammlung | 094 04703 001      | Teilobjekt eines Baudenkmals - bewegliches Kulturdenkmal | |
| Große Steinstraße 54, 55 (Karte) | Wohn- und Geschäftshaus                                 | Erbaut ca. 1910, Putzbau mit großem Zwerchgiebel und Mittelerker sowie originellem figürlichen Reliefschmuck | 094 01798          | Baudenkmal                                               | Wohn- und Geschäftshaus |
| Große Steinstraße 58 (Karte) | Wohn- und Geschäftshaus                                 | Erbaut 1870er Jahre, Ziegelbau mit gut gegliederter spätklassizistischer Putzfassade | 094 02948          | Baudenkmal                                               | Wohn- und Geschäftshaus |
| Große Steinstraße 60a gehört zum Stadtbad, Schimmelstraße 1-4 (Karte) | Wohnhaus                                                | Erbaut 1914/15, zweigeschossiger Putzbau im Stil des Stadtbades, konvex einschwingende Fassade und Rundbogenfenster mit schönem Sprossenwerk im Erdgeschoss, Architekt Wilhelm Jost | 094 08012          | Baudenkmal                                               | Wohnhaus |
| Große Steinstraße 63 (Karte) | Wohn- und Geschäftshaus                                 | Erbaut ca. 1885, Ziegelbau mit reichem Pilaster- und Formsteindekor in romanisierenden Formen sowie Rundbogenfenster im dritten Obergeschoss | 094 03171          | Baudenkmal                                               | Wohn- und Geschäftshaus |
| Große Steinstraße 68 (Karte) | Wohn- und Geschäftshaus                                 | Erbaut 1901, Putzbau mit großem Erker und auffälligem, orientalisierenden Jugendstildekor, eine der originellsten Leistungen dieses Stils in Halle, Architekten Albert und Ernst Giese | 094 08804          | Baudenkmal                                               | Wohn- und Geschäftshaus |
| Große Steinstraße 69 (Karte) | Wohn- und Geschäftshaus                                 | Erbaut 1904, straßenbildprägender Putzbau mit polygonalen Erkern und Zwerchhäusern, reicher Relieffries in barockisierenden Jugendstilformen als Gurtgesims | 094 96833          | Baudenkmal                                               | Wohn- und Geschäftshaus |
| Gütchenstraße 3 (Karte) | Wohnhaus                                                | Erbaut um 1880, dreigeschossiger Ziegelbau mit Mezzanin, Zwischengesims, Seitenrisalit, Porträtmedaillon, Neurenaissancefassade | 094 14093          | Baudenkmal                                               | Wohnhaus |
| Gütchenstraße 5 (Karte) | Wohnhaus                                                | Erbaut um 1880, dreigeschossiger Ziegelbau mit Mezzanin und weit vorkragendem Dach, repräsentative Fassade mit Putzgliederung | 094 14095          | Baudenkmal                                               | Wohnhaus |
| Gütchenstraße 7 (Karte) | Wohnhaus                                                | Erbaut um 1880, weit zurückgesetzter, dreigeschossiger, spätklassizistischer Putzbau mit Mezzanin, Eingangsbereich als Altan gestaltet, schlichte stuckierte Fassade, Vorgarten mit Einfriedung | 094 14097          | Baudenkmal                                               | Wohnhaus |
| Gütchenstraße 8 (Karte) | Wohnhaus                                                | Erbaut um 1880, zurückgesetzter, dreigeschossiger, spätklassizistischer Putzbau mit Mezzanin, schlichter Stuckdekor, mit Vorgarten und Einfriedung | 094 14098          | Baudenkmal                                               | Wohnhaus |
| Gütchenstraße 10, 11 (Karte) | Häusergruppe                                            | Erbaut letztes Viertel 19. Jh., zwei- bis dreigeschossige, achsensymmetrisch aufeinander bezogene Ziegelbauten mit Segmentbogenfenstern, Ecktürme, Vorgarten und Einfriedung, Neurenaissance | 094 14100          | Baudenkmal                                               | Häusergruppe |
| Gütchenstraße 12 (Karte) | Wohnhaus                                                | Erbaut letztes Viertel d. 19. Jh., dreigeschossiger Ziegelbau mit Mezzanin, pilastergeschmücktem Eingang, repräsentative Neurenaissancefassade | 094 14101          | Baudenkmal                                               | Wohnhaus |
| Gütchenstraße 13 (Karte) | Wohnhaus                                                | Erbaut Ende d. 19. Jh., straßenbildprägender, dreigeschossiger, neubarocker Putzbau mit giebelbekröntem Erker, reicher Stuckdekor | 094 14102          | Baudenkmal                                               | Wohnhaus |
| Gütchenstraße 14 (Karte) | Wohn- und Geschäftshaus                                 | Erbaut ca. 1880, spätklassizistischer Putzbau mit weit vorkragendem Dach in beherrschender Ecklage zur Ludwig-Wucherer-Straße, Balkon mit Balustern und Stuckmedaillons | 094 14103          | Baudenkmal                                               | Weitere Bilder |
| Gütchenstraße 16 (Karte) | Wohnhaus                                                | Erbaut ca. 1880, repräsentativer, viergeschossiger, spätklassizistischer Putzbau mit sparsamem Stuckdekor und weit vorkragendem Dach | 094 14104          | Baudenkmal                                               | Wohnhaus |
| Gütchenstraße 17 (Karte) | Wohnhaus                                                | Erbaut ca. 1880, dreigeschossiger, spätklassizistischer Putzbau mit Mezzanin, schlichter Stuckdekor | 094 14105          | Baudenkmal                                               | Wohnhaus |
| Gütchenstraße 19 (Karte) | Wohnhaus                                                | Erbaut ca. 1880, spätklassizistischer Putzbau mit Zahnschnittfries, Pilastern und Giebeln, bis auf Dachgeschoss und Fenstereinteilung im Erdgeschoss original erhalten | 094 14107          | Baudenkmal                                               | Wohnhaus |
| Gütchenstraße 20a (Karte) | Wohnhaus                                                | Erbaut Anfang d. 20. Jh., dreigeschossiger Putzbau mit Erker, bemerkenswerter vegetabiler und geometrischer Stuckdekor, Jugendstil | 094 14110          | Baudenkmal                                               | Wohnhaus |
| Gütchenstraße 21 (Karte) | Gartenhaus                                              | | 094 96841          | Baudenkmal                                               | BW |
| Harz 1 (Karte) | Fabrik                                                  | Ehemalige Böhmesche Ofen- und Tonwarenfabrik, erbaut um 1875, breitgelagerter, viergeschossiger Bau mit zinnenbekröntem Turm im Burgenstil, anschließend langgestreckter Putzbau mit vorkragendem Dach im Rundbogenstil | 094 14059          | Baudenkmal                                               | Fabrik |
| Harz 9 (Karte) | Wohnhaus                                                | Erbaut 1865, spätklassizistischer Putzbau mit Mezzanin, Zahnschnittfries und Putzbänder mit vegetabilen Formen, repräsentativer Eingang mit Pilastern, Stuckdekor im Fensterbereich mit Hermenfiguren | 094 14051          | Baudenkmal                                               | Wohnhaus |
| Harz 11 (Karte) | Wohnhaus                                                | Erbaut 1860er Jahre, äußerst repräsentativ gestalteter dreigeschossiger Putzbau der Neurenaissance, Porträtbüsten von Raffael, Leonardo da Vinci, Michelangelo und Tizian des Bildhauers Paul Reiling (1856–1922), Umbau 1889 für Reiling | 094 04748          | Baudenkmal                                               | Weitere Bilder |
| Harz 20 (Karte) | Wohnhaus                                                | Erbaut letztes Viertel d. 19. Jh., dreigeschossiger Ziegelbau mit reicher Werksteingliederung in Ecklage, weiter Dachvorstand mit ornamental gestaltetem Traufgesims, Neurenaissance | 094 14049          | Baudenkmal                                               | Wohnhaus |
| Harz 41 (Karte) | Gesellschaftshaus                                       | Erbaut um 1909/10, ehemaliges Gesellschaftshaus der Neumarkt-Schützengesellschaft, neoklassizistisch-barockisierende Formen, heute Harz 42, Studentenwohnheim | 094 14053          | Baudenkmal                                               | Weitere Bilder |
| Harz 42, 42a (Karte) | Gewerkschaftshaus                                       | Erbaut 1913/14 als Gewerkschaftshaus, Putzbau in markanter Ecklage auf leicht geschwungenem Grundriss, mit dreigeschossigem polygonalen Eckerker, Jugendstil, Architekt Otto Streicher; später Hautklinik, heute Studentenwohnheim | 094 04749          | Baudenkmal                                               | Weitere Bilder |
| Harz 51 (Karte) | Wohnhaus                                                | ehemals Brauerei von Isaac Leveaux, erbaut Ende 17., Anfang 18. Jahrhundert, dreigeschossiger Putzbau mit steilem Krüppelwalmdach in malerischer Ecklage, | 094 04750          | Baudenkmal                                               | Wohnhaus |
| Harz 52 (Karte) | Wohn- und Geschäftshaus                                 | Erbaut Anfang d. 20. Jh., viergeschossiger Ziegelbau mit giebelbekrönten Erkern, luftig wirkender Stuck- und Schmiedeeisendekor, Jugendstil | 094 14060          | Baudenkmal                                               | Weitere Bilder |
| Heinrich-und-Thomas-Mann-Straße 3 (Karte) | Wohnhaus                                                | Erbaut um 1880, viergeschossiger, spätklassizistischer Putzbau, Seitenrisalit, interessant gestalteter Erker, Zwischengesimse und Mäanderfries | 094 14048          | Baudenkmal                                               | Wohnhaus |
| Heinrich-und-Thomas-Mann-Straße 9 (Karte) | Wohnhaus                                                | Erbaut um 1880, schlichter dreigeschossiger Ziegelbau mit Mezzanin und Souterrain, mit Vorgarten und Einfriedung | 094 14046          | Baudenkmal                                               | Wohnhaus |
| Heinrich-und-Thomas-Mann-Straße 17 (Karte) | Wohnhaus                                                | Erbaut 1874; repräsentativer, villenähnlicher, spätklassizistischer Putzbau in markanter Ecklage mit giebelbekröntem Eckrisalit, daran Erker mit Säulen, Traufbereich mit Konsolen sowie Stuckreliefs mit figürlichen Darstellungen | 094 14044          | Baudenkmal                                               | Wohnhaus |
| Heinrich-und-Thomas-Mann-Straße 21 (Karte) | Wohnhaus                                                | Erbaut im letzten Viertel d. 19. Jahrhunderts, dreigeschossiger Ziegelbau mit horizontaler Fassadengliederung durch farbig abgesetzte Klinker, im Stil italienischer Landhäuser | 094 12586          | Baudenkmal                                               | Wohnhaus |
| Heinrich-und-Thomas-Mann-Straße 22 (Karte) | Wohnhaus                                                | Erbaut 1870er Jahre, dreigeschossiger flachgedeckter Ziegelbau von angenehmer Flächengliederung durch Rund- und Segmentbogenfenster mit Anklängen an die florentinische Palastbaukunst | 094 08032          | Baudenkmal                                               | Wohnhaus |
| Heinrich-und-Thomas-Mann-Straße 23 (Karte) | Wohnhaus                                                | Erbaut 1883, dreigeschossiger Ziegelbau mit Balusterbrüstung, Eingangsbereich als Arkadenraum ausgebildet, halbrunder Altan, in Annäherung an florentinische Palazzi, Architekt: C. Hermsdorf | 094 12588          | Baudenkmal                                               | Wohnhaus |
| Heinrich-und-Thomas-Mann-Straße 26 (Karte) | Wohnhaus                                                | Erbaut 1876/77, flachgedeckter Ziegelbau mit Mezzanin, ab 1902 Freimaurerloge „Friedrich zur Standhaftigkeit“, 1908 Saalanbau, Putzdekor in Neurenaissanceformen, Architekt: Hugo Wrede | 094 08033          | Baudenkmal                                               | Wohnhaus |
| Heinrich-und-Thomas-Mann-Straße 27 (Karte) | Wohnhaus                                                | Erbaut um 1880, zweigeschossiger spätklassizistischer Putzbau mit Mezzanin, Seitenrisalit mit Rundbogenfenstern und Pilastern | 094 14035          | Baudenkmal                                               | Wohnhaus |
| Heinrich-und-Thomas-Mann-Straße 28 (Karte) | Verbindungshaus                                         | Erbaut Anfang des 20. Jahrhunderts, Sitz der 1844 gegründeten altmärkischen Studentenverbindung Palaiomarchia, zweigeschossiger Putzbau mit in klassizistischer Manier aufwendig geschmückte Fassade, dekorative Jugendstildetails | 094 04756          | Baudenkmal                                               | Verbindungshaus |
| Heinrich-und-Thomas-Mann-Straße 29 (Karte) | Wohnhaus                                                | Erbaut Ende d. 19. Jahrhunderts, dreigeschossiger Ziegelbau mit Mezzanin, zurückhaltender neubarocker Stuckdekor im Fensterbereich, mit Vorgarten | 094 14034          | Baudenkmal                                               | Wohnhaus |
| Heinrich-und-Thomas-Mann-Straße 31 (Karte) | Wohnhaus                                                | | 094 66097          | Baudenkmal                                               | Wohnhaus |
| Hermannstraße 2 (Karte) | Wohnhaus                                                | Erbaut 1870/80er Jahre, zweigeschossiger spätklassizistischer Putzbau mit dreiecksgiebelbekröntem Risalit, zum Garten hin turmartiger Anbau | 094 12654          | Baudenkmal                                               | Wohnhaus |
| Hermannstraße 3 (Karte) | Wohnhaus                                                | Erbaut 1870/80er Jahre, viergeschossiger, spätklassizistischer Ziegelbau auf hohem Sockel mit Seitenrisalit, Gesimse mit Zahnschnittfriesen | 094 12653          | Baudenkmal                                               | Wohnhaus |
| Hermannstraße 4 (Karte) | Wohnhaus                                                | Erbaut 1890, hochrepräsentativer, viergeschossiger, spätklassizistischer Putzbau mit Mezzanin und Erker in markanter Ecklage, mit Stuckdekor reich gestaltete Fassade | 094 12626          | Baudenkmal                                               | Wohnhaus |
| Hermannstraße 6 (Karte) | Wohnhaus                                                | Erbaut um 1880, schlichter, spätklassizistischer, dreigeschossiger Putzbau mit Mezzanin, Stuckdekor im Fenster- und Eingangsbereich | 094 12625          | Baudenkmal                                               | Wohnhaus |
| Hermannstraße 32 (Karte) | Schule                                                  | Neumarktschule, erbaut 1878/79; dreigeschossiger, eklektizistischer Ziegelbau der Neurenaissance mit Mezzanin, Mittel- und Seitenrisaliten und stark betonten Gesimsen, mit Turnhalle, Hof und Vorgarten | 094 04757          | Baudenkmal                                               | Weitere Bilder |
| Hermannstraße 35 (Karte) | Wohnhaus                                                | Erbaut 1878/79, schlichter, spätklassizistischer Ziegelbau mit Mezzanin, Horizontalgliederung durch farbig abgesetzte Klinker, Architekt Otto Buchwald | 094 12656          | Baudenkmal                                               | Wohnhaus |
| Herrenstraße 18 (Karte) | Wohnhaus                                                | Erbaut erste Hälfte d. 18. Jh., stattlicher zweigeschossiger Fachwerkbau mit steilem Satteldach in straßenbildprägender Ecklage, bedeutsamer Rest der vorstädtischen Bebauung | 094 04758          | Baudenkmal                                               | Weitere Bilder |
| Johann-Andreas-Segner-Straße 6 (Karte) | Wohnhaus                                                | Erbaut 1872, zweigeschossiger Putzbau über Souterrain mit Mezzanin und schlichter spätklassizistischer Fassade | 094 04014          | Baudenkmal                                               | Wohnhaus |
| Johann-Andreas-Segner-Straße 8 (Karte) | Wohnhaus                                                | Erbaut ca. 1870, dreigeschossiger Putzbau über Souterrain mit Mezzanin, flach übergiebeltem Seitenrisalit und repräsentativer spätklassizistischer Fassade | 094 03941          | Baudenkmal                                               | Wohnhaus |
| Johann-Andreas-Segner-Straße 11 (Karte) | Wohnhaus                                                | Erbaut ca. 1870, dreigeschossiger Putzbau über Souterrain mit Eckrisalit und spätklassizistischer Fassadengliederung in herausgehobener Eckposition | 094 03887          | Baudenkmal                                               | Wohnhaus |
| Johann-Andreas-Segner-Straße 12 (Karte) | Heilanstalt                                             | Ehemalige Orthopädische Heilanstalt, so gen. Krüppelheim | 094 70069          | Baudenkmal                                               | Heilanstalt |
| Joliot-Curie-Platz 26 (Karte) | Wohnhaus                                                | Erbaut ca. 1905, viergeschossiger Putzbau in platzbildprägender Ecklage mit breitem Schweifgiebel, durch kolossale Pilaster monumental gegliederte Fassade in strengen Jugendstilformen | 094 96880          | Baudenkmal                                               | Wohnhaus |
| Joliot-Curie-Platz 29 (Karte) | Wohnhaus                                                | Erbaut ca. 1830, zweigeschossiger, traufständiger Putzbau mit Satteldach in platzbildprägender Ecklage, vornehme spätklassizistische Fassadengliederung, verändert 1874 | 094 96881          | Baudenkmal                                               | Wohnhaus |
| Jägerberg 1 (Karte) | Logenhaus                                               | Logenhaus „Zu den drei Degen“ | 094 04881          | Baudenkmal                                               | Weitere Bilder |
| Jägerplatz 5 bis 32 (Karte) | Straßenzug                                              | Nach der Jägereinrichtung vor der Moritzburg im 17. Jh. benannter, platzartig erweiterter Straßenraum, geprägt von repräsentativen spätklassizistischen und Neurenaissance-Bauten, bebaut im Wesentlichen ca. 1870–1890 | 094 80157          | Denkmalbereich                                           | Weitere Bilder |
| Jägerplatz 5 (Karte) | Wohnhaus                                                | Erbaut ca. 1890, dreieinhalbgeschossiger Putzbau mit Seitenrisalit und schöner spätklassizistischer Pilastergliederung der Fassade | 094 14094          | Baudenkmal                                               | Wohnhaus |
| Jägerplatz 7 (Karte) | Wohnhaus                                                | Erbaut ca. 1870, dreigeschossiger Putzbau mit Mittelrisalit und repräsentativer spätklassizistischer Fassade mit korinthischen Säulen | 094 13216          | Baudenkmal                                               | Wohnhaus |
| Jägerplatz 8 (Karte) | Wohnhaus                                                | Erbaut 1874, viergeschossiger Putzbau mit Mittelrisalit und schlichter spätklassizistischer Fassade | 094 15039          | Baudenkmal                                               | Wohnhaus |
| Jägerplatz 9 (Karte) | Wohnhaus                                                | Erbaut ca. 1870, drei- bis viergeschossiger Putzbau mit übergiebeltem Zwerchhaus und schlichter spätklassizistischer Fassade | 094 03183          | Baudenkmal                                               | Wohnhaus |
| Jägerplatz 10 (Karte) | Wohnhaus                                                | Erbaut ca. 1870, dreieinhalbgeschossiger Putzbau mit repräsentativer spätklassizistischer Fassade und Kastenerker in markanter Eckposition | 094 15040          | Baudenkmal                                               | Wohnhaus |
| Jägerplatz 11 (Karte) | Wohnhaus                                                | Erbaut ca. 1880, viergeschossiger Ziegelbau mit Putzgliederung in Ecklage, im Erdgeschoss Rundbogenfenster, repräsentative Neurenaissancefassade | 094 15065          | Baudenkmal                                               | Wohnhaus |
| Jägerplatz 13 (Karte) | Wohnhaus                                                | Erbaut ca. 1880, schöner dreigeschossiger Ziegelbau in Ecklage, Eckrisalit polygonal gebrochen, reiche und repräsentative Putzgliederung, im zweiten Obergeschoss Rundbogenblenden und Okuli | 094 15066          | Baudenkmal                                               | Wohnhaus |
| Jägerplatz 14 an der Mühlgrabensaale (Karte) | Café                                                    | Erbaut 1880/81, ehemaliges Café Barbarossa, prächtiger zweigeschossiger Ziegelbau mit reich gegliedertem Fachwerkobergeschoss und helmbekrönten Eckerkern in gotisierenden Formen, in reizvoller Uferlage an der Saale | 094 14762          | Baudenkmal                                               | Weitere Bilder |
| Jägerplatz 15 (Karte) | Villa                                                   | | 094 08188          | Baudenkmal                                               | Villa |
| Jägerplatz 16 (Karte) | Wohnhaus                                                | Erbaut ca. 1880, repräsentativer zweigeschossiger Putzbau mit Mansarddach, Mittelrisalit und spitz-helmbekrönten Rundtürmchen an den Ecken, Fassadengliederung in eklektizistischer Verbindung von renaissancehaften, klassizistischen und barockisierenden Elementen | 094 07996          | Baudenkmal                                               | Wohnhaus |
| Jägerplatz 17 (Karte) | Wohnhaus                                                | Erbaut ca. 1880, dreigeschossiger Ziegelbau mit Mittel- und Seitenrisalit mit reichem Formsteinbesatz und farbigen Ziegeleinlagen, im Mezzanin Okuli, Anlehnung an Renaissanceformen | 094 96873          | Baudenkmal                                               | Wohnhaus |
| Jägerplatz 18 (Karte) | Wohnhaus                                                | Erbaut ca. 1880, dreigeschossiger Putzbau in Ecklage, eklektizistischer Fassadendekor in spätklassizistischen und barockisierenden Formen | 094 14582          | Baudenkmal                                               | Wohnhaus |
| Jägerplatz 20 (Karte) | Verbindungshaus                                         | Erbaut 1889, ehemaliges Verbindungshaus des Studenten-Corps „Palaiomarchia“, Ziegelbau mit schweifhelmbekröntem Ecktürmchen und reichem barockisierenden Putzdekor, Architekt Fritz Schönemann | 094 14583          | Baudenkmal                                               | Weitere Bilder |
| Jägerplatz 24, 25, 26 (Karte) | Schule                                                  | Erbaut 1908/09, ehemalige Provinzial-Taubstummen-Anstalt, Putzbau mit Schweifgiebel und Dachreiter, prächtiges Portal mit Erker in barockisierenden Jugendstilformen | 094 14099          | Baudenkmal                                               | Schule |
| Jägerplatz 27 (Karte) | Wohnhaus                                                | Erbaut um 1800, zweigeschossiger, traufständiger Putzbau, schlichte Fassade mit profilierten Fenster- und Türgewänden, biedermeierlich-klassizistisch geprägtes vorstädtisches Wohnhaus aus der Zeit vor der Industrialisierung | 094 03772          | Baudenkmal                                               | Wohnhaus |
| Jägerplatz 30, 31 (Karte) | Verbindungshaus                                         | Erbaut 1896, ehemaliges Burschenschaftshaus der studentischen Verbindung „Germania“, turmartiger Putzbau mit steilem Pyramidenhelm und spitzbogig durchbrochener Attika, bedeutendes Beispiel expressionistischer Gotik-Rezeption in Halle, umgebaut 1928, Architekt Heinrich Otto Vogel | 094 04769          | Baudenkmal                                               | Verbindungshaus |
| Kardinal-Albrecht-Straße 6 (Karte) | Logenhaus                                               | Erbaut 1886/87 als Logenhaus Zu den fünf Türmen am Salzquell, viergeschossiger Ziegelbau, zwei durch Risalite hervorgehobene Eingänge, sehr repräsentative Fassade in Neurenaissanceformen, Architekten Friedrich Thierichens und Friedrich Kuhnt | 094 13991          | Baudenkmal                                               | Weitere Bilder |
| Kardinal-Albrecht-Straße 7 (Karte) | Wohnhaus                                                | Erbaut 1894, dreigeschossiger Ziegelbau mit Putzgliederung und Erker, originelle Jugendstilfassade von auffallend voluminösen Proportionen | 094 04914          | Baudenkmal                                               | Wohnhaus |
| Karl-Liebknecht-Straße 29 (Karte) | Wohnhaus                                                | Erbaut Ende d. 19. Jahrhunderts, dreigeschossiger Ziegelbau in Ecklage mit Risaliten und Erkern, Stuckdekor im Stil der Neurenaissance | 094 13214          | Baudenkmal                                               | Wohnhaus |
| Karl-Liebknecht-Straße 32 (Karte) | Wappentafel                                             | Barockisierendes Wappenrelief aus Sandstein der Studentenverbindung Landsmannschaft Hercynia, angebracht 1911 | 094 96887          | Kleindenkmal                                             | Wappentafel |
| Karl-Liebknecht-Straße 36 (Karte) | Wohnhaus                                                | Erbaut Ende d. 19. Jahrhunderts; villenähnlicher, repräsentativer, zweigeschossiger Ziegelbau mit Risalit, spätklassizistische und neubarocke Anklänge | 094 12659          | Baudenkmal                                               | Wohnhaus |
| Kellnerstraße 1 (Karte) | Wohn- und Geschäftshaus                                 | Erbaut Ende d. 19. Jahrhunderts, viergeschossiger Putzbau in markanter Ecklage mit neubarockem Stuckdekor, als baulicher Abschluss zum Hallmarkt wirkend (lt. Denkmalverzeichnis 1996: Kellnerstr. 10c) | 094 12392          | Baudenkmal                                               | Wohn- und Geschäftshaus |
| Kellnerstraße 3 (Karte) | Wohnhaus                                                | Erbaut Ende des 19. Jahrhunderts, dreieinhalbgeschossiger Ziegelbau in renaissancenaher Formensprache, kräftige Zwischengesimse, Zahnschnittfries im Traufbereich, Betonung der Beletage durch Stuckdekor (lt. Denkmalverzeichnis 1996: Kellnerstr. 10b) | 094 12391          | Baudenkmal                                               | Wohnhaus |
| Kellnerstraße 3 (Karte) | Wappentafel                                             | Lt. Denkmalverzeichnis 1996 die frühere Nr. 3, Straßenzeile abgebrochen | 094 96889          | Kleindenkmal                                             | BW |
| Klosterstraße 1 (Karte) | Wohnhaus                                                | Erbaut ca. 1870, dreigeschossiger Putzbau mit spätklassizistischer Fassade, in der Beletage Fensterrahmung mit kannelierten korinthischen Pilastern | 094 13988          | Baudenkmal                                               | Wohnhaus |
| Klosterstraße 9 (Karte) | Schule                                                  | Erbaut 1899, ehemalige Kloster-Mittelschule für Knaben, später auch Städtische Handels-, Gewerbe- und Haushaltschule für Mädchen, monumentaler Putzbau im Stil der deutschen Neurenaissance mit Jugendstil- und spätgotischen Elementen | 094 04804          | Baudenkmal                                               | Schule |
| Krukenbergstraße 10a (Karte) | Wohnhaus                                                | Wohnhaus, am 21. Juli 2015 als Denkmal ausgewiesen |                    | Baudenkmal                                               | Wohnhaus |
| Laurentiusstraße 3 (Karte) | Wohnhaus                                                | Erbaut ca. 1880, dreigeschossiger Ziegelbau in Ecklage mit schlichtem Stuckdekor in spätklassizistischen Formen | 094 12642          | Baudenkmal                                               | Wohnhaus |
| Laurentiusstraße 4 (Karte) | Wohnhaus                                                | Erbaut ca. 1880, dreigeschossiger Ziegelbau in Ecklage mit schlichtem Stuckdekor in spätklassizistischen Formen | 094 12641          | Baudenkmal                                               | Wohnhaus |
| Laurentiusstraße 5 (Karte) | Wohnhaus                                                | Erbaut ca. 1880, dreigeschossiger Putzbau mit repräsentativer Fassade in spätklassizistischen und barockisierenden Formen | 094 12639          | Baudenkmal                                               | Wohnhaus |
| Laurentiusstraße 6 (Karte) | Wohnhaus                                                | Erbaut ca. 1870, dreigeschossiger Putzbau mit Mezzanin und Seitenrisalit, schlichter spätklassizistischer Fassadendekor | 094 12638          | Baudenkmal                                               | Wohnhaus |
| Laurentiusstraße 7 (Karte) | Wohnhaus                                                | Erbaut ca. 1870, dreigeschossoiger Putzbau mit Mezzanin und Seitenrisalit, schlichte spätklassizistische Fassade, kräftige Zwischengesimse | 094 12637          | Baudenkmal                                               | Wohnhaus |
| Laurentiusstraße 9 (Karte) | Wohnhaus                                                | Erbaut ca. 1870, dreigeschossiger Putzbau mit Mezzanin, schlichte spätklassizistische Fassade mit kräftigen Gesimsen sowie Dreiecks- und Segmentbogen über den Fenstern | 094 12633          | Baudenkmal                                               | Wohnhaus |
| Laurentiusstraße 10 (Karte) | Wohnhaus                                                | Erbaut 1870er Jahre, dreigeschossiger Putzbau in Ecklage, repräsentative spätklassizistische Fassade mit Vorgarten und originaler schmiedeeiserner Einfriedung | 094 12631          | Baudenkmal                                               | Weitere Bilder |
| Laurentiusstraße 11 (Karte) | Wohnhaus                                                | Erbaut 1870er Jahre, dreigeschossiger Putzbau mit Mezzanin, Rundbogenfenster in der Beletage, spätklassizistischer Stuckdekor | 094 70060          | Baudenkmal                                               | Wohnhaus |
| Laurentiusstraße 12 (Karte) | Wohnhaus                                                | Erbaut 1880er Jahre, ehemaliges Haus der 1875 gegründeten akademischen Turnerschaft Saxothuringia, dreigeschossiger Ziegelbau mit Mezzanin, Putzgliederung in spätklassizistischen und Neurenaissanceformen | 094 70061          | Baudenkmal                                               | Wohnhaus |
| Laurentiusstraße 16 (Karte) | Wohnhaus                                                | Erbaut 1880er Jahre, dreigeschossiger Putzbau mit Mezzanin in Ecklage mit repräsentativer Fassade in spätklassizistischen und barockisierenden Formen | 094 70063          | Baudenkmal                                               | Wohnhaus |
| Laurentiusstraße 17 (Karte) | Wohnhaus                                                | Erbaut 1880er Jahre, dreigeschossiger Ziegelbau mit Mezzanin in Ecklage mit Putzdekor in spätklassizistischen und Neurenaissanceformen | 094 70064          | Baudenkmal                                               | Wohnhaus |
| Laurentiusstraße 18 (Karte) | Wohnhaus                                                | Erbaut 1880er Jahre, dreigeschossiger Ziegelbau mit Mezzanin in straßenbildprägender Ecklage mit Putzdekor in spätklassizistischen und Neurenaissanceformen | 094 70065          | Baudenkmal                                               | Wohnhaus |
| Ludwig-Stur-Straße 2 (Karte) | Wohnhaus                                                | Erbaut Anfang des 20. Jh., zweigeschossiger Putzbau über Souterrain mit hohem Mansarddach, Zwerchhäusern und Runderker in straßenbildprägender Eckposition | 094 96929          | Baudenkmal                                               | Wohnhaus |
| Ludwig-Stur-Straße 4 (Karte) | Feuerwache                                              | Erbaut 1892 als Feuerwache, roter Ziegelbau in städtebaulich hervorgehobener Ecklage, mit Lisenengliederung und mächtig betonter Gesimszone in Anlehnung an Formen italienischer Palastbaukunst der Frührenaissance | 094 96931          | Baudenkmal                                               | Feuerwache |
| Ludwig-Stur-Straße 6 (Karte) | Verwaltungsgebäude                                      | Ehemaliges Gebäude der AOK Saalkreis, erbaut 1875, dreigeschossiger Putzbau mit polygonalem Eckturm, Erweiterung und Umbau 1926, Architekt Bruno Föhre, bemerkenswerte Neugestaltung der Eingangszone und des Innern mit starkfarbiger Keramik in expressiv-konstruktivistischen Formen der 1920er Jahre | 094 96932          | Baudenkmal                                               | Verwaltungsgebäude |
| Ludwig-Wucherer-Straße 1 (Karte) | Wohn- und Geschäftshaus                                 | Erbaut Anfang d. 20. Jh., viergeschossiger Putzbau mit flachem Runderker und reichem Fassadendekor in barockisierenden Jugendstilformen | 094 12997          | Baudenkmal                                               | Wohn- und Geschäftshaus |
| Ludwig-Wucherer-Straße 1a (Karte) | Wohn- und Geschäftshaus                                 | Erbaut Anfang d. 20. Jh., viergeschossiger Putzbau mit Kastenerker und repräsentativem Putzdekor in barockisierenden Jugendstilformen | 094 12998          | Baudenkmal                                               | Wohn- und Geschäftshaus |
| Ludwig-Wucherer-Straße 2 (Karte) | Institutsgebäude                                        | Erbaut 1912/13 (Architekt Wilhelm Facilides), ehemaliges Landwirtschaftliches Institut, Direktorenwohnhaus, Lehr- und Sammlungsgebäude; straßenbildprägender Komplex aus zwei verschiedenen Gebäuden in Blockrandbebauung, älterer Baukörper zwischen 1869 und 1880 errichtet | 094 56680          | Baudenkmal                                               | Weitere Bilder |
| Ludwig-Wucherer-Straße 4 (Karte) | Wohnhaus                                                | Erbaut 1872/73, dreigeschossiger Putzbau mit Mezzanin und Mittelrisalit, repräsentative spätklassizistische Fassadengliederung mit säulengerahmtem Portal, Erbauer Richard Loest | 094 13005          | Baudenkmal                                               | Wohnhaus |
| Ludwig-Wucherer-Straße 8 (Karte) | Wohnhaus                                                | Erbaut 1870er Jahre, zweieinhalbgeschossiger Putzbau von acht Fensterachsen Breite, schlicht, aber repräsentativ gegliederte Fassade des Spätklassizismus | 094 13011          | Baudenkmal                                               | Wohnhaus |
| Ludwig-Wucherer-Straße 10 (Karte) | Wohnhaus                                                | Erbaut 1870er Jahre, dreigeschossiger Putzbau mit Mezzanin und Seitenrisaliten, repräsentative spätklassizistische Fassadengliederung | 094 13013          | Baudenkmal                                               | Wohnhaus |
| Ludwig-Wucherer-Straße 12 (Karte) | Wohnhaus                                                | Erbaut ca. 1880, dreigeschossiger Ziegelbau mit Putzgliederung, Mezzanin und Seitenrisalit, repräsentative Neurenaissancefassade | 094 13015          | Baudenkmal                                               | Wohnhaus |
| Ludwig-Wucherer-Straße 13 (Karte) | Wohnhaus                                                | Erbaut 1889, dreigeschossiger Ziegelbau über Souterrain mit Mezzanin und übergiebeltem Seitenrisalit, reich gegliederte, stuckierte Fassade in Neurenaissanceformen | 094 13016          | Baudenkmal                                               | Wohnhaus |
| Ludwig-Wucherer-Straße 14 (Karte) | Wohnhaus                                                | Erbaut ca. 1880, dreigeschossiger Ziegelbau über Souterrain mit Mezzanin und Seitenrisalit, reich gegliederte, stuckierte Fassade in Neurenaissanceformen | 094 13017          | Baudenkmal                                               | Wohnhaus |
| Ludwig-Wucherer-Straße 20 (Karte) | Wohnhaus                                                | Erbaut 1877, dreigeschossiger Putzbau über Souterrain mit schlicht gegliederter, spätklassizistischer Fassade | 094 13020          | Baudenkmal                                               | Wohnhaus |
| Ludwig-Wucherer-Straße 22 (Karte) | Wohnhaus                                                | Erbaut 1883, repräsentativer dreigeschossiger Ziegelbau mit übergiebeltem Mittelrisalit und reich stuckierter Fassade in Neurenaissance- und Neubarockformen, Architekt Karl Fiedler | 094 13024          | Baudenkmal                                               | Wohnhaus |
| Ludwig-Wucherer-Straße 28 (Karte) | Wohn- und Geschäftshaus                                 | Erbaut 1910, imposanter viergeschossiger Putzbau mit ausgebautem Dachgeschoss, großem Mittelerker mit Loggien und zurückhaltendem Putzdekor in späten Jugendstilformen | 094 13029          | Baudenkmal                                               | Wohn- und Geschäftshaus |
| Ludwig-Wucherer-Straße 29 (Karte) | Wohnhaus                                                | Erbaut 1886, viergeschossiger Putzbau mit repräsentativ gegliederter Neurenaissancefassade, Architekt Albert Metze | 094 13030          | Baudenkmal                                               | Wohnhaus |
| Ludwig-Wucherer-Straße 30 (Karte) | Wohnhaus                                                | Erbaut 1887/1888, repräsentativer viergeschossiger Ziegelbau, Erdgeschoss mit reicher Rustika- und Pilastergliederung in Sandstein, in Neurenaissanceformen, Architekt Hermann Pfeiffer | 094 13032          | Baudenkmal                                               | Wohnhaus |
| Ludwig-Wucherer-Straße 31 (Karte) | Wohnhaus                                                | Erbaut Anfang d. 20. Jh., repräsentativer, viergeschossiger Putzbau mit Mittelerker und Schweifgiebel sowie reichem Jugendstildekor | 094 13033          | Baudenkmal                                               | Wohnhaus |
| Ludwig-Wucherer-Straße 35 (Karte) | Wohnhaus                                                | Erbaut ca. 1880/90, viergeschossiger Ziegelbau mit Putzgliederung, Mittelrisalit und reicher Rustikagliederung, Fensterrahmungen in Neubarockformen | 094 13038          | Baudenkmal                                               | Wohnhaus |
| Ludwig-Wucherer-Straße 37 (Karte) | Wohnhaus                                                | Erbaut um 1900, viergeschossiger Putzbau mit Mittelrisalit, markant gegliederte Fassade mit Anklang an Formen der deutschen Renaissance | 094 13040          | Baudenkmal                                               | Wohnhaus |
| Ludwig-Wucherer-Straße 39 (Karte) | Kirche                                                  | Friedenskirche, erbaut ca. 1902, flach gedeckter Saalbau mit großen Rundbogenfenstern und vorgelagertem Gemeindehaus in der Art barocker Hofkirchenanlagen, umgebaut 1920er Jahre | 094 08016          | Baudenkmal                                               | Kirche |
| Ludwig-Wucherer-Straße 47 (Karte) | Wohnhaus                                                | Erbaut ca. 1880/90, fünfgeschossiger Ziegelbau mit Seitenrisalit, an reich gegliederter Fassade neubarocker Stuckdekor | 094 12981          | Baudenkmal                                               | Wohnhaus |
| Ludwig-Wucherer-Straße 55 (Karte) | Wohn- und Geschäftshaus                                 | Erbaut 1886, repräsentativer Ziegelbau in Ecklage mit großen Rundbogenportalen, Ziergiebel und prächtigem Erker, Sandsteingliederungen in Formen der deutschen Renaissance | 094 12986          | Baudenkmal                                               | Wohn- und Geschäftshaus |
| Ludwig-Wucherer-Straße 73 (Karte) | Wohnhaus                                                | Erbaut 1885, dreigeschossiger Ziegelbau über Souterrain, Rundbogenfenster, interessant gegliederte Fassade mit farbigem Rautenmuster, Architekt Gustav Zimmermann | 094 08017          | Baudenkmal                                               | Wohnhaus |
| Ludwig-Wucherer-Straße 73a (Karte) | Wohnhaus                                                | Erbaut 1880/90, viergeschossiger, gründerzeitlicher Ziegelbau mit Putzgliederung in Ecklage, Fassade nachträglich vereinfacht, im Erdgeschoss Gaststätte mit aufwendigen neubarocken Stuckdecken | 094 96934          | Baudenkmal                                               | Wohnhaus |
| Ludwig-Wucherer-Straße 75 (Karte) | Wohn- und Geschäftshaus                                 | Erbaut ca. 1890, Ziegelbau auf trapezförmigem Grundriss in markanter Ecklage, mit Polygonal- und Kastenerkern, reich stuckierte Fassade im Neurenaissancestil | 094 12994          | Baudenkmal                                               | Wohn- und Geschäftshaus |
| Ludwig-Wucherer-Straße 79 (Karte) | Villa                                                   | Erbaut ca. 1880/90, zweigeschossiger, herrschaftlicher Bau aus roten Ziegeln mit Stuckdekor in strengen spätklassizistischen Formen, mit tempelfrontartigem Mittelrisalit und hofseitiger Loggia | 094 08018          | Baudenkmal                                               | Villa |
| Ludwig-Wucherer-Straße 87 (Karte) | Wohn- und Geschäftshaus                                 | Erbaut um 1910, großzügige viergeschossige Eckbebauung mit riesigen Zwerchgiebeln, in streng monumentalisierten Formen des neoklassizistisch geprägten späten Jugendstils | 094 08019          | Baudenkmal                                               | Wohn- und Geschäftshaus |
| Luisenstraße 1 (Karte) | Wohnhaus                                                | Villa Heine, erbaut 1864/1865 vom Maurermeister Eduard Steinhauf nach Entwürfen von Friedrich Hitzig im Stil der hellenischen Renaissance als Spekulationsobjekt, 1868 Kauf durch den Mathematikprofessor Eduard Heine | 094 12020          | Baudenkmal                                               | Weitere Bilder |
| Luisenstraße 2 (Karte) | Wohnhaus                                                | Erbaut 1893/94, zweigeschossiger Putzbau mit Seitenrisalit, Schweifgiebel und Dreieckserker, reiche Sandsteingliederungen in Formen der Spätgotik und deutscher Renaissance, Architekt Hans Walter, bildhauerische Arbeiten Paul Reiling | 094 70067          | Baudenkmal                                               | Wohnhaus |
| Luisenstraße 6 (Karte) | Verwaltungsgebäude                                      | Erbaut 1869, ehemals Landratsamt des Saalkreises, zweigeschossiger Putzbau über Souterrain unter flachem Walmdach mit Mittelrisalit und hofseitigem Turm, schlichte spätklassizistische Fassadengliederung | 094 04067          | Baudenkmal                                               | Verwaltungsgebäude |
| Luisenstraße 14 (Karte) | Wohnhaus                                                | Erbaut ca. 1880/90, repräsentativer, viergeschossiger Putzbau über Souterrain, mit stark vortretendem Mittelrisalit und repräsentativer Fassadengliederung in reichen Neurenaissanceformen | 094 04066          | Baudenkmal                                               | Wohnhaus |
| Luisenstraße 2a (Karte) | Wohnhaus                                                | Erbaut 1893/94, zweigeschossiger Putzbau mit Zwerchgiebel und reichen Werksteingliederungen in Formen der Spätgotik, Kastenerker mit Maßwerkbrüstung, gestalterische Einheit mit Luisenstraße 2, Architekt Hans Walter | 094 04306          | Baudenkmal                                               | Wohnhaus |
| Luisenstraße 4, 5 (Karte) | Villa                                                   | Erbaut ab 1866, ehemaliger Wohnsitz des Bauunternehmers C. Dietz, Fabrikantenpalast der frühen Gründerzeit mit herrschaftlichem Anspruch in Anlehnung an die italienische Frührenaissance, Architekten Ernst Süvern und Hermann Henning | 094 70068          | Baudenkmal                                               | Villa |
| Magdeburger Straße am Rand des Stadtparks (Karte) | Kiosk                                                   | | 094 56661          | Baudenkmal                                               | Kiosk |
| Magdeburger Straße 2 (Karte) | Denkmal                                                 | Büste des Wilhelm Roux, Bildhauer: Richard Horn, 1949 | 094 16414          | Kleindenkmal                                             | Denkmal |
| Magdeburger Straße 2 (Karte) | Denkmal                                                 | Denkmal für Richard von Volkmann | 094 70154          | Kleindenkmal                                             | Denkmal |
| Magdeburger Straße 9 (Karte) | Wohn- und Geschäftshaus                                 | Erbaut Anfang der 1920er Jahre, Putzbau über Werksteinsockel mit Zwerchhaus und reich skulptiertem Erker in Formen des Art déco; gut gestaltete, traditionsorientierte Architektur des Heimatstils, Architekt Wilhelm Jost | 094 11602          | Baudenkmal                                               | Wohn- und Geschäftshaus |
| Magdeburger Straße 19 (Karte) | Wohnhaus                                                | Erbaut 1883, Putzbau mit Mansarddach und Loggia mit ionischen Säulen, bemerkenswerter expressionistischer Relieffries unterhalb der Traufe, Architekt Friedrich Roeber, umgebaut und neu gestaltet 1920-1923, Architekt Bruno Föhre | 094 14171          | Baudenkmal                                               | Wohnhaus |
| Magdeburger Straße 3, 5 (Karte) | Häusergruppe                                            | Erbaut zwischen 1885 und 1890, zweigeschossige Ziegelbauten mit Putzgliederung über Souterrain, spiegelbildlich aufeinander bezogen, repräsentative Neurenaissancefassaden | 094 70153          | Baudenkmal                                               | Häusergruppe |
| Magdeburger Straße 31 (Karte) | Wohnhaus                                                | Erbaut 1879, viergeschossiger Ziegelbau mit übergiebelten Seitenrisaliten und reichem Formsteinbesatz in neugotischen Formen | 094 08004          | Baudenkmal                                               | Wohnhaus |
| Magdeburger Straße 33 (Karte) | Wohn- und Geschäftshaus                                 | Erbaut Ende des 19. Jh., straßenbildprägender Putzbau mit Erkern, Loggien und mächtigem Schweifgiebel in Neurenaissanceformen | 094 70155          | Baudenkmal                                               | Wohn- und Geschäftshaus |
| Magdeburger Straße 36 (Karte) | Wandbild                                                | Keramikbild „Die friedliche Nutzung der Atomenergie“ von Josep Renau, 1975 | 094 96936          | Baudenkmal                                               | Wandbild |
| Mansfelder Straße Stromsaale (Karte) | Brücke                                                  | Schieferbrücke | 094 17906          | Baudenkmal                                               | Weitere Bilder |
| Mansfelder Straße (Karte) | Brücke                                                  | Klausbrücke | 094 96937          | Baudenkmal                                               | Weitere Bilder |
| Mansfelder Straße 1 (Karte) | Wohnhaus                                                | Erbaut ca. 1910, turmartiger Putzbau am Brückenkopf der Klausbrücke, städtebaulich wirkungsvoll platzierter Baukörper in schlichten, jugendstilnahen Formen | 094 12159          | Baudenkmal                                               | Wohnhaus |
| Mansfelder Straße 9 (Karte) | Wohnhaus                                                | Erbaut Ende des 19. Jh., Ziegelbau in straßenbildbeherrschender Ecklage, repräsentativ gegliederte, stuckierte Fassade im Stil der Neurenaissance | 094 96938          | Baudenkmal                                               | Wohnhaus |
| Mansfelder Straße 41 (Karte) | Speicher                                                | Ehemalige Deparadesche Holzhandlung, erbaut Anfang d. 20. Jahrhunderts, langgestreckter Ziegelbau mit geschweiften Giebeln in schlichten, aber qualitätvollen Jugendstilformen | 094 12365          | Baudenkmal                                               | Weitere Bilder |
| Mansfelder Straße 47, heute Nr. 48 (Karte) | Wohnhaus                                                | Erbaut ca. 1880, viergeschossiger Ziegelbau mit doppelbogiger Tordurchfahrt, nach Sanierung Fassade mit reichem dekorativen Formsteindekor weitgehend erhalten, eindrucksvolles Beispiel für repräsentative Ziegelarchitektur des späten 19. Jahrhunderts | 094 96939          | Baudenkmal                                               | Wohnhaus |
| Mansfelder Straße 52 (Karte) | Saline                                                  | Gegründet 1722, betrieben bis 1964, für die Wirtschaftsgeschichte Halles bedeutsame Anlage aus qualitätvollen Fachwerk- und Ziegelbauten des 18.–20. Jahrhunderts | 094 04847          | Baudenkmal                                               | Weitere Bilder |
| Mansfelder Straße 57 (Karte) | Gasthof                                                 | Goldnes Herz, ehemaliger Ausspannhof, Herbergsbetrieb seit 1712, stattlicher zweigeschossiger Putzbau mit großer Tordurchfahrt und hohem, mit Fledermausgauben dicht besetztem Walmdach | 094 04848          | Baudenkmal                                               | Weitere Bilder |
| Mansfelder Straße 58 (Karte) | Gasthof                                                 | Ehemaliger Gasthof „Grüne Tanne“, erbaut erste Hälfte des 18. Jh. | 094 04849          | Baudenkmal                                               | Weitere Bilder |
| Mansfelder Straße 59 (Karte) | Gasthof                                                 | Erbaut 18. Jh., stattlicher, zweigeschossiger Putzbau mit großer Tordurchfahrt, schlichtes Vordergebäude erbaut 1828, Hofgebäude in Fachwerk | 094 04850          | Baudenkmal                                               | Weitere Bilder |
| Mansfelder Straße 66, Robert-Franz-Ring 1a Ecklage (Karte) | Wohn- und Geschäftshaus                                 | Erbaut 1903, Putzbau in Ecklage mit schlichtem, aber eigenwilligem Fassadenbild des Jugendstils, flach geschweifte Giebel und wirkungsvolle, großflächige Ornamentik, Architekt: F. W. Adams | 094 12154          | Baudenkmal                                               | Wohn- und Geschäftshaus |
| Marienstraße 27a (Karte) | Wohnhaus                                                | Erbaut Ende d. 19. Jh., repräsentativer viergeschossiger Putzbau mit Kastenerker und reich dekorierter Fassade in eklektizistischen Formen | 094 13066          | Baudenkmal                                               | Wohnhaus |
| Marienstraße 27b (Karte) | Wohnhaus                                                | Erbaut Ende d. 19. Jh., repräsentativer viergeschossiger Putzbau mit Kastenerker und reich dekorierter neubarocker Fassade | 094 03782          | Baudenkmal                                               | Wohnhaus |
| Marienstraße 29 (Karte) | Wohnhaus                                                | Erbaut Ende d. 19. Jh., viergeschossiger Putzbau mit Mezzanin in straßenbildprägender Ecklage mit repräsentativer Neurenaissancefassade | 094 14686          | Baudenkmal                                               | Wohnhaus |
| Martha-Brautzsch-Straße 8 (Karte) | Wohnhaus                                                | Erbaut 1884, Ziegelbau mit Segmentbogenfenstern, Mittelerker und stark betonter Gesimszone, mit Vorgarten, Architekt Karl Hernsdorf | 094 13996          | Baudenkmal                                               | Wohnhaus |
| Martha-Brautzsch-Straße 9 (Karte) | Wohnhaus                                                | Erbaut 1886, viergeschossiger Putzbau mit Mittelrisalit, reicher eklektizistischen Fassadengliederung, Neurenaissance- und Neubarockelemente | 094 13997          | Baudenkmal                                               | Wohnhaus |
| Martha-Brautzsch-Straße 10 (Karte) | Wohnhaus                                                | Erbaut Ende des 19. Jh., viergeschossiger Putzbau, als Eckbebauung Bestandteil des Straßenensembles Ludwig-Wucherer- und Willy-Lohmann-Straße, verändert in den 1920er Jahren | 094 70167          | Baudenkmal                                               | Wohnhaus |
| Martha-Brautzsch-Straße 17, 18 (Karte) | Wohnhaus                                                | Erbaut 1885, zwei dreigeschossige Ziegelbauten mit Putzgliederung, auskragenden Gesimsen und Rundbogenfenstern in den Obergeschossen, durch Pergola miteinander verbunden und symmetrisch aufeinander bezogen, repräsentatives Neurenaissanceensemble | 094 08037          | Baudenkmal                                               | Wohnhaus |
| Marthastraße 12, 13, 14 (Karte) | Häusergruppe                                            | Erbaut Anfang des 20. Jh., vier- bis fünfgeschossige, malerisch-asymmetrisch angelegte Ziegelbauten mit Putzgliederung in strengen Jugendstilformen | 094 04226          | Baudenkmal                                               | Häusergruppe |
| Marthastraße 16 (Karte) | Wohnhaus                                                | | 094 75040          | Baudenkmal                                               | Wohnhaus |
| Marthastraße 19 (Karte) | Wohnhaus                                                | Erbaut Anfang d. 20. Jahrhunderts, dreigeschossiger turmartiger Putzbau mit polygonaler Dachhaube in schlichtesten Jugendstilformen auf trapezförmigem Grundriss zwischen Marthastraße und Luckengasse | 094 80186          | Baudenkmal                                               | Wohnhaus |
| Martinstraße 10 bis 17, 17a, 18 (Karte) | Straßenzug                                              | Ehemalige Gasse der Galgtorvorstadt, benannt nach der ehemaligen St.-Martins-Kapelle, heute geprägt durch städtische Wohn- und Geschäftshäuser der Gründerzeit, der Gassencharakter blieb teilweise erhalten | 094 70168          | Denkmalbereich                                           | Weitere Bilder |
| Martinstraße 11 (Karte) | Wohnhaus                                                | Erbaut ca. 1890, repräsentativer Ziegelbau mit Mittel- und Seitenrisalit und mit reicher Werksteingliederung in Neurenaissanceformen, rustiziertes Erdgeschoss mit toskanischen Säulen | 094 14564          | Baudenkmal                                               | Wohnhaus |
| Martinstraße 12 (Karte) | Wohnhaus                                                | Erbaut 1889, viergeschossiger Ziegelbau mit polygonalem Mittelerker und reicher Werksteingliederung, Stuckdekor in neubarocken Formen | 094 14560          | Baudenkmal                                               | Wohnhaus |
| Martinstraße 13 (Karte) | Wohnhaus                                                | Erbaut um 1900, dreigeschossiger Ziegelbau mit gut gegliederter Putzfassade, Zwerchhaus in Fachwerk | 094 14558          | Baudenkmal                                               | Wohnhaus |
| Martinstraße 25 (Karte) | Wohnhaus                                                | Erbaut ca. 1890, viergeschossiger Ziegelbau mit Putzgliederung in straßenbildprägender Ecklage, eklektizistische Fassade mit Neurenaissance- und Neubarockelementen | 094 13198          | Baudenkmal                                               | Wohnhaus |
| Martinstraße 26 (Karte) | Wohnhaus                                                | Erbaut 2. Hälfte d. 19. Jh., Ziegelbau mit zweiachsigem Erker über drei Geschosse mit Giebelbekrönung, Betonung der Beletage durch Segmentbogengiebel | 094 13211          | Baudenkmal                                               | Wohnhaus |
| Mühlweg 6 (Karte) | Krankenhaus                                             | Erbaut 1878, Architekt Hugo Walter, dreigeschossige sehr repräsentative Ziegelbauten, schlossartige Baugruppe mit vier Türmen als Belvedere, ehem. Kinderkrankenhaus der Diakonissenanstalt, Teil des Diakoniewerks Halle | 094 04887          | Baudenkmal                                               | Krankenhaus |
| Mühlweg 7a (Karte) | Kirche                                                  | Anstaltskirche der Diakonie | 094 04812          | Baudenkmal                                               | Weitere Bilder |
| Mühlweg 7 (Karte) | Krankenhaus                                             | Diakoniekrankenhaus, erbaut 1867/68, Krankenanstalt der 1856 gegründeten halleschen Diakonissenanstalt, straßenbildbeherrschender viergeschossiger Ziegelbau, Architekt: W. F. Kreye | 094 70193          | Baudenkmal                                               | Krankenhaus |
| Mühlweg 10 (Karte) | Wohnhaus                                                | | 094 56693          | Baudenkmal                                               | Wohnhaus |
| Mühlweg 11 (Karte) | Wohnhaus                                                | Erbaut 1873, zwei- bis dreigeschossiger Putzbau mit übergiebelten Seitenrisalit, Fassadengliederung in spätklassizistischen Formen | 094 12500          | Baudenkmal                                               | Wohnhaus |
| Mühlweg 12a in der zweiten Reihe (Karte) | Logenhaus                                               | Ehemalige Thomasius-Loge, erbaut 1927, Architekt Richard Schmieder, aus mehreren Kuben gebildeter Putzbau in den schlichten und klaren Formen der Neuen Sachlichkeit | 094 96963          | Baudenkmal                                               | Logenhaus |
| Mühlweg 13 (Karte) | Wohnhaus                                                | Erbaut ca. 1880, dreigeschossiger stuckierter Ziegelbau mit Mezzanin und Lisenengliederung, barockisierende Fassadengestaltung | 094 12499          | Baudenkmal                                               | Wohnhaus |
| Mühlweg 15 (Karte) | Villa                                                   | Villa Kaehne, erbaut 1902 für den Rechtsanwalt Dr. Hermann Kaehne von den Architekten Albert und Ernst Giese; erkerreicher, drei- bis viergeschossiger Eckbau mit hohem, spitzhelmbekröntem Turm, einer der originellsten Villenbauten der Jahrhundertwende in Halle | 094 04885          | Baudenkmal                                               | Weitere Bilder |
| Mühlweg 20 (Karte) | Wohnhaus                                                | Erbaut ca. 1870, dreigeschossiger Putzbau mit Mezzanin und schlichter spätklassizistische Fassade | 094 12513          | Baudenkmal                                               | Wohnhaus |
| Mühlweg 21 (Karte) | Wohnhaus                                                | Erbaut ca. 1880, repräsentativer dreigeschossiger Putzbau mit Ziergiebel und reich gegliederter neubarocker Fassade | 094 12512          | Baudenkmal                                               | Wohnhaus |
| Mühlweg 22, 22a Mühlweg Ecke Bernburger Straße (Karte) | Wohn- und Geschäftshaus                                 | | 094 56573          | Baudenkmal                                               | Wohn- und Geschäftshaus |
| Mühlweg 26 (Karte) | Wohnhaus                                                | Erbaut ca. 1880, dreigeschossiger Ziegelbau mit eklektizistischer Putzgliederung und reichem Girlandendekor | 094 06252          | Baudenkmal                                               | Wohnhaus |
| Mühlweg 29 (Karte) | Wohnhaus                                                | Erbaut ca. 1880/90, repräsentativer dreigeschossiger Putzbau in Ecklage mit Eckerker, im Erdgeschoss Rundbogenfenster, reiche barockisierende Fassadengestaltung | 094 06442          | Baudenkmal                                               | Weitere Bilder |
| Mühlweg 37 (Karte) | Wohnhaus                                                | Erbaut 1870er Jahre, dreigeschossiger Putzbau mit Mezzanin, Seitenrisalit und säulengerahmter Tordurchfahrt, repräsentative Fassadengliederung in spätklassizistischen Formen | 094 12511          | Baudenkmal                                               | Wohnhaus |
| Mühlweg 38 (Karte) | Wohnhaus                                                | Erbaut 1870er Jahre, dreigeschossiger, villenartiger Putzbau mit übergiebeltem Mittelrisalit und großen Rundbogenfenstern, hochrepräsentative spätklassizistische Fassadengliederung mit Renaissanceelementen | 094 12510          | Baudenkmal                                               | Wohnhaus |
| Mühlweg 39 (Karte) | Wohnhaus                                                | Erbaut 1870er Jahre, zweigeschossiger Ziegelbau mit Mezzanin und übergiebeltem Seitenrisalit, repräsentative spätklassizistische Putzgliederung mit Renaissanceelementen | 094 12509          | Baudenkmal                                               | Wohnhaus |
| Mühlweg 40 (Karte) | Wohnhaus                                                | Erbaut 1870er Jahre, ansehnlicher zweigeschossiger Putzbau spätklassizistischen Gepräges mit Mezzanin und repräsentativer Fassade, Stilelemente der Neurenaissance | 094 12508          | Baudenkmal                                               | Wohnhaus |
| Mühlweg 41 (Karte) | Wohnhaus                                                | Erbaut Ende des 19. Jh., zweigeschossiger, villenartiger Ziegelbau mit polygonalem Turmerker, Fassadengestaltung mit Jugendstilelementen, im Vorgarten Jugendstilbrunnen | 094 12507          | Baudenkmal                                               | Wohnhaus |
| Mühlweg 43 (Karte) | Wohnhaus                                                | Erbaut 1870er Jahre; repräsentativer dreigeschossiger Putzbau mit polygonalem Erker und gutem klassizistischem Fassadenschmuck | 094 12506          | Baudenkmal                                               | Wohnhaus |
| Mühlweg 45 (Karte) | Wohnhaus                                                | Erbaut letztes Viertel 19. Jh., zweigeschossiger Ziegelbau über Souterrain mit Flachdach, Werksteingliederung spätklassizistischen Gepräges in straßenbildprägender Ecklage | 094 12501          | Baudenkmal                                               | Wohnhaus |
| Mühlweg 46 (Karte) | Villa                                                   | Erbaut 1860/70er Jahre, zweigeschossiger, repräsentativer Putzbau mit übergiebeltem Mittelrisalit, Treppenturm mit straßenbildprägendem Belvedere, Umgestaltung um 1900 im Jugendstil | 094 04888          | Baudenkmal                                               | Villa |
| Mühlweg 48 (Karte) | Wohnhaus                                                | Erbaut ca. 1880/90, repräsentativer Ziegelbau mit Werksteingliederung, Kastenerker, Altan, Balkon und auffälligem Thermenfenster im zweiten Obergeschoss, reiche Neurenaissancefassade | 094 12503          | Baudenkmal                                               | Wohnhaus |
| Mühlweg 49 (Karte) | Wohnhaus                                                | Erbaut ca. 1880/90, Ziegelbau mit Mansarddach, reiche Fassadengliederung in Neurenaissanceformen, prächtiger polygonaler Erker und säulengerahmtes Portal | 094 12504          | Baudenkmal                                               | Wohnhaus |
| Mühlweg 50, 50a (Karte) | Häusergruppe                                            | Erbaut ca. 1910, dreigeschossige Putzbauten über Souterrain mit Mansarddach und Mittelrisalit, Loggien und elegantem Dekor in späten Jugendstilformen | 094 12505          | Baudenkmal                                               | Häusergruppe |
| Mühlweg 55 (Karte) | Villa                                                   | | 094 96007          | Baudenkmal                                               | Villa |
| Neumarktstraße 10 (Karte) | Wohnhaus                                                | Erbaut 18. Jh., zweigeschossiger, barocker Putzbau, traufständig, mit hohem Satteldach, bauliches Zeugnis der ehemaligen Amtsvorstadt Neumarkt | 094 06875          | Baudenkmal                                               | Wohnhaus |
| Neumarktstraße 11 (Karte) | Wohnhaus                                                | Erbaut Ende 18./Anfang 19. Jh., traufständiger, zweigeschossiger Putzbau, wie Haus Nummer 10 bauliches Relikt der ehemaligen Amtsvorstadt Neumarkt | 094 14055          | Baudenkmal                                               | Wohnhaus |
| Neuwerk etwa zwischen Neuwerk 1 und Neuwerk 20 (Karte) | Uferbefestigung                                         | | 094 76639          | Baudenkmal                                               | BW |
| Neuwerk 1, 2, 3 (Karte) | Villa                                                   | Villa Walter Hartmann, erbaut 1922 von Hermann Frede für den Unternehmer W. Hartmann, zweigeschossiger Putzbau in landschaftsprägender Hanglage mit Walmdächern und Runderker in gediegen-konservativen Architekturformen der 1920er Jahre, qualitätvolle Portalskulptur des Art déco | 094 07993          | Baudenkmal                                               | Weitere Bilder |
| Neuwerk 4 (Karte) | Villa                                                   | Erbaut 1914, Architekt Albert Föhre, schlichter, aber repräsentativer zweigeschossiger Putzbau über L-förmigem Grundriss, qualitätsvolles Beispiel der Reformarchitektur | 094 07987          | Baudenkmal                                               | Villa |
| Neuwerk 5 (Karte) | Wohnhaus                                                | Erbaut erste Hälfte d. 18. Jh., ehemaliges Wohnhaus des Romanschriftstellers August Lafontaine, zweigeschossiger Putzbau in straßenbildprägender Höhenlage mit Mansarddach, Risaliten und geschweiften Zwerchgiebeln, repräsentatives Landhaus des Barock | 094 96964          | Baudenkmal                                               | Wohnhaus |
| Neuwerk 6 (Karte) | Villa                                                   | Villa Engelmann, erbaut 1906 als Wohnhaus des Rentiers Alwin Engelmann (Rittergutsbesitzer), repräsentativer, zweigeschossiger Putzbau in der Art barocker Lustschlösser, mit großem Park und original erhaltener schmiedeeiserner Einfriedung, Architekt: Hermann Pfeiffer | 094 04891          | Baudenkmal                                               | Weitere Bilder |
| Neuwerk 7, 7a (Karte) | Villa                                                   | Villa Steckner, erbaut 1902/03 für den Bankier Reinhold Steckner in einer originell-skurrilen Mischung aus deutscher Renaissance, Gotik und Jugendstil, Architekten: Reinhold Knoch und Friedrich Kallmeyer. | 094 04892          | Baudenkmal                                               | Weitere Bilder |
| Neuwerk 10 (Karte) | Wohnhaus                                                | Erbaut Anfang d. 20. Jh., dreigeschossiger Putzbau in markanter Lage an Straßengabelung, Mansarddach mit mächtigem Zwerchhaus und vorgelagertem Erker, Jugendstil | 094 14748          | Baudenkmal                                               | Wohnhaus |
| Neuwerk 18 (Karte) | Villa                                                   | Villa Erich Hartmann, erbaut 1922 für den Unternehmer E. Hartmann, zweigeschossiger Putzbau mit Walmdach, Runderker und Freitreppe in Ecklage, schlichter Heimatstil, Architekt Hermann Frede | 094 14741          | Baudenkmal                                               | Weitere Bilder |
| Neuwerk 19, 20 (Karte) | Wohnhaus                                                | Ehemaliges, langgestrecktes Malz- und Brauhaus des Amtes Giebichenstein; schlichter, zweieinhalbgeschossiger, barocker Putzbau mit hohem Walmdach und mächtigen Außenwänden (Nr. 19), zugehöriger ehemaliger Brauereikeller als gemauertes Tonnengewölbe unter dem Gebäude Neuwerk 20 erhalten, erbaut vermutl. um 1650 | 094 96965          | Baudenkmal                                               | Wohnhaus |
| Neuwerk 20 an der Hofmauer (Karte) | Wappentafel                                             | | 094 04893          | Kleindenkmal                                             | BW |
| Neuwerk 22 (Karte) | Villa                                                   | Erbaut 1920er Jahre, zweigeschossiger Putzbau mit großem Walmdach, Lisenen und Rundbogenblenden als Gliederung | 094 14745          | Baudenkmal                                               | Villa |
| Parkstraße 1 bis 4, 18 bis 24 (Karte) | Straßenzug                                              | Südlich des Stadtgottesackers gelegene und auf den Stadtpark zuführende Wohnstraße, repräsentative gründerzeitliche Mietshäuser in Blockrandbebauung, bebaut letztes Viertel 19. Jh. | 094 14532          | Denkmalbereich                                           | Weitere Bilder |
| Parkstraße 2 (Karte) | Wohnhaus                                                | Erbaut Ende d. 19. Jh., viergeschossiger, schlichter Ziegelbau, Putzdekor im Stil der Neurenaissance | 094 14352          | Baudenkmal                                               | Wohnhaus |
| Parkstraße 3 (Karte) | Wohnhaus                                                | Erbaut Ende d. 19. Jh., viergeschossiger Putzbau mit interessant gestalteter Neurenaissancefassade, Beletage durch Baluster und Segmentbögen im Fensterbereich betont | 094 14067          | Baudenkmal                                               | Wohnhaus |
| Parkstraße 4 (Karte) | Wohnhaus                                                | Erbaut Ende d. 19. Jh., viergeschossiger Ziegelbau mit zurückhaltendem Fassadendekor aus stuckierten Gesimsen und Fensterumrahmungen im Stil der Neurenaissance | 094 04405          | Baudenkmal                                               | Wohnhaus |
| Parkstraße 18 (Karte) | Wohnhaus                                                | Erbaut ca. 1870/80, repräsentativer, viergeschossiger Putzbau im Stil italienischer Palazzi der Frührenaissance mit weit vorkragendem Gesims auf Konsolen, Rundbogenfenstern und sparsamen Stuckdekor | 094 15054          | Baudenkmal                                               | Wohnhaus |
| Parkstraße 19 (Karte) | Wohnhaus                                                | Erbaut ca. 1870/80, viergeschossiger, spätklassizistischer Putzbau mit kräftigem Stuckdekor im Fensterbereich und Zwischengesimsen | 094 04399          | Baudenkmal                                               | Wohnhaus |
| Parkstraße 20 (Karte) | Wohnhaus                                                | Erbaut Ende d. 19. Jh., viergeschossiger Putzbau mit zurückhaltend gestalteter Fassade, im Erdgeschoss rustiziert, Fenstergewände mit barockisierenden Ohrenfaschen, in Anlehnung an die Neurenaissance | 094 15047          | Baudenkmal                                               | Wohnhaus |
| Parkstraße 22 (Karte) | Wohnhaus                                                | Erbaut ca. 1870/80, viergeschossiger, ausgewogen proportionierter Neurenaissanceputzbau mit Rundbogenfenstern, Traufgesims mit Stuckfries, Pilaster und Zwischengesimse stuckiert | 094 04414          | Baudenkmal                                               | Wohnhaus |
| Parkstraße 23 (Karte) | Wohnhaus                                                | Erbaut ca. 1870/80, viergeschossiger Putzbau mit stuckiertem Fassadendekor, Rundbogenfenster, Seitenachsen im ersten Obergeschoss durch Pilaster besonders hervorgehoben, Neurenaissance | 094 04406          | Baudenkmal                                               | Wohnhaus |
| Pfälzer Straße 4 (Karte) | Wohnhaus                                                | Erbaut 1896, viergeschossiger Ziegelbau mit giebelbekröntem Erker, reicher neubarocker Stuckdekor | 094 96986          | Baudenkmal                                               | Wohnhaus |
| Pfälzer Straße 5 (Karte) | Wohnhaus                                                | Erbaut Ende des 19. Jahrhunderts, viergeschossiger Ziegelbau mit Lisenengliederung, Rundbogenfenster, neubarocker Stuckdekor | 094 96987          | Baudenkmal                                               | Wohnhaus |
| Pfälzer Straße 6 (Karte) | Wohnhaus                                                | Erbaut um 1900, reich gegliederter viereinhalbgeschossiger Ziegelbau mit Seitenrisalit, Klinkerdekor in Anlehnung an die Neurenaissance | 094 96988          | Baudenkmal                                               | Wohnhaus |
| Pfälzer Straße 7 (Karte) | Wohnhaus                                                | Erbaut Ende des 19. Jahrhunderts, dreieinhalbgeschossiger Ziegelbau mit Stuckdekor in neubarocken Formen, Rundbogenfenster im Erdgeschoss | 094 96989          | Baudenkmal                                               | Wohnhaus |
| Pfälzer Straße 8 (Karte) | Wohnhaus                                                | Erbaut Ende des 19. Jahrhunderts, dreigeschossiger Ziegelbau mit Putzgliederung und Mittelerker, Spitzbogenfenster in neugototischen Formen im Erdgeschoss und zweiten Obergeschoss | 094 96990          | Baudenkmal                                               | Wohnhaus |
| Pfälzer Straße 9 (Karte) | Wohnhaus                                                | Erbaut Ende des 19. Jahrhunderts, dreieinhalbgeschossiger Ziegelbau mit Schweifgiebel, im Erdgeschoss Rundbogenfenster, Neurenaissance | 094 96991          | Baudenkmal                                               | Wohnhaus |
| Pfälzer Straße 1, 2 (Karte) | Häusergruppe                                            | Erbaut um 1900, repräsentativ gestaltete Ziegelbauten mit aufwendigem ornamentalen Stuckdekor an identisch gestalteten Fassaden, barockisierender Jugendstil | 094 96985          | Baudenkmal                                               | Häusergruppe |
| Pfälzer Straße 10 (Karte) | Wohnhaus                                                | Erbaut Ende des 19. Jahrhunderts, dreieinhalbgeschossiger Ziegelbau mit Schweifgiebel, profilierten Fensterfaschen und ornamentalen Stuckdekor, Neurenaissance | 094 96992          | Baudenkmal                                               | Wohnhaus |
| Pfälzer Straße 11 (Karte) | Wohnhaus                                                | Erbaut Ende des 19. Jahrhunderts, schlichter dreigeschossiger Ziegelbau mit Stuckdekor, Mittelrisalit, Anklänge an Neurenaissanceformen | 094 14121          | Baudenkmal                                               | Wohnhaus |
| Pfälzer Straße 12 (Karte) | Wohnhaus                                                | Erbaut Ende des 19. Jahrhunderts, schlichter dreigeschossiger Ziegelbau mit sparsamen Stuckdekor, mit Treppengiebel, Anklänge an Neurenaissanceformen | 094 14122          | Baudenkmal                                               | Wohnhaus |
| Pfälzer Straße 13 (Karte) | Wohnhaus                                                | Erbaut Ende des 19. Jahrhunderts, dreigeschossiger Ziegelbau in Ecklage, Stuckdekor, Treppengiebel, Anklänge an Neurenaissanceformen | 094 06808          | Baudenkmal                                               | Wohnhaus |
| Pfälzer Straße 14 (Karte) | Wohnhaus                                                | | 094 15023          | Baudenkmal                                               | BW |
| Pfälzer Straße 15 (Karte) | Wohnhaus                                                | | 094 75551          | Baudenkmal                                               | Wohnhaus |
| Pfälzer Straße 18 (Karte) | Wohnhaus                                                | Erbaut ca. 1880/1890, viergeschossiger Ziegelbau mit Seitenrisalit und kräftigen Zwischengesimsen, reicher Stuckdekor in Formen des Neurokoko | 094 96993          | Baudenkmal                                               | Wohnhaus |
| Pfälzer Straße 19 (Karte) | Wohnhaus                                                | Erbaut ca. 1880/1890, viereinhalbgeschossiger Ziegelbau mit Seitenrisaliten, stark reliefierter barockisierender Stuckdekor | 094 96994          | Baudenkmal                                               | Wohnhaus |
| Pfälzer Straße 20 (Karte) | Wohnhaus                                                | Erbaut ca. 1880/90, repräsentativer, viergeschossiger Ziegelbau mit üppig gestalteter, stuckierter Fassade, Pilastergliederung, reiche Neurokokoformen | 094 96995          | Baudenkmal                                               | Wohnhaus |
| Pfälzer Straße 21 (Karte) | Wohnhaus                                                | Erbaut Ende des 19. Jh., zurückhaltend mit Stuckmasken und Ornamenten verzierter, viereinhalbgeschossiger Ziegelbau mit gotisierenden und Neurenaissanceelementen | 094 96996          | Baudenkmal                                               | Wohnhaus |
| Pfälzer Straße 22 (Karte) | Wohnhaus                                                | Erbaut Anfang des 20. Jh., ehemalige Turnhalle, von der Bauflucht zurücktretender viergeschossiger Ziegelbau mit Mezzanin, Giebeln und Zwischengesimsen | 094 96997          | Baudenkmal                                               | Wohnhaus |
| Pfälzer Straße 23 (Karte) | Wohnhaus                                                | Erbaut 1895, viergeschossiger Ziegelbau mit reichem neubarocken Stuckdekor aus Friesen mit vegetabilem Ornament, Mittelrisalit mit überhöhtem Schweifgiebel | 094 96998          | Baudenkmal                                               | Wohnhaus |
| Puschkinstraße 12 (Karte) | Wohnhaus                                                | Erbaut ca. 1880, viergeschossiger Putzbau mit Mezzanin, reichem Stuckdekor aus Pilastern, Porträtköpfen und Giebeln, Neubarock | 094 14003          | Baudenkmal                                               | Wohnhaus |
| Puschkinstraße 13 (Karte) | Wohnhaus                                                | Erbaut ca. 1880, spiegelbildlich zu Nummer 12 gebauter viergeschossiger Putzbau mit Mezzanin, reicher Stuckdekor im neubarocken Stil | 094 14004          | Baudenkmal                                               | Wohnhaus |
| Puschkinstraße 14 (Karte) | Wohnhaus                                                | Erbaut ca. 1880, dreigeschossiger Putzbau der Neurenaissance mit Mezzanin, Risalit, Dreiecksgiebel, reichem Stuckdekor | 094 14005          | Baudenkmal                                               | Wohnhaus |
| Puschkinstraße 15 (Karte) | Wohnhaus                                                | Erbaut ca. 1880, schlichter dreigeschossiger Putzbau in Neurenaissanceformen mit Mezzanin, Stuckdekor im Fensterbereich | 094 14006          | Baudenkmal                                               | Wohnhaus |
| Puschkinstraße 16 (Karte) | Wohn- und Geschäftshaus                                 | Erbaut ca. 1880, in herausgehobener Ecklage fungierender viergeschossiger Putzbau mit Mezzanin, prächtig geschmückter Eckerker, reich gestaltete Fassade mit Medaillonstuckfeldern, giebelbekrönte Figurennischen, Neurenaissance | 094 14007          | Baudenkmal                                               | Wohn- und Geschäftshaus |
| Puschkinstraße 17 (Karte) | Wohnhaus                                                | Erbaut ca. 1880, stattlicher viergeschossiger Putzbau mit Mezzanin und Stuckdekor in Neurenaissanceformen, | 094 14008          | Baudenkmal                                               | Wohnhaus |
| Puschkinstraße 18 (Karte) | Wohnhaus                                                | Erbaut ca. 1880, viergeschossiger Ziegelbau mit Mezzanin, Stuckdekor aus Säulen, Diamantierung, Zahnschnittfries, Kartuschen, Neurenaissance mit barockisierenden Elementen | 094 14009          | Baudenkmal                                               | Wohnhaus |
| Puschkinstraße 21 (Karte) | Wohn- und Geschäftshaus                                 | Erbaut 1870, dreigeschossiger Putzbau mit Mezzanin in Ecklage zur Ludwig-Wucherer-Straße, Eckrisalit mit turmartigem Dachaufsatz, reicher Stuckdekor in repräsentativen Neurenaissanceformen | 094 13022          | Baudenkmal                                               | Wohn- und Geschäftshaus |
| Puschkinstraße 23 (Karte) | Wohn- und Geschäftshaus                                 | Erbaut 1870, dreigeschossiger Putzbau mit Mezzanin in Ecklage zur Ludwig-Wucherer-Straße in Neurenaissanceformen | 094 13021          | Baudenkmal                                               | Wohn- und Geschäftshaus |
| Puschkinstraße 24 (Karte) | Wohn- und Geschäftshaus                                 | Erbaut ca. 1880, repräsentativer viergeschossiger Putzbau mit Mezzanin, Betonung der Mittelachse durch Stuckmedaillon und Säulenstellung in neubarocken und spätklassizistischen Formen | 094 14014          | Baudenkmal                                               | Wohn- und Geschäftshaus |
| Puschkinstraße 27 (Karte) | Gemeindehaus                                            | Erbaut 1902/03 als Gemeindehaus der ev. Kirchengemeinde St. Laurentius und St. Stephanus; mächtiger zwei- bis dreigeschossiger Putzbau von eigenwillig asymmetrischer Massenverteilung in schlichten Jugendstilformen mit romanisierenden Elementen, Architekten Theodor Lehmann und Gustav Wolff | 094 04916          | Baudenkmal                                               | Gemeindehaus |
| Puschkinstraße 28 (Karte) | Wohnhaus                                                | Erbaut Ende des 19. Jh., zweieinhalbgeschossiger gelber Klinkerbau mit Kastenerker, Stufengiebel und betonten Gesimsen in gotisierender Formensprache | 094 08039          | Baudenkmal                                               | Wohnhaus |
| Puschkinstraße 29 (Karte) | Wohnhaus                                                | Erbaut Ende des 19. Jh., zweieinhalbgeschossiger roter Klinkerbau mit helmbekröntem Polygonalerker in gotisierenden Formen | 094 08038          | Baudenkmal                                               | Wohnhaus |
| Riebeckplatz 4, an einer Wand in der ehemaligen Gaststätte des Interhotel Stadt Halle | Wandbild                                                | monumentales Wandbild aus Meißner Porzellan, 2017 als Denkmal ausgewiesen | 094 56713          | Baudenkmal                                               | |
| Robert-Franz-Ring (Karte) | Brücke                                                  | Pfälzer Brücke | 094 07999          | Baudenkmal                                               | Weitere Bilder |
| Robert-Franz-Ring, Nordspitze der Klaustorvorstadt, südlich und westlich von der Saale und östlich vom Mühlgraben umflossen (Karte) | Würfelwiese                                             | Park früher auch Kleine Wiese, Kohlwiese, Polizeipark | 094 56564          | Baudenkmal                                               | Weitere Bilder |
| Robert-Franz-Ring, Kleine Wiese, Würfelwiese (Karte) | Denkmal                                                 | Denkmal – Obelisk für Hermann Fiebiger, errichtet 1885 | 094 56564 001      | Teilobjekt eines Baudenkmals - Kleindenkmal              | Denkmal |
| Robert-Franz-Ring, Kleine Wiese, Würfelwiese (Karte) | Kriegerdenkmal                                          | Kriegerdenkmal – Gedenkstätte für die Völkerschlacht bei Leipzig, errichtet 1814 | 094 56564 002      | Teilobjekt eines Baudenkmals - Kleindenkmal              | Weitere Bilder |
| Robert-Franz-Ring, Kleine Wiese, Würfelwiese (Karte) | Gedenkstein                                             | Gedenkstein unter den Friedens-Eichen, errichtet 1872 nach dem Deutsch-Französischen Krieg | 094 56564 003      | Teilobjekt eines Baudenkmals - Kleindenkmal              | Weitere Bilder |
| Robert-Franz-Ring, auf der Wiese im Park (Würfelwiese), linker Hand vom Hauptweg aus Richtung Moritzburg kommend (Karte) | Gedenkstein                                             | Gedenkstein – Carl-Wilhelm-Le-Veaux-Denkmal, errichtet 1808 | 094 56564 004      | Teilobjekt eines Baudenkmals - Kleindenkmal              | Gedenkstein |
| Robert-Franz-Ring 1b (Karte) | Wohnhaus                                                | Erbaut um 1895, imposanter fünfgeschossiger Ziegelbau im Stil der Neurenaissance in exponierter Ecklage, mit Risalit an der Schauseite zur Straße | 094 70086          | Baudenkmal                                               | Wohnhaus |
| Robert-Franz-Ring 1c (Karte) | Wohn- und Geschäftshaus                                 | Erbaut um 1895, repräsentativer, viergeschossiger Ziegelbau mit reich geschmücktem Erker und darüberliegendem Balkon im Stil des Neubarock | 094 70087          | Baudenkmal                                               | Wohn- und Geschäftshaus |
| Robert-Franz-Ring 2 (Karte) | Wohnhaus                                                | Erbaut Ende des 19. Jh., spätklassizistischer Putzbau mit fein gearbeitetem Stuckdekor in Form von Laubbändern, Pilastern und Tierfiguren, mit Seitenrisalit | 094 70088          | Baudenkmal                                               | Wohnhaus |
| Robert-Franz-Ring 2a (Karte) | Wohnhaus                                                | Erbaut Ende des 19. Jh., repräsentativer Putzbau im Stil der Neurenaissance, weit vorkragendes Dach mit Konsolen, stuckierte Quaderung der Fassade vom Erdgeschoss bis zum zweiten Obergeschoss | 094 70089          | Baudenkmal                                               | Wohnhaus |
| Robert-Franz-Ring 3 (Karte) | Wohnhaus                                                | Erbaut Ende des 19. Jh., repräsentativer Ziegelbau mit Mezzanin, reichem Stuckdekor aus Pilastern, Balustern und Giebeln im Fensterbereich, Neubarock | 094 70090          | Baudenkmal                                               | Weitere Bilder |
| Robert-Franz-Ring 5 (Karte) | Wohnhaus                                                | Erbaut Ende des 19. Jh., viergeschossiger, eklektizistischer Ziegelbau mit Seitenrisalit, formschöner Stuckdekor im Fensterbereich, in Anlehnung an Barock und Renaissance | 094 70091          | Baudenkmal                                               | Wohnhaus |
| Robert-Franz-Ring 6 (Karte) | Wohnhaus                                                | Erbaut Ende des 19. Jh., schlichter, aber wohlproportionierter Klinkerbau mit vorkragendem Dach und Seitenrisalit, Zwischengesimse und Traufbereich durch Zahnschnittfriese hervorgehoben, Neurenaissance | 094 70092          | Baudenkmal                                               | Wohnhaus |
| Robert-Franz-Ring 7 (Karte) | Wohn- und Geschäftshaus                                 | Erbaut Ende des 19. Jh., viergeschossiger, straßenbildprägender Ziegelbau mit Eckerker und Schweifgiebel in markanter Ecklage, Seitenrisalite, Stuckdekor im Fensterbereich, Neurenaissance | 094 70093          | Baudenkmal                                               | Wohn- und Geschäftshaus |
| Robert-Franz-Ring 8 (Karte) | Wohn- und Geschäftshaus                                 | Erbaut Ende des 19. Jh., repräsentativer, straßenbildprägender Ziegelbau mit Eckerker; eigenwilliger Stuckdekor im gesamten Fassadenbereich, Neurenaissance | 094 70094          | Baudenkmal                                               | Wohn- und Geschäftshaus |
| Robert-Franz-Ring 9 (Karte) | Verbindungshaus                                         | Erbaut 1907, ehemals Verbindungshaus der Turnerschaft Marchia, stattlicher Putzbau mit hohem, schön geschwungenem Giebel und großem Runderker im Erdgeschoss; wirkungsvoll hervortretender, überzeugend schlicht gestalteter Bau im späten Jugendstil | 094 11614          | Baudenkmal                                               | Verbindungshaus |
| Robert-Franz-Ring 9a (Karte) | Verbindungshaus                                         | Erbaut um 1910, ehemals Verbindungshaus der Landsmannschaft Paläomarchia, zweieinhalbgeschossiger Ziegelbau über Natursteinsockel mit repräsentativer Freitreppe und korbbogig geschlossener Loggia im Hochparterre, Rundgiebel, bemerkenswertes Beispiel der Jugendstilarchitektur des frühen 20. Jh. | 094 11613          | Baudenkmal                                               | Verbindungshaus |
| Robert-Franz-Ring 9b (Karte) | Verbindungshaus                                         | Erbaut um 1910, ehemals Verbindungshaus der Landsmannschaft Pommerania, zweieinhalbgeschossiger Jugendstilputzbau mit repräsentativem Treppenaufstieg, geschweifter Giebel in neurenaissancenahen Formen, mit Vorgarten | 094 70095          | Baudenkmal                                               | Verbindungshaus |
| Robert-Franz-Ring 10 (Karte) | Wohnhaus                                                | Erbaut 1920er Jahre, breitgelagerter zweigeschossiger Putzbau mit keramisch in expressionistischer Manier gestaltetem Eingangsbereich und ebensolchem Fenstergitter, mit Vorgarten | 094 70096          | Baudenkmal                                               | Wohnhaus |
| Robert-Franz-Ring 10a (Karte) | Wohnhaus                                                | Erbaut um 1910, schlichter zweieinhalbgeschossiger Jugendstilputzbau mit Erker und Balkon, Fensterversprossung original, mit Vorgarten, bedeutsam für die Geschlossenheit des Straßenbildes | 094 70097          | Baudenkmal                                               | Weitere Bilder |
| Robert-Franz-Ring 11 (Karte) | Wohnhaus                                                | Erbaut um 1906, repräsentativer dreigeschossiger Putzbau mit Treppengiebel und reicher Werksteingliederung in gotisierenden Formen | 094 13131          | Baudenkmal                                               | Weitere Bilder |
| Robert-Franz-Ring 12 (Karte) | Wohnhaus                                                | Erbaut um 1905, dreigeschossiger Putzbau in gotisierender Formensprache, mit seitlich sitzendem Schweifgiebel, Stuckdekor im Fensterbereich | 094 70098          | Baudenkmal                                               | Weitere Bilder |
| Robert-Franz-Ring 13 (Karte) | Wohnhaus                                                | Erbaut um 1906, straßenbildprägender zweieinhalbgeschossiger Putzbau, Mittelachse durch Altan und Treppengiebel mit Dreieckserker betont, Jugendstil, mit Vorgarten | 094 70099          | Baudenkmal                                               | Wohnhaus |
| Robert-Franz-Ring 14, 15 (Karte) | Verwaltungsgebäude                                      | Erbaut ca. 1870/1880, mächtiger, flachgedeckter, dreigeschossiger Ziegelbau in repräsentativer Freilage mit schlanken, runden Flankentürmen | 094 11610          | Baudenkmal                                               | Weitere Bilder |
| Robert-Franz-Ring 16 (Karte) | Verwaltungsgebäude                                      | Allgemeine Ortskrankenkasse, erbaut 1929-1931, Architekt: Martin Knauthe, plastisch-dynamische Architektur der Neuen Sachlichkeit von hoher baukünstlerischer Qualität | 094 04970          | Baudenkmal                                               | Weitere Bilder |
| Robert-Franz-Ring 18 (Karte) | Wohnhaus                                                | Erbaut um 1900/1901, repräsentativer drei- bis viergeschossiger Putzbau mit mächtigen Giebelhäusern und Erkern, im Erdgeschoss Rundbogenfenster mit originaler Versprossung, Jugendstil | 094 13130          | Baudenkmal                                               | Wohnhaus |
| Robert-Franz-Ring 21, 22 (Karte) | Mühle                                                   | Ronneburgsche Mühle, 1874 auf dem Gelände eines älteren Mühlengebäudes von den Gebrüdern Ronneburg errichtet, ehemaliges Wohn- und Speicherhaus, straßenbildprägender Ziegelbau mit Mezzanin, repräsentative Fassadengestaltung in Anlehnung an italienische Palazzi der Renaissance, Verwaltungsgebäude von 1881 mit reicher Werksteingliederung | 094 04971          | Baudenkmal                                               | Weitere Bilder |
| Scharrenstraße 2 bis 9 (Karte) | Straßenzeile                                            | Einstiger Verbindungsweg zwischen den alten Vorstädten Neumarkt und Petersberg, einzeilig bebaut mit gründerzeitlichen Häusern in geschlossen erhaltener Blockrandbebauung, errichtet zweite Hälfte des 19. Jh. | 094 70116          | Denkmalbereich                                           | Weitere Bilder |
| Scharrenstraße 4 (Karte) | Wohnhaus                                                | Erbaut Ende d. 19. Jh., ansehnlicher viereinhalbgeschossiger Ziegelbau mit Putzgliederung und Mittelerker, im Stil der Neurenaissance | 094 13570          | Baudenkmal                                               | Wohnhaus |
| Scharrenstraße 7 (Karte) | Wohnhaus                                                | Erbaut ca. 1860, spätklassizistischer Putzbau mit reicher, ausgewogen proportionierter Fassade, Stuckdekor aus Pilastern, Diamantierung und Laubfries, Innenhof mit Holzgalerie | 094 13275          | Baudenkmal                                               | Wohnhaus |
| Scharrenstraße 9 (Karte) | Wohnhaus                                                | Erbaut Ende d. 19. Jh., in markanter Ecklage stehender, dreieinhalbgeschossiger, neubarocker Putzbau mit wuchtigem Eckerker, sparsamer Stuckdekor | 094 13277          | Baudenkmal                                               | Wohnhaus |
| Schimmelstraße 5 (Karte) | Wohnhaus                                                | Erbaut zweites Drittel des 19. Jh., schlichter zweigeschossiger Putzbau mit Mezzanin, Dreiecksgiebel über Mittelrisalit, Pilaster und Medaillon mit Neptunfigur aus Stuck, spätklassizistisch | 094 13230          | Baudenkmal                                               | Wohnhaus |
| Schimmelstraße 1, 2, 3, 4 (Karte) | Badeanstalt                                             | Stadtbad | 094 05006          | Baudenkmal                                               | Weitere Bilder |
| Schimmelstraße 15 (Karte) | Wohnhaus                                                | Erbaut letztes Viertel des 19. Jh., Neurenaissanceputzbau, zurückhaltender Stuckdekor im Fensterbereich | 094 13203          | Baudenkmal                                               | Wohnhaus |
| Schimmelstraße 17 (Karte) | Wohnhaus                                                | repräsentativer Neurenaissance-Putzbau mit Seitenrisalit, üppiger Stuckdekor im Fensterbereich mit vegetabilen Motiven und Muschelformen | 094 13150          | Baudenkmal                                               | Wohnhaus |
| Stadtpark im Stadtpark vor der östlichen Mauer des Stadtgottesackers (Karte) | Kriegerdenkmal                                          | Sandsteinsäule zum Gedenken an die 1813 in der Völkerschlacht bei Leipzig gefallenen Krieger, 1814 errichtet, 1839 erneuert | 094 56687          | Kleindenkmal                                             | Weitere Bilder |
| Straße der Opfer des Faschismus 2 (Karte) | Wohnhaus                                                | Erbaut Ende des 19. Jh., imposanter, fünfgeschossiger Ziegelbau mit Erkern und Risaliten, in markanter Ecklage, Stuckdekor im Stil der Neurenaissance | 094 13352          | Baudenkmal                                               | Wohnhaus |
| Straße der Opfer des Faschismus 3 (Karte) | Villa                                                   | Villa mit Einfriedung und Torbogen, erbaut 1892, Ziegelbau mit schweifhaubenbekrönten Flankentürmen und reichem Werksteindekor, anspruchsvolle Villenarchitektur von exzellenter städtebaulicher Wirkung in Formen der deutschen Renaissance, Architekten Reinhold Knoch und Friedrich Kallmeyer | 094 08008          | Baudenkmal                                               | Weitere Bilder |
| Straße der Opfer des Faschismus 4 (Karte) | Wohnhaus                                                | Erbaut 1892; imposanter, villenartiger, dreieinhalbgeschossiger Putzbau mit Vorgarten und schmiedeeiserner Einfriedung, Stuckdekor in Annäherung an neugotische Elemente, Architekten Reinhold Knoch und Friedrich Kallmeyer, 1931 Umbau, Architekt Georg Lindner | 094 13064          | Baudenkmal                                               | Wohnhaus |
| Straße der Opfer des Faschismus 6 (Karte) | Verwaltungsgebäude                                      | Erbaut 1894, ehem. Norddeutsche Knappschafts-Pensionskasse, zweigeschossiger Putzbau mit markantem, von Zwiebelhaube bekröntem Eckerker und reicher Werksteingliederung, üppiger Baudekor aus Masken und Bergmannswerkzeugen, Architekten Reinhold Knoch und Friedrich Kallmeyer | 094 11631          | Baudenkmal                                               | Verwaltungsgebäude |
| Ulestraße 1 bis 10, 10a, 10b, 10c, 10d, 11 bis 20 (Karte) | Straßenzug                                              | Zum Denkmalbereich Mühlwegviertel gehörende bürgerliche Wohnstraße mit Vorgärten, anspruchsvollen Mietshäusern und Villen, zumeist in repräsentativen barockisierenden Formen, bebaut 1885-1905 | 094 12552          | Denkmalbereich                                           | Weitere Bilder |
| Ulestraße 1 (Karte) | Wohnhaus                                                | Erbaut 1903, repräsentativer dreigeschossiger Putzbau mit geschweiftem Giebel, großem Kastenerker und Loggien, origineller Putzdekor in floralen Jugendstilformen, einer der qualitätvollsten Jugendstilbauten in Halle | 094 12557          | Baudenkmal                                               | Wohnhaus |
| Ulestraße 3 (Karte) | Wohnhaus                                                | Erbaut Anfang des 20. Jh., viergeschossiger Putzbau mit mächtigem Mittelerker, geschweiftem Giebel und Loggia von außergewöhnlich voluminösen Proportionen mit kupfernen Abschlüssen, eine der originellsten halleschen Jugendstilschöpfungen | 094 11284          | Baudenkmal                                               | Wohnhaus |
| Ulestraße 4 (Karte) | Villa                                                   | Erbaut 1888/89, zweigeschossiger, flachgedeckter Putzbau palazzoartigen Charakters über Souterrain mit hochrepräsentativer Fassadengliederung in Neurenaissanceformen, aufwendiger Relief- und Skulpturenschmuck, Ausführung Karl Hoene | 094 12556          | Baudenkmal                                               | Weitere Bilder |
| Ulestraße 8 (Karte) | Wohnhaus                                                | Erbaut ca. 1870, zweigeschossiger Putzbau über Souterrain mit Mittelrisalit, repräsentative spätklassizistische Fassadengliederung | 094 12542          | Baudenkmal                                               | Wohnhaus |
| Ulestraße 10 (Karte) | Wohnhaus                                                | Erbaut ca. 1890, dreigeschossiger Ziegelbau über Souterrain mit Mittelrisalit und Mansarddach, repräsentative, spätklassizistische Fassadengliederung mit barockisierenden Elementen | 094 12543          | Baudenkmal                                               | Wohnhaus |
| Ulestraße 11 (Karte) | Wohnhaus                                                | Erbaut ca. 1890, zweieinhalbgeschossiger, flachgedeckter Ziegelbau mit Mansarddach in straßenbildprägender Ecklage, repräsentative Putzgliederung im Stil der Neurenaissance | 094 12544          | Baudenkmal                                               | Wohnhaus |
| Ulestraße 12 (Karte) | Wohnhaus                                                | Erbaut ca. 1890, dreigeschossiger Ziegelbau über Souterrain mit Mansarddach und Mittelrisalit, aufwendiger neubarocker Stuckdekor | 094 12545          | Baudenkmal                                               | Wohnhaus |
| Ulestraße 13 (Karte) | Wohnhaus                                                | Erbaut ca. 1890, dreigeschossiger Ziegelbau mit Mansarddach und Mittelrisalit, repräsentative Neurenaissancefassade | 094 12546          | Baudenkmal                                               | Wohnhaus |
| Ulestraße 14 (Karte) | Wohnhaus                                                | Erbaut ca. 1890, repräsentativer dreigeschossiger Ziegelbau über Souterrain mit Mittelrisalit, Loggia, Balkon und Schweifgiebel, reich stuckierter, neubarocker Fassadendekor | 094 12547          | Baudenkmal                                               | Wohnhaus |
| Ulestraße 15 (Karte) | Wohnhaus                                                | Erbaut ca. 1890, schlichter dreigeschossiger Ziegelbau mit Mittelrisalit, Loggia, Balkon und Schweifgiebel, reich stuckierter, neubarocker Fassadendekor | 094 12548          | Baudenkmal                                               | Wohnhaus |
| Ulestraße 16 (Karte) | Wohnhaus                                                | Erbaut ca. 1885/90, dreigeschossiger Putzbau über Souterrain mit Seitenrisalit, gut gegliederte spätklassizistische Fassade mit barockisierenden Stuckelementen | 094 12549          | Baudenkmal                                               | Wohnhaus |
| Ulestraße 17 (Karte) | Wohnhaus                                                | Erbaut ca. 1890, zweigeschossiger Putzbau über Souterrain mit Seitenrisalit in straßenbildprägender Ecklage, repräsentatives neubarockes Fassadenbild | 094 12550          | Baudenkmal                                               | Wohnhaus |
| Ulestraße 18 (Karte) | Wohnhaus                                                | Erbaut ca. 1890, zweigeschossiger Putzbau über Souterrain mit repräsentativer neubarocker Fassade, Erdgeschoss durch Putzquaderung hervorgehoben | 094 12553          | Baudenkmal                                               | Wohnhaus |
| Unterberg 1 (Karte) | Wohnhaus                                                | Erbaut 18. Jh., kleines, dreigeschossiges, verputztes Traufenhaus mit steilem Satteldach, Fachwerk, karger klassizistischer Fassadendekor, zur ältesten vorstädtischen Bebauung gehörend | 094 08818          | Baudenkmal                                               | Wohnhaus |
| Unterberg 2 (Karte) | Wohnhaus                                                | Erbaut 18. Jh., kleines zweigeschossiges Fachwerkhaus, traufständig, mit steilem Satteldach, zur ältesten vorstädtischen Bebauung gehörend | 094 08816          | Baudenkmal                                               | Wohnhaus |
| Unterberg 3 (Karte) | Wohnhaus                                                | Erbaut ca. 1880, dreigeschossiger Ziegelbau mit reicher neubarocker Stuckfassade | 094 14075          | Baudenkmal                                               | Wohnhaus |
| Volkmannstraße 35 (Karte) | Übernachtungsgebäude                                    | | 094 97091          | Baudenkmal                                               | BW |
| Weidenplan 1 (Karte) | Wohnhaus                                                | Erbaut Anfang d. 20. Jh., dreigeschossiger Ziegelbau mit Putzgliederung in straßenbildprägender Ecklage, halbrunder Eckerker mit bemerkenswertem Jugendstildekor | 094 14061          | Baudenkmal                                               | Wohnhaus |
| Weidenplan 6 (Karte) | Heilanstalt                                             | Erbaut 1910/1911, ehemalige Heilanstalt, dreigeschossiger Putzbau von elf Fensterachsen Breite mit ausgebautem Dachgeschoss, qualitätvoller figürlicher Bauschmuck in kräftigen barockisierenden Jugendstilformen, Architekten Theodor Lehmann und Gustav Wolff | 094 14070          | Baudenkmal                                               | Weitere Bilder |
| Weidenplan 12 (Karte) | Villa                                                   | Villa Kulisch, erbaut 1880/81 als Wohnhaus des Bankiers Albert Kulisch, repräsentativer zweigeschossiger Putzbau, Säulen- und Skulpturenschmuck in reichen barockisierenden Formen, Architekt Hugo Walter | 094 04409          | Baudenkmal                                               | Weitere Bilder |
| Weidenplan 13 (Karte) | Wohnhaus                                                | Erbaut ca. 1890, dreigeschossiger Ziegelbau über Souterrain mit Mansarddach, Mittelerker und reichem neubarocken Stuckdekor | 094 04413          | Baudenkmal                                               | Weitere Bilder |
| Weidenplan 15 (Karte) | Wohnhaus                                                | Erbaut 1877, repräsentativer dreigeschossiger Ziegelbau mit Werksteingliederung in strengen Neurenaissanceformen | 094 04316          | Baudenkmal                                               | Wohnhaus |
| Weidenplan 16 (Karte) | Wohnhaus                                                | Erbaut 1877, repräsentativer dreigeschossiger Ziegelbau mit Werksteingliederung in strengen Neurenaissanceformen | 094 04398          | Baudenkmal                                               | Wohnhaus |
| Weidenplan 17 (Karte) | Wohnhaus                                                | Erbaut 1872 als Wohnhaus des Architekten E. Süvern, repräsentativer dreigeschossiger Putzbau mit spätklassizistischer Fassadengliederung | 094 13242          | Baudenkmal                                               | Wohnhaus |
| Weidenplan 20 (Karte) | Wohnhaus                                                | Erbaut drittes Viertel d. 19. Jh., ehemaliges Viktoria-Louise-Haus, Erholungsheim für bedürftige Frauen und Mädchen, dreigeschossiger Putzbau mit übergiebeltem Mittelrisalit in sparsamen spätklassizistischen Formen | 094 04402          | Baudenkmal                                               | Wohnhaus |
| Weidenplan 21 (Karte) | Wohnhaus                                                | Erbaut 1864, dreigeschossiger Putzbau mit Mezzanin, Seiten- und Mittelrisalit sowie großer Tordurchfahrt, repräsentative spätklassizistische Fassade | 094 04403          | Baudenkmal                                               | Wohnhaus |
| Weidenplan 25 (Karte) | Wohnhaus                                                | Erbaut ca. 1880/90, repräsentativer viergeschossiger Ziegelbau mit reich stuckierter, neubarocker Fassadengliederung, Betonung der Beletage durch Rund- und Dreiecksgiebel | 094 14069          | Baudenkmal                                               | Wohnhaus |
| Weidenplan 26 (Karte) | Wohnhaus                                                | Erbaut 1870, dreigeschossiger Putzbau mit übergiebeltem Mittelrisalit und Mezzanin, repräsentative Fassadengliederung in sparsamen spätklassizistischen Formen | 094 14068          | Baudenkmal                                               | Wohnhaus |
| Weidenplan 27 (Karte) | Wohnhaus                                                | | 094 56578          | Baudenkmal                                               | Wohnhaus |
| Weidenplan 28 (Karte) | Wohnhaus                                                | Erbaut 1889/90, repräsentativer viergeschossiger Ziegelbau mit reich stuckierter, neubarocker Fassadengestaltung | 094 14066          | Baudenkmal                                               | Wohnhaus |
| Wilhelm-Külz-Straße 1 bis 24 (Karte) | Straßenzug                                              | Ehemaliger Martinsberg, vorstädtischer Straßenzug entlang der niedergelegten mittelalterlichen Stadtmauer, Bebauung ab 1850 mit größtenteils sehr anspruchsvollen, spätklassizistischen, neugotischen und neubarocken Wohnhäusern | 094 14524          | Denkmalbereich                                           | Weitere Bilder |
| Wilhelm-Külz-Straße 1 (Karte) | Wohn- und Geschäftshaus                                 | Erbaut 1904, viergeschossiger Putzbau in straßenbildbeherrschender Ecklage mit hohem Schweifgiebel und Runderkern, reicher Jugendstildekor | 094 96834          | Baudenkmal                                               | Wohn- und Geschäftshaus |
| Wilhelm-Külz-Straße 8 (Karte) | Wohnhaus                                                | Erbaut letztes Viertel d. 19. Jh., Ziegelbau mit von Zwerchgiebeln bekrönten Seitenrisaliten und Polygonalerker, Segmentbogenfenster und reiche dekorative Verwendung des Backsteinmaterials, Neurenaissance | 094 14637          | Baudenkmal                                               | Wohnhaus |
| Wilhelm-Külz-Straße 9 (Karte) | Wohnhaus                                                | Erbaut um 1900, drei- bis viergeschossiger Putzbau mit Kastenerker und großzügiger Werksteingliederung in Formen der deutschen Renaissance | 094 97100          | Baudenkmal                                               | Wohnhaus |
| Wilhelm-Külz-Straße 10 / Straße der Opfer des Faschismus 1 (Karte) | Verwaltungsgebäude                                      | Erbaut als Landschaftsbank der Provinz Sachsen, später Landratsamt des Saalkreises, langgestreckter dreigeschossiger Putzbau mit Mansarddächern, repräsentativer Verwaltungsbau in städtebaulich herausgehobener Lage, Neubarockarchitektur mit Jugendstilelementen durchsetzt, Eckgebäude erbaut 1885, Erweiterungsbau erbaut 1908/09, Architekt Julius Kallmeyer (Knoch & Kallmeyer) | 094 97058          | Baudenkmal                                               | Weitere Bilder |
| Wilhelm-Külz-Straße 13 (Karte) | Wohnhaus                                                | Erbaut 1879, aufwendiger zweigeschossiger Klinkerbau über Werksteinsockel von malerischer Wirkung, qualitätvoller Baudekor in neugotischem Stil, Point de vue der Rathausstraße | 094 11635          | Baudenkmal                                               | Wohnhaus |
| Wilhelm-Külz-Straße 14 (Karte) | Wohnhaus                                                | Erbaut 1878, gelber Ziegelbau mit giebelbekröntem Mittelrisalit, reiche Spitz-, Kleeblatt- und Segmentbogengliederung und zierliches Attikageschoss mit Spitzbogenarkaden, repräsentatives und straßenbildprägendes neugotisches Stadthaus | 094 08006          | Baudenkmal                                               | Wohnhaus |
| Wilhelm-Külz-Straße 16 (Karte) | Wohnhaus                                                | repräsentativer, dreigeschossiger Ziegelbau in straßenbildprägender Höhen- und Ecklage mit Kastenerker und reich stuckierter neubarocker Fassade | 094 12943          | Baudenkmal                                               | Wohnhaus |
| Wilhelm-Külz-Straße 17 (Karte) | Wohnhaus                                                | Erbaut 1888, dreigeschossiger Ziegelbau mit neubarocker Putzfassade in straßenbildprägender Eck- und Höhenlage | 094 13048          | Baudenkmal                                               | Wohnhaus |
| Wilhelm-Külz-Straße 18 (Karte) | Wohnhaus                                                | Erbaut ca. 1880, dreigeschossiger Putzbau in straßenbildprägender Höhenlage mit reicher neubarocker Fassade | 094 13643          | Baudenkmal                                               | Wohnhaus |
| Wilhelm-Külz-Straße 19 (Karte) | Wohnhaus                                                | Erbaut ca. 1870, eineinhalbgeschossiger, breitgelagerter Ziegelbau mit Putzgliederung und übergiebeltem Seitenrisalit in schlichten spätklassizistischen Formen | 094 13043          | Baudenkmal                                               | Wohnhaus |
| Wilhelm-Külz-Straße 20 (Karte) | Wohnhaus                                                | Erbaut Ende des 19. Jh., zweigeschossiger Putzbau in straßenbildprägender Eck- und Höhenlage mit repräsentativer Neurenaissancefassade | 094 14526          | Baudenkmal                                               | Wohnhaus |
| Wilhelm-Külz-Straße 21 (Karte) | Inschrifttafel                                          | Steinerne Inschrift „Wer ein Kind aufnimmt in meinem Namen, der nimmt mich auf (Math. 18,5)“ am Haus der ehemaligen Kinderbewahranstalt des Frauenvereins für Armen- und Krankenpflege, 1849 eingerichtet, das 1853 errichtete Haus stark verändert erhalten | 094 13418          | Baudenkmal                                               | Inschrifttafel |
| Zinksgartenstraße 1 (Karte) | Wohnhaus                                                | Erbaut 1891, dreigeschossiger, aufwendig gestalteter, neubarocker Ziegelbau dem gekrümmten Straßenverlauf folgend | 094 03783          | Baudenkmal                                               | Wohnhaus |
| Zinksgartenstraße 15 (Karte) | Wohnhaus                                                | Erbaut Ende des 19. Jh., zum Denkmalbereich der spätgründerzeitlich überformten Steintorvorstadt gehörige Eckbebauung | 094 80182          | Baudenkmal                                               | Wohnhaus |

### Mühlwegviertel
| Lage                        | Bezeichnung | Beschreibung                                                             | Erfassungs- nummer | Ausweisungsart | Bild  |
| --------------------------- | ----------- | ------------------------------------------------------------------------ | ------------------ | -------------- | ----- |
| Lafontainestraße 18 (Karte) | Villa       | Die Villa befindet sich im westlichen Teil der Straße auf der Nordseite. | 094 56671          | Baudenkmal     | Villa |

### Strohhof/Spitze
| Lage                                                      | Bezeichnung | Beschreibung    | Erfassungs- nummer | Ausweisungsart | Bild           |
| --------------------------------------------------------- | ----------- | --------------- | ------------------ | -------------- | -------------- |
| Herrenstraße, Saaleinseln westlich des Stadtkerns (Karte) | Brücke      | Schwarze Brücke | 094 96837          | Baudenkmal     | Weitere Bilder |

## Ehemalige Kulturdenkmale nach Stadtteilen
Die nachfolgenden Objekte waren ursprünglich ebenfalls denkmalgeschützt oder wurden in der Literatur als Kulturdenkmale geführt. Die Denkmale bestehen heute jedoch nicht mehr, ihre Unterschutzstellung wurde aufgehoben oder sie werden nicht mehr als Denkmale betrachtet.

### Nördliche Innenstadt
| Lage                                      | Bezeichnung             | Beschreibung | Erfassungs- nummer | Ausweisungsart | Bild                    |
| ----------------------------------------- | ----------------------- | --- | ------------------ | -------------- | ----------------------- |
| Adam-Kuckhoff-Straße 16 (Karte)           | Wohnhaus                | Erbaut ca. 1870, dreieinhalbgeschossiger, spätklassizistischer Putzbau mit feinem Stuck in Fensterbrüstungen und Gesimszone, bei Bauarbeiten im Zuge von Instandsetzungsmaßnahmen ohne Benachrichtigung der Denkmalschutzbehörde erfolgten Veränderungen, die zum Verlust der Denkmaleigenschaft führten. 2015 wurde das Wohnhaus aus dem Denkmalverzeichnis ausgetragen. Das Gebäude ist jedoch weiterhin Bestandteil eines Denkmalbereichs.                                                                                         | 094 04418          | Baudenkmal     | Wohnhaus                |
| Adam-Kuckhoff-Straße 21 (Karte)           | Wohnhaus                | Erbaut 1870er Jahre, dreigeschossiger Putzbau mit Seitenrisalit und schönem spätklassizistischen Fassadendekor, bei Bauarbeiten im Zuge von Instandsetzungsmaßnahmen ohne Benachrichtigung der Denkmalschutzbehörde erfolgten Veränderungen, die zum Verlust der Denkmaleigenschaft führten. 2016 wurde das Wohnhaus aus dem Denkmalverzeichnis ausgetragen. Das Gebäude ist jedoch weiterhin Bestandteil eines Denkmalbereichs. | 094 14029          | Baudenkmal     | Wohnhaus                |
| Breite Straße 3 (Karte)                   | Wohnhaus                | Erbaut um 1890, Ziegelbau mit eklektizistischem Putzdekor in spätklassizistischen und barockisierenden Formen, bei Bauarbeiten im Zuge von Instandsetzungsmaßnahmen ohne Benachrichtigung der Denkmalschutzbehörde erfolgten Veränderungen, die zum Verlust der Denkmaleigenschaft führten. 2016 wurde das Wohnhaus aus dem Denkmalverzeichnis ausgetragen. | 094 96738          | Baudenkmal     | Wohnhaus                |
| Emil-Abderhalden-Straße 29 (Karte)        | Wohnhaus                | Nach einem genehmigten Abriss wurde das Gebäude im Jahr 2016 aus dem Denkmalverzeichnis ausgetragen. | 094 04419          | Baudenkmal     | BW                      |
| Friesenstraße 17 (Karte)                  | Wohnhaus                | Erbaut letztes Viertel des 19. Jahrhunderts, Putzbau mit reicher, wohlgestalteter Fassade mit geschmückten Dreiviertelsäulen, Pilastern und Balustern im Stil des Neubarock, aufgrund eines fortgeschrittenen Verfalls ging die Denkmaleigenschaft verloren. 2016 erfolgte die Austragung aus dem Denkmalverzeichnis. | 094 75136          | Baudenkmal     | Wohnhaus                |
| Friesenstraße 18 (Karte)                  | Wohnhaus                | Wohnhaus Erbaut Ende des 19. Jahrhunderts, repräsentativer Putzbau mit Dachvorstand und profilierten Konsolsteinen, Fassade mit stuckierten, vegetabil geschmückten Dreiviertelsäulen, Pilastern und Balustern im Stil des Neubarock, Bei einer Ortsbegehung am 5. März 2020 wurde festgestellt, dass bei einer Sanierung die ursprünglich im Gebäudeinneren bestehenden, für die Denkmaleigenschaft maßgeblichen Elemente, verlorengegangen waren. Daher wurde das Gebäude im September 2020 aus dem Denkmalverzeichnis ausgetragen. | 094 75137          | Baudenkmal     | Wohnhaus                |
| Geiststraße 25 (Karte)                    | Wohn- und Geschäftshaus | Erbaut 1880/90er Jahre, schlichter fünfgeschossiger Ziegelbau, Putzgliederung im Stil der Neurenaissance, weit vorkragendes Dach mit Konsolsteinen, im Jahr 2018 wurde die Denkmaleigenschaft wegen Verfalls, Abbruchs aus bauordnungsrechtlichen Gründen oder ungenehmigter Veränderungen aberkannt | 094 75149          | Baudenkmal     | Wohn- und Geschäftshaus |
| Geiststraße 41 (Karte)                    | Wohn- und Geschäftshaus | Wohnhaus, das Gebäude wurde vor dem Jahr 2015 abgerissen. 2015 erfolgte die Austragung aus dem Denkmalverzeichnis. | 094 71153          | Baudenkmal     | BW                      |
| Geiststraße 44 (Karte)                    | Wohn- und Geschäftshaus | Wohn- und Geschäftshaus Erbaut um 1890, ansehnlicher viergeschossiger Ziegelbau mit stark profiliertem Putz- und Stuckdekor in Neurenaissanceformen, besonders im Fensterbereich der Beletage, im Jahr 2018 wurde die Denkmaleigenschaft wegen Verfalls, Abbruchs aus bauordnungsrechtlichen Gründen oder ungenehmigter Veränderungen aberkannt | 094 13461          | Baudenkmal     | Wohn- und Geschäftshaus |
| Gottesackerstraße 8 (Karte)               | Wohnhaus                | Wohnhaus Das Gebäude wurde vor dem Jahr 2015 abgerissen und 2015 aus dem Denkmalverzeichnis ausgetragen. | 094 13215          | Baudenkmal     | BW                      |
| Große Steinstraße 60 (Karte)              | Schule                  | Schule Erbaut 1871, ehemalige Luisenschule (Mittelschule für Mädchen), typische, spartanisch gestaltete Großstadtschule der Gründerzeit, später Steintorschule, 2015 Umbau zur Jugendherberge, dadurch Verlust der Denkmaleigenschaft, 2017 aus dem Denkmalverzeichnis ausgetragen. | 094 08011          | Baudenkmal     | Schule                  |
| Gütchenstraße 2 (Karte)                   | Wohnhaus                | Das Gebäude wurde vor dem Jahr 2010 abgerissen. 2016 erfolgte die Austragung aus dem Denkmalverzeichnis. | 094 14092          | Baudenkmal     | BW                      |
| Gütchenstraße 6 (Karte)                   | Wohnhaus                | Erbaut um 1880, weit vom Straßenrand zurückgesetzter, dreigeschossiger, spätklassizistischer Putzbau mit Mezzanin, schlichter Stuckdekor, großer Vorgarten mit Einzäunung. Nach Verlust der Denkmaleigenschaft 2019 aus dem Denkmalverzeichnis ausgetragen. | 094 14096          | Baudenkmal     | Wohnhaus                |
| Kellnerstraße 4                           | Mauer                   | 15 Meter lange und 6 Meter hohe Mauer als Rest eines Gebäudes, vermutlich bis auf das 14. Jahrhundert zurückgehend, die Mauer wurde zu einem unbekannten Zeitraum ohne Genehmigung abgerissen, im Jahr 2017 wurde das Objekt aus dem Denkmalverzeichnis gelöscht | 094 13068          | Baudenkmal     |                         |
| Kellnerstraße 11                          | Wohnhaus                | Dreigeschossiges Wohnhaus aus dem letzten Drittel des 19. Jahrhunderts, ungenehmigt abgebrochen, nach Feststellung des Abbruchs im Jahr 2017 wurde das Objekt aus dem Denkmalverzeichnis ausgetragen. | 094 12388          | Baudenkmal     |                         |
| Kellnerstraße 12                          | Wohnhaus                | Zweigeschossiges barockes Wohnhaus aus der zweiten Hälfte des 18. Jahrhunderts, ungenehmigt abgebrochen, nach Feststellung des Abbruchs im Jahr 2017 wurde das Objekt aus dem Denkmalverzeichnis ausgetragen. | 094 12387          | Baudenkmal     |                         |
| Ludwig-Wucherer-Straße 18 (Karte)         | Wohnhaus                | Erbaut 1875, dreigeschossiger Putzbau mit Mezzanin, schlichte spätklassizistische Fassade. Nach Verlust der Denkmaleigenschaft 2019 aus dem Denkmalverzeichnis ausgetragen. | 094 13019          | Baudenkmal     | Wohnhaus                |
| Ludwig-Wucherer-Straße 25 (Karte)         | Wohnhaus                | Bei Bauarbeiten im Zuge von Instandsetzungsmaßnahmen ohne Benachrichtigung der Denkmalschutzbehörde erfolgten Veränderungen, die zum Verlust der Denkmaleigenschaft führten. 2016 wurde das Wohnhaus aus dem Denkmalverzeichnis ausgetragen. Es gehört jedoch weiter zu einem Denkmalbereich. | 094 13026          | Baudenkmal     | BW                      |
| Ludwig-Wucherer-Straße 41 (Karte)         | Wohnhaus                | Das Gebäude wurde 1997 abgerissen. Die Austragung aus dem Denkmalverzeichnis erfolgte 2016. | 094 13042          | Baudenkmal     | BW                      |
| Martinstraße 14 (Karte)                   | Wohnhaus                | Erbaut Ende des 19. Jahrhunderts, ansehnlicher dreigeschossiger Ziegelbau mit bemerkenswert gegliederter Fassade, Zwischengesimse mit Zahnschnittfries, durch fortgeschrittenen Verfall ging die Denkmaleigenschaft verloren, im Jahr 2017 wurde das Objekt aus dem Denkmalverzeichnis gelöscht | 094 13371          | Baudenkmal     | Weitere Bilder          |
| Riebeckplatz 21 (Karte)                   | Relief                  | Relief am Haus des Lehrers – beim Umbau Anfang des 21. Jahrhunderts entfernt | 094 12022          | Baudenkmal     | BW                      |
| Schimmelstraße 1 bis 5, 15 bis 20 (Karte) | Straßenzug              | Seit dem Mittelalter existierender südlicher Ausgang der Steintorvorstadt, am nördlichen Ausgang beherrscht vom imposanten Stadtbad und umgebendem Ensemble gründerzeitlicher Mietshäuser, die Denkmaleigenschaft des Straßenzuges ging durch mehrere Abbrüche verloren. Die Austragung aus dem Denkmalverzeichnis erfolgte im Jahr 2016. | 094 70121          | Denkmalbereich | Weitere Bilder          |
| Schimmelstraße 8 (Karte)                  | d’Altonsche Villa       | Dreigeschossiger Putzbau aus dem Jahr 1835, während des Zweiten Weltkrieges 1945 zerstört. |                    |                | BW                      |
| Schimmelstraße 18 (Karte)                 | Wohnhaus                | Erbaut Ende des 19. Jahrhunderts., repräsentativer Putzbau mit Seitenrisalit, üppiger Stuckdekor in Neurenaissanceformen, durch Umbauten im Gebäudeinneren ging die Denkmaleigenschaft verloren, im Jahr 2017 wurde das Objekt aus dem Denkmalverzeichnis gelöscht | 094 13232          | Baudenkmal     | Wohnhaus                |
| Weidenplan 30 (Karte)                     | Wohnhaus                | Wohnhaus Haus aus der ersten Hälfte des 19. Jahrhunderts, existiert nicht mehr, neu bebaut. Im Jahr 2023 aus dem Denkmalverzeichnis gestrichen. | 094 97093          | Baudenkmal     | BW                      |
| Wilhelm-Külz-Straße 4 (Karte)             | Wohnhaus                | Wohnhaus Zwischen 2000 und 2008 abgebrochen. Im Jahr 2016 wurde das Gebäude aus dem Denkmalverzeichnis ausgetragen. | 094 15022          | Baudenkmal     | BW                      |
| Wilhelm-Külz-Straße 7 (Karte)             | Wohnhaus                | Das Gebäude wurde zu einem unbekannten Zeitpunkt abgerissen und im Jahr 2016 aus dem Denkmalverzeichnis gelöscht. | 094 14646          | Baudenkmal     | BW                      |

## Legende
In den Spalten befinden sich folgende Informationen:
- Lage: Nennt den Straßennamen und wenn vorhanden die Hausnummer des Kulturdenkmals. Die Grundsortierung der Liste erfolgt nach dieser Adresse. Der Link „Karte“ führt zu verschiedenen Kartendarstellungen und nennt die geographischen Koordinaten.
Link zu einem Kartenansichtstool, um Koordinaten zu setzen. In der Kartenansicht sind Baudenkmale ohne Koordinaten mit einem roten bzw. orangen Marker dargestellt und können in der Karte gesetzt werden. Baudenkmale ohne Bild sind mit einem blauen bzw. roten Marker gekennzeichnet, Baudenkmale mit Bild mit einem grünen bzw. orangen Marker.
- Offizielle Bezeichnung: Nennt den Namen, die Bezeichnung oder zumindest die Art des Kulturdenkmals und verlinkt, soweit vorhanden, auf den Artikel zum Objekt.
- Beschreibung: Nennt bauliche und geschichtliche Einzelheiten des Kulturdenkmals, vorzugsweise die Denkmaleigenschaften.
- Erfassungsnummer: Für jedes Kulturdenkmal wird in Sachsen-Anhalt eine 20stellige Erfassungsnummer vergeben. Die letzten zwölf Ziffern werden für die Untergliederung nach Teilobjekten genutzt und werden nur angegeben, soweit vergeben. In dieser Spalte kann sich folgendes Icon  befinden, dies führt zu Angaben zu diesem Baudenkmal bei Wikidata.
- Ausweisungsart: Die Einordnung des Denkmales nach § 2 Abs. 2 DenkmSchG LSA
- Bild: Ein Bild des Denkmales, und gegebenenfalls einen Link zu weiteren Fotos des Kulturdenkmals im Medienarchiv Wikimedia Commons. Wenn man auf das Kamerasymbol klickt, können Fotos zu Kulturdenkmalen aus dieser Liste hochgeladen werden: